# گوریو
پادشاهی گوریو (کره‌ای: 고려; هانجا: 高麗; مک‌کیون–ریشاور: Koryŏ؛ [ko. ɾjʌ])، یک دودمان کره‌ای بود که در سال ۹۱۸، در دوره سه پادشاهی پایانی کره، تأسیس شد که تا سال ۱۳۹۲ شبه‌جزیره کره را متحد کرد و بر آن حکومت کرد.  نام «کره» برگرفته از نام «گوریو» است که به عنوان رومی نیز به عنوان Koryŏ شناخته می‌شود، که اولین بار در اوایل قرن پنجم توسط گوگوریو استفاده شد. به گفته مورخان کره‌ای، در دوره گوریو بود که هویت‌های فردی گوگوریو، بکجه و شیلا با موفقیت در یک موجودیت واحد ادغام شدند که اساس هویت کره‌ای امروزی شد. گوریو به چیزی دست یافت که مورخان کره ای آن را «اتحاد ملی واقعی» می‌نامند، زیرا نه تنها سه پادشاهی پایانی را متحد کرد، بلکه بسیاری از طبقه حاکمه پادشاهی شمالی بالهه را نیز دربر گرفت، که منشأ آنها در گوگوریو از سه پادشاهی کره بود. گوریو خود را جانشین گوگوریو اعلام کرد.
گوریو سرانجام در سال ۱۳۹۲. م توسط فرمانده خودش یی سونگ یی که برای محافظت از کشور رفته بود، سقوط کرد و سلسله چوسان تأسیس شد.
بعد از تأسیس کشور چوسان نام ملی همان گوریو باقی مانده بود اما بعد از ۷ ماه با پیشنهاد وزرا و درباریان نام کشور به چوسان تغییر کرد.

## نام
جانشینی گوگوریو
وانگ گان، پادشاه گونگ یه از ته بونگ را بیرون راند و کشوری جدید تأسیس کرد و آن را «گوریو» نامید. گوریو یک عنوان ملی بود که با هدف جانشینی گوگوریو که توسط پادشاه دونگ میونگ سونگ تأسیس شده بود، انتخاب شد. در مورد گوگوریو، عنوان ملی رسمی پس از پادشاه جانگسو، گوریو بود. نام کشوری که در ابتدا توسط گونگ یه تأسیس شد، گوگوریو جدید بود، اما تنها پس از سه سال رها شد و به ماجین و سپس ته بونگ تغییر یافت و کشور ته بونگ را به‌طور کامل تأسیس کرد. وانگ گان گونگ یه را از طریق یک انقلاب بیرون راند، ته بونگ را نابود کرد، به سلطنت رسید، کشوری جدید تأسیس کرد و آن را گوریو نامید.

### نام غربی
نام گوریو (عربی: غوریو، فارسی: گوریو) توسط بازرگانان عرب و فارسی به جهان غرب معرفی شد. این نام از واژگان لاتین رونویسی شده است و کلماتی که با «C» شروع می‌شوند عمدتاً از زبان‌های رومی و کلماتی که با «K» شروع می‌شوند عمدتاً از زبان‌های ژرمنی و اسلاوی برگرفته شده‌اند.
تلفظ چینی
عقیده‌ای وجود دارد که تلفظ خالص کره‌ای گوریو (高麗) گوریو نیست بلکه «گوری» است. این به دلیل قاعده آوایی است که «麗» هنگام اشاره به نام کشور به صورت «ری» تلفظ می‌شود. با این حال، طبق ادبیات هانگول که پس از ایجاد هونمین‌جئونگوم در سلسله چوسون پدید آمد، به صورت «گوریو» ظاهر می‌شود و در «داِدونگ‌جی‌جی» ثبت شده است که «(برخلاف کتاب‌های چینی یا آواشناسی) مردم کره آن را «ریو» می‌نامند.» علاوه بر این، یک استثنا وجود دارد که «麗» هنگام اشاره به نام کشور به صورت «ریو» خوانده می‌شود، بنابراین این استدلال پذیرفته نیست.
علاوه بر عنوان ملی، «گوریو» در بسیاری از زمینه‌ها مانند مردم کوریو، دانشگاه کره، مدرسه الهیات کره، خطوط هوایی کره و جینسنگ کره استفاده می‌شود. حرف اختصاری چینی برای عنوان ملی، دونگ‌گوک (東國) است.

## علم
علم و فناوری گوریو ضمن ارضای خواسته‌های فرهنگی اشراف در فرهنگ اشرافی، با به ارث بردن علم و فناوری شیلای متحد و علم و فناوری چینی سلسله‌های سونگ و یوان، توسعه یافت. چاپ و سلادون گوریو، که نمایانگر توسعه فناوری گوریو هستند، محصول چنین فرهنگ اشرافی بودند. در نجوم، رصد آسمانی به‌طور ویژه توسعه یافت و سوابق رصدی منحصر به فرد و دقیق شناخته می‌شوند. علاوه بر این، در پایان گوریو، می‌دانستند که چگونه باروت تولید کنند و فناوری کشتی‌سازی آن، به ویژه کشتی‌های جنگی، به برتری رسید. دانش جغرافیایی گوریو از چین محوری سنتی فاصله گرفت و بر اساس جهان‌بینی بودایی خاورمیانه بنا شد که شامل به اصطلاح پنج پادشاهی آسمانی هند و آسیای مرکزی می‌شد و همچنین از دانش جغرافیایی عربستان و خاورمیانه برخوردار بود. پزشکی در گوریو در حوزه پزشکی سیستم آزمون خدمات کشوری که از سال ۹۵۸ آغاز شد، گنجانده شد و کتاب‌های پزشکی مانند (هیانگ‌یاک‌گوگ‌بانگ) نوشته مردم گوریو به همراه کتاب‌های پزشکی چینی منتشر شدند. با این حال، جنبه آکادمیک علم گوریو به اندازه حوزه فنی منحصر به فرد نبود. اگرچه مردم گوریو پیشرفت‌های نظری جدیدی نداشتند، اما به‌طور پیوسته در زمینه‌های تجربی و عملی دستاوردهایی را کسب کردند.

## فرهنگ
فرهنگ گوریو در اواخر دوره شیلا آغاز شد و متشکل از فرهنگ اشرافی بود که در اوایل دوره گوریو شکوفا شد، فرهنگ شاعرانه محققانی که در دوران رژیم نظامی در انزوا زندگی می‌کردند، و فرهنگ نئوکنفوسیوسی متاخر و فرهنگ تحت تأثیر سلسله یوان. در همین حال، گوریو به‌طور کلی ویژگی‌های یک فرهنگ اشرافی را داشت.
برخلاف شیلای متحد که تحت تأثیر آداب و رسوم مختلف بود، و چوسون که تحت نظم سختگیرانه کنفوسیوسی بود، فضای اجتماعی احترام به زنان به‌طور برجسته‌تری در سلسله گوریو ایجاد شد. در تاریخ یوان چین سابقه‌ای وجود دارد که قوبلای خان، بنیانگذار سلسله یوان، برای توانایی‌های مردم گوریو ارزش زیادی قائل بود و می‌گفت: «اگرچه گوریو کشور کوچکی است، اما تکنسین‌های آن از تکنسین‌های مردم کره برتر هستند و دانشمندان کنفوسیوسی آن همگی در آثار کلاسیک تبحر دارند و کنفوسیوس و منسیوس را مطالعه می‌کنند.
نقاشی بودایی گوریو

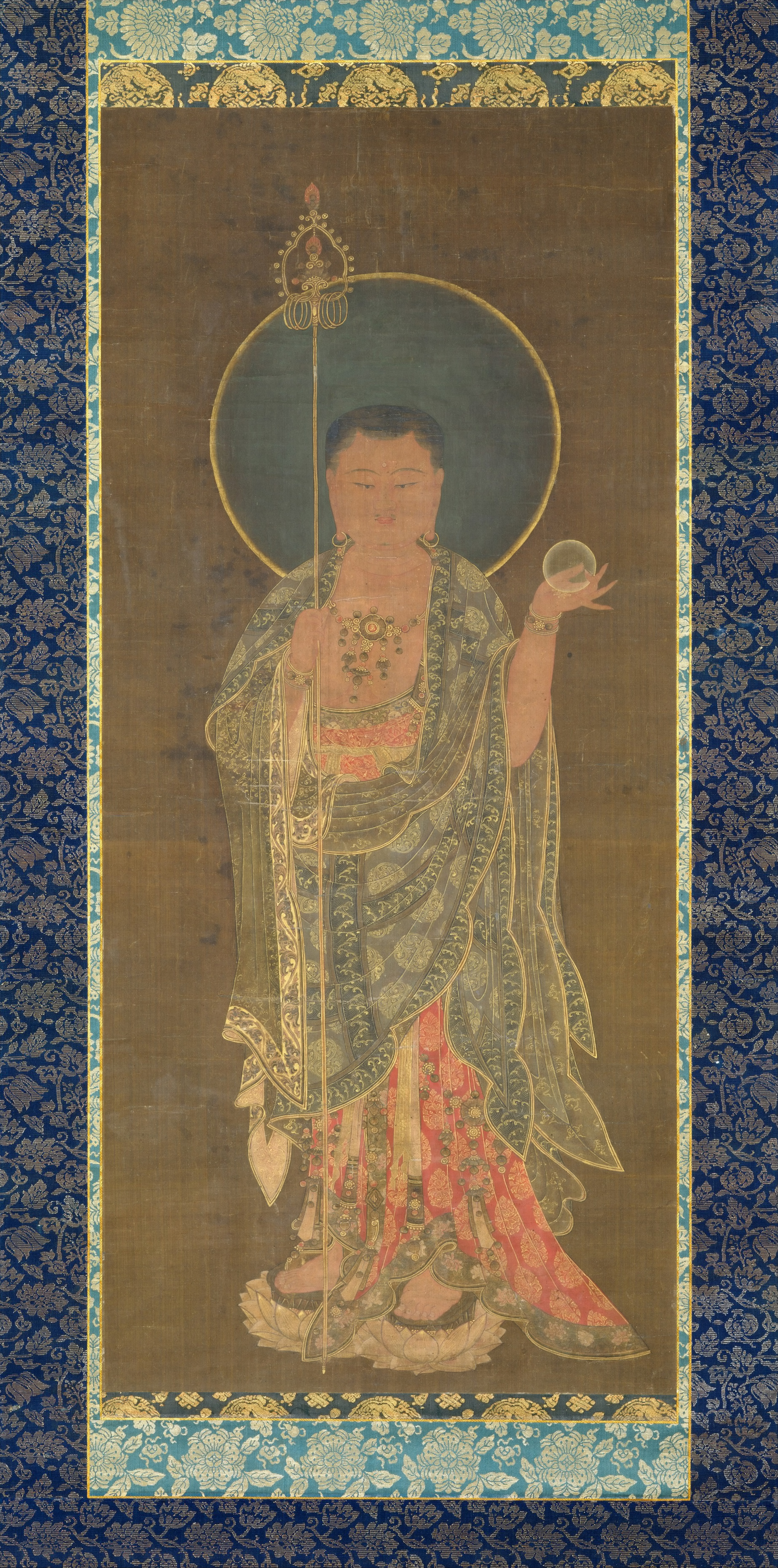
کِسیتیگاربا بودیساتوا (اواخر قرن ۱۴، موزه هنر متروپولیتن)

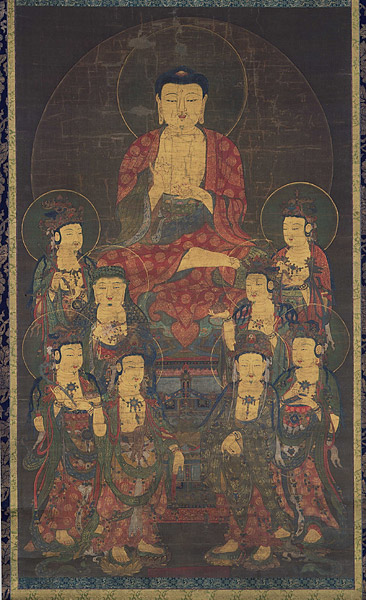
آمیتابا بودا (قرن چهاردهم، موزه هنر آسیایی سانفرانسیسکو)
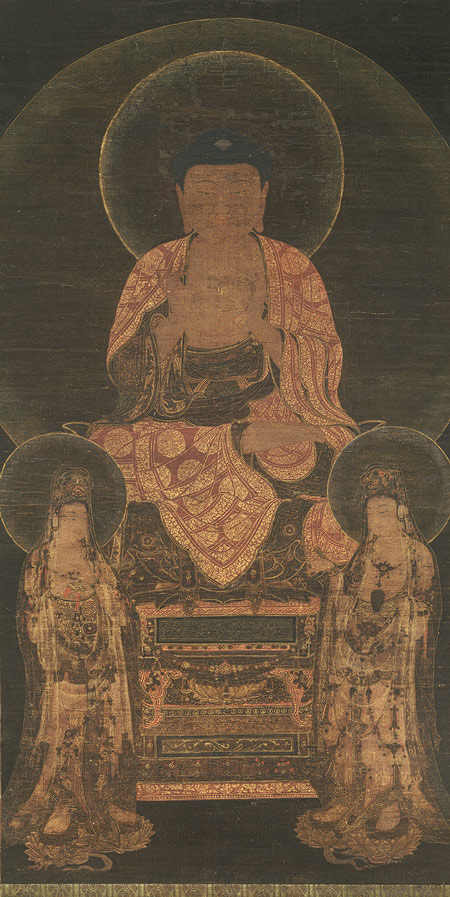
آمیتابا سه گانه (قرن سیزدهم، موزه هنر متروپولیتن)
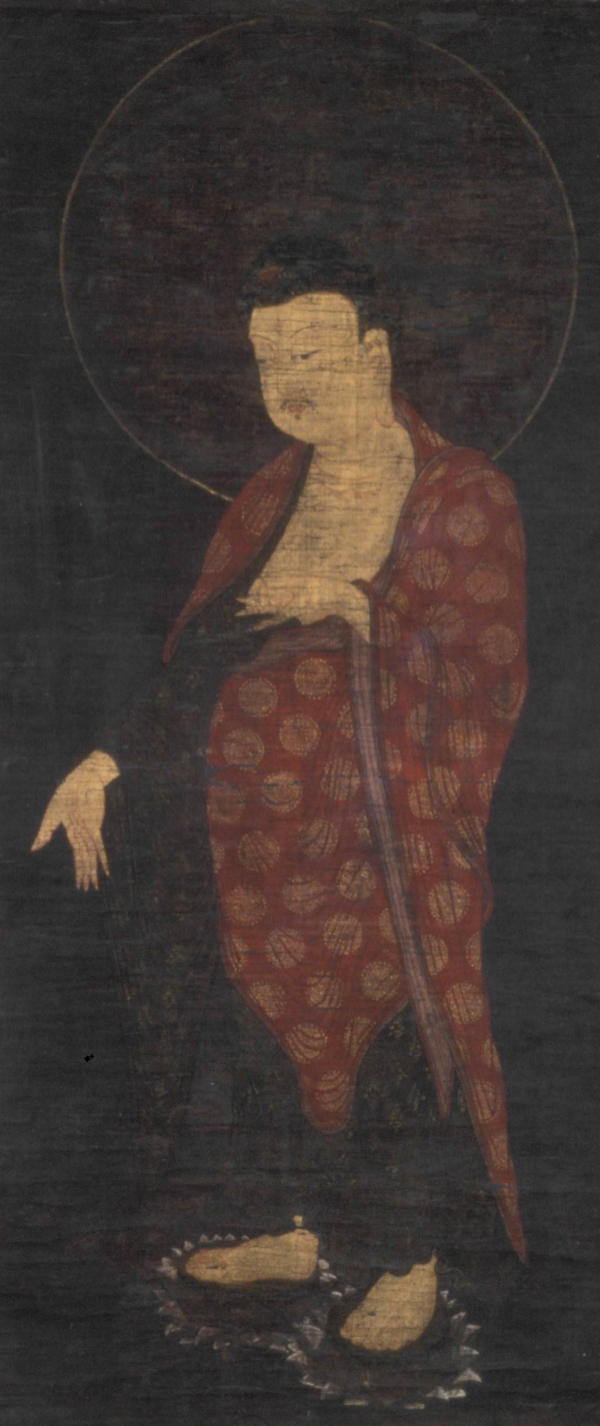
آمیتابا بودا (موزه شرقی کیمه)
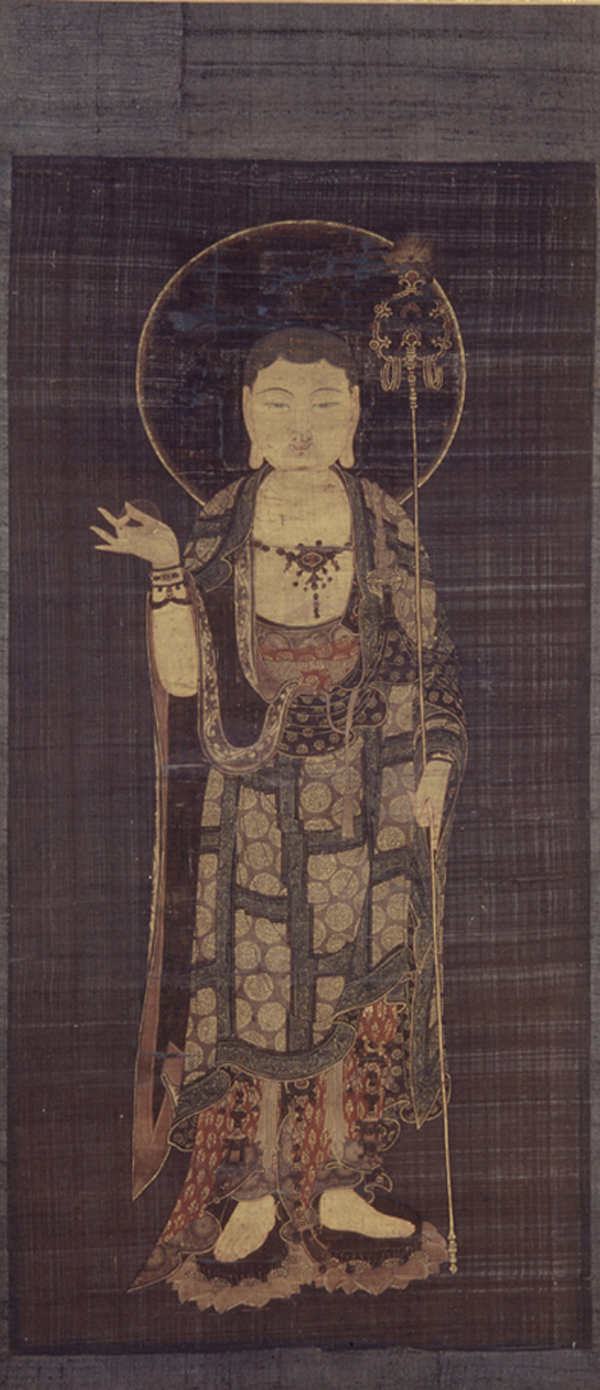
کِسیتیگاربا بودیساتوا ( موزه هنرهای زیبای بوستون )
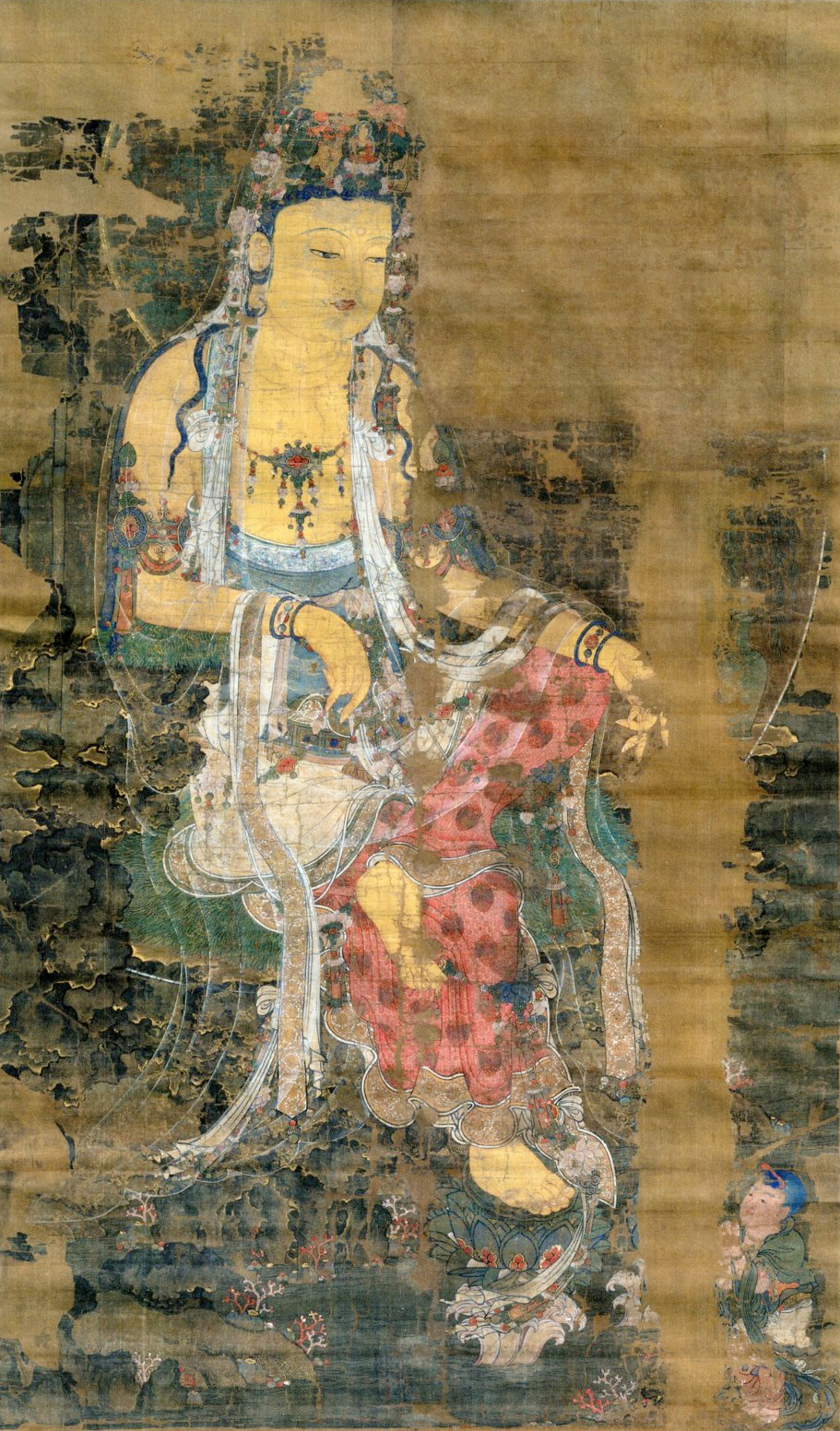
آوالوکیتشوارا دو زندگیه (۱۳۱۰، معبد کاگامی )
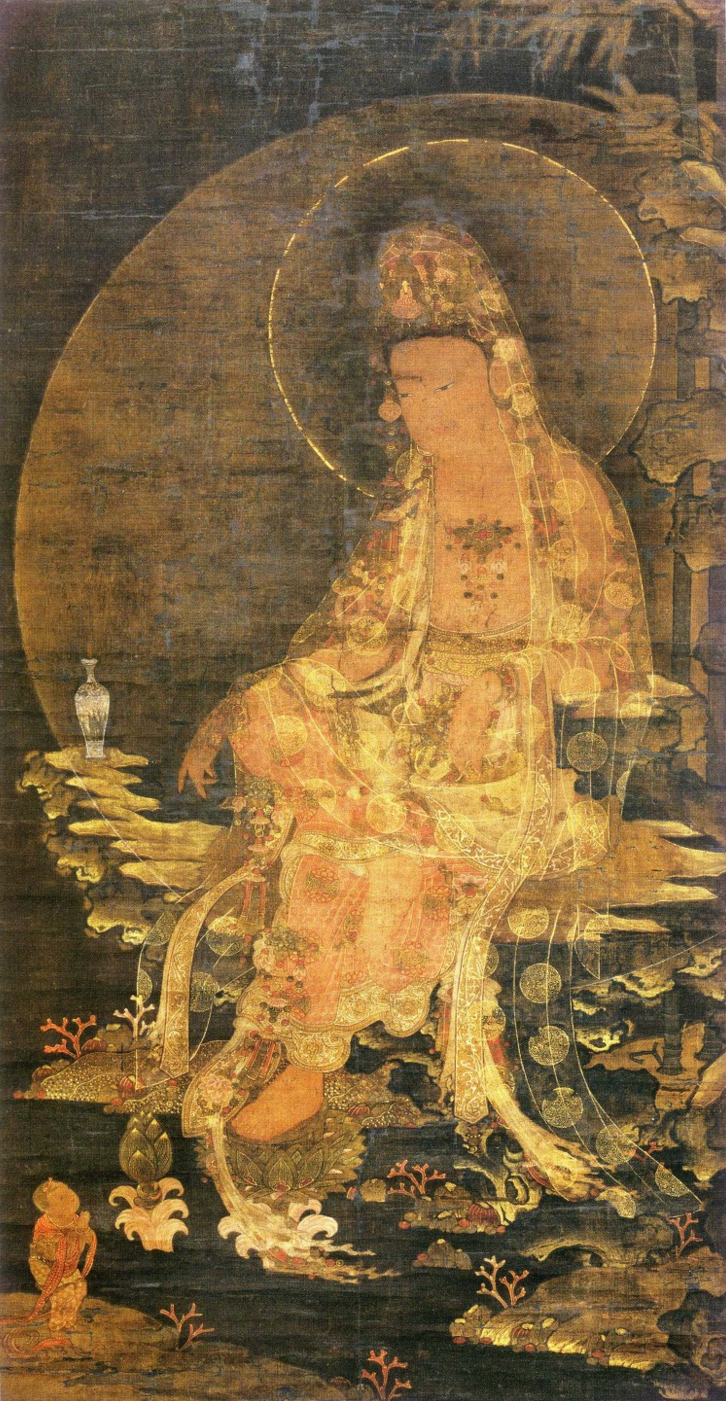
سوولگوانئومدو (اوایل قرن ۱۴، موزه هنر متروپولیتن )

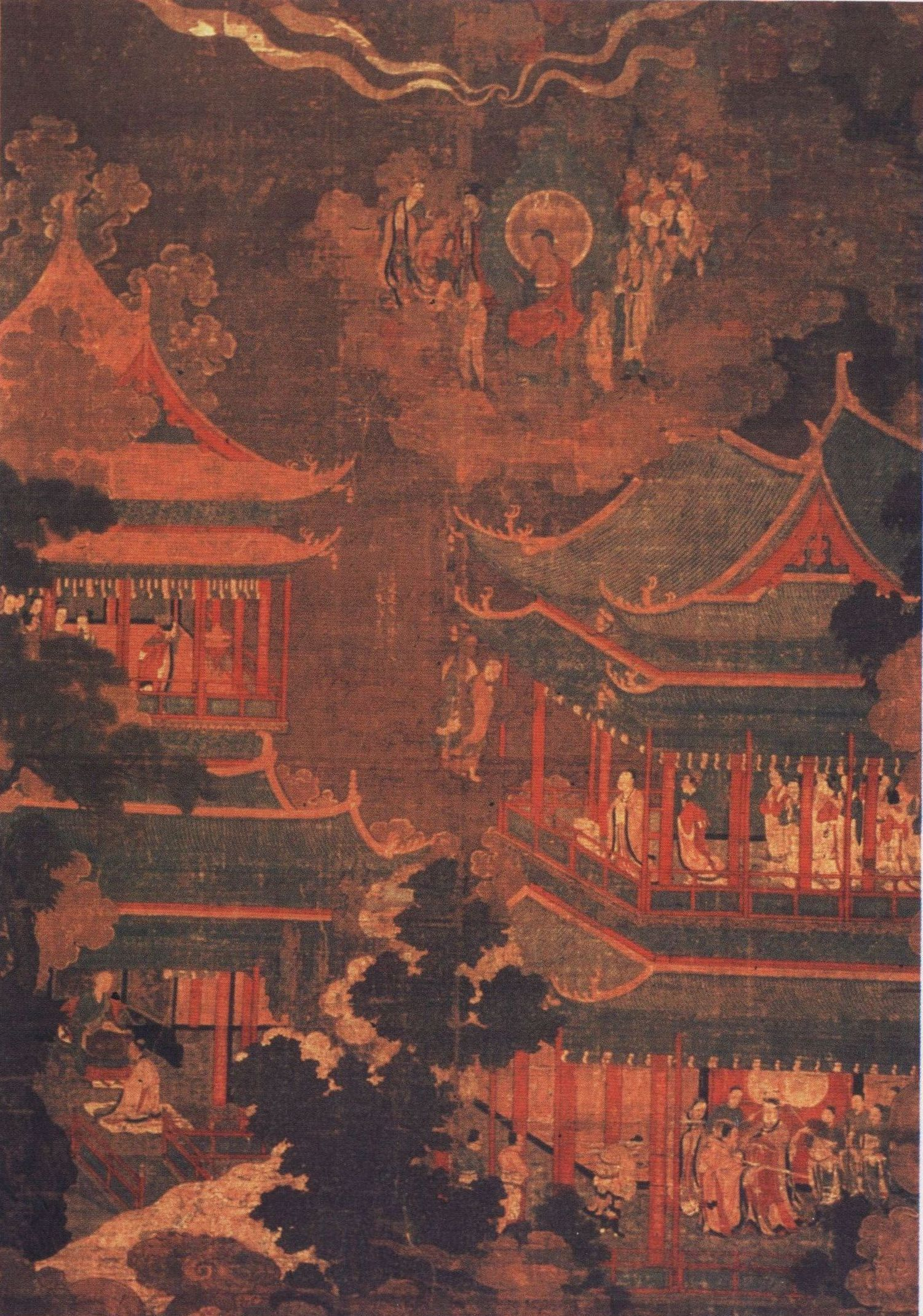
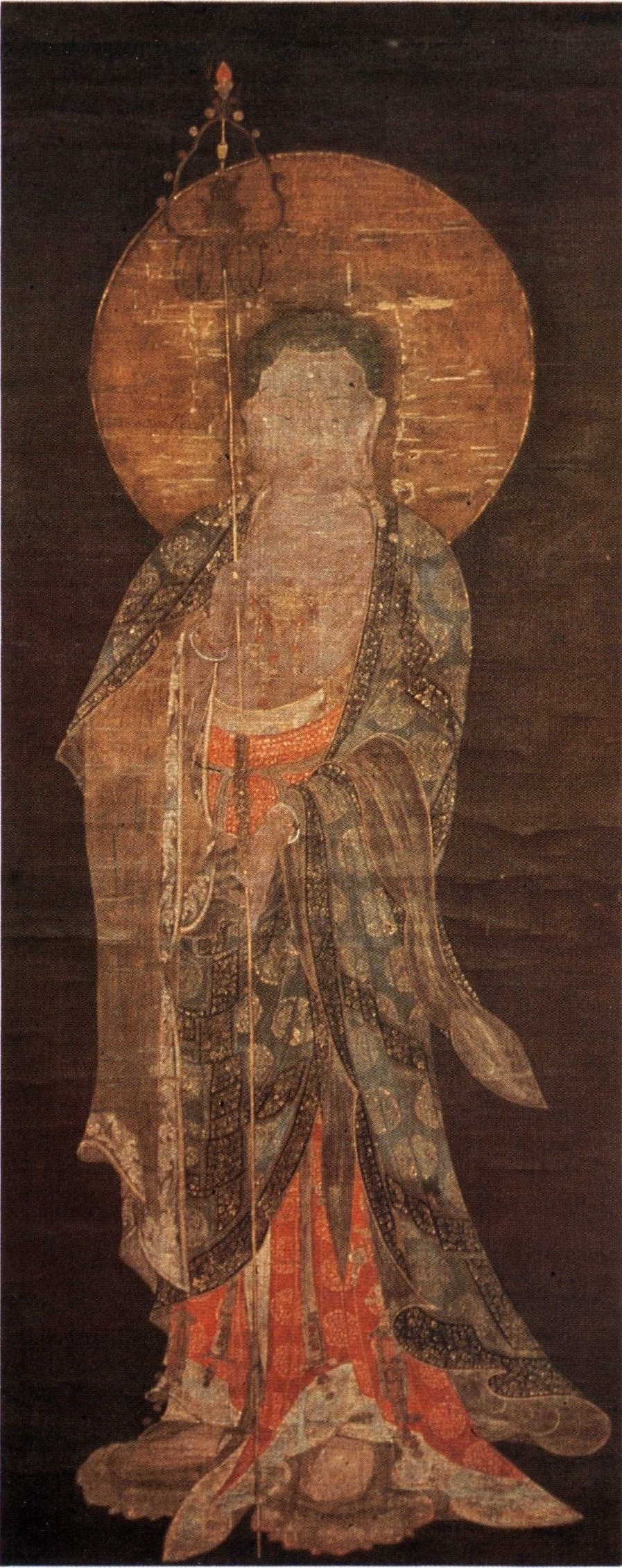
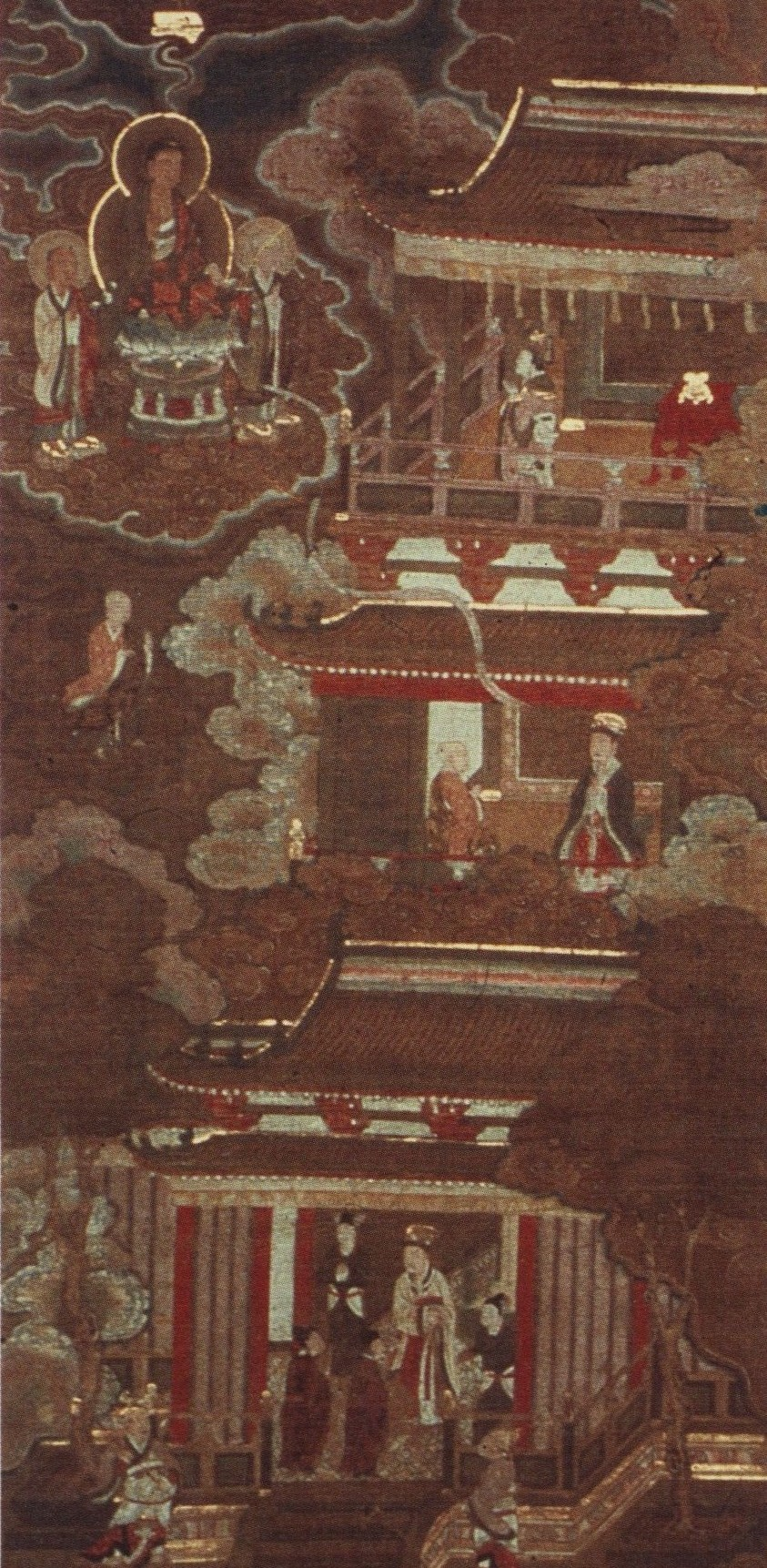
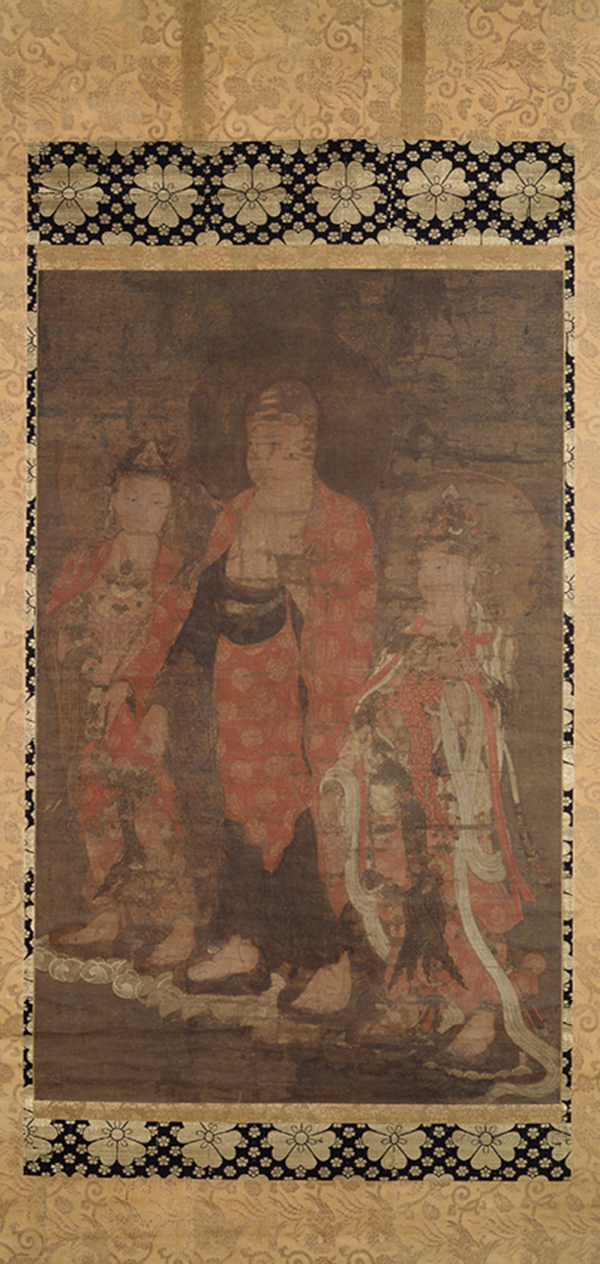
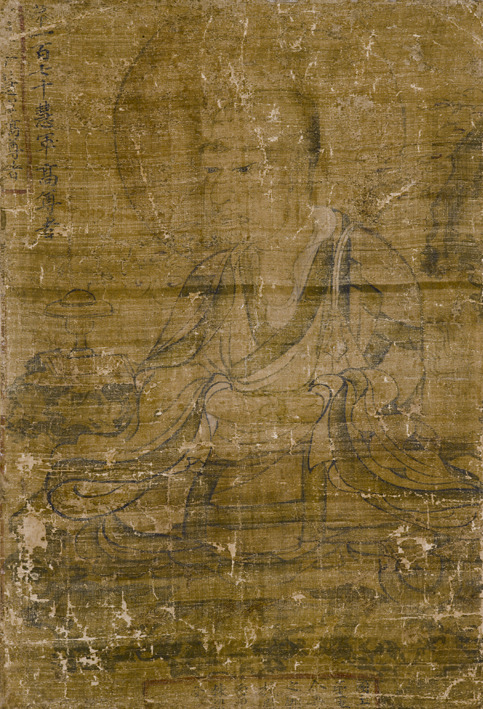
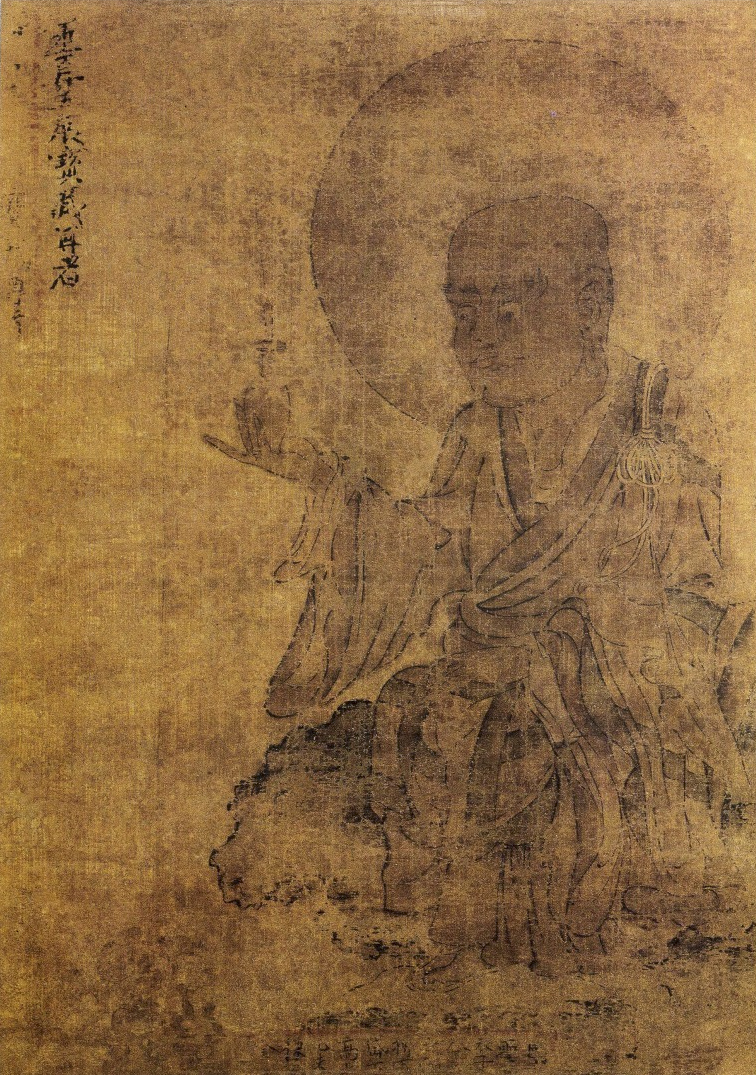
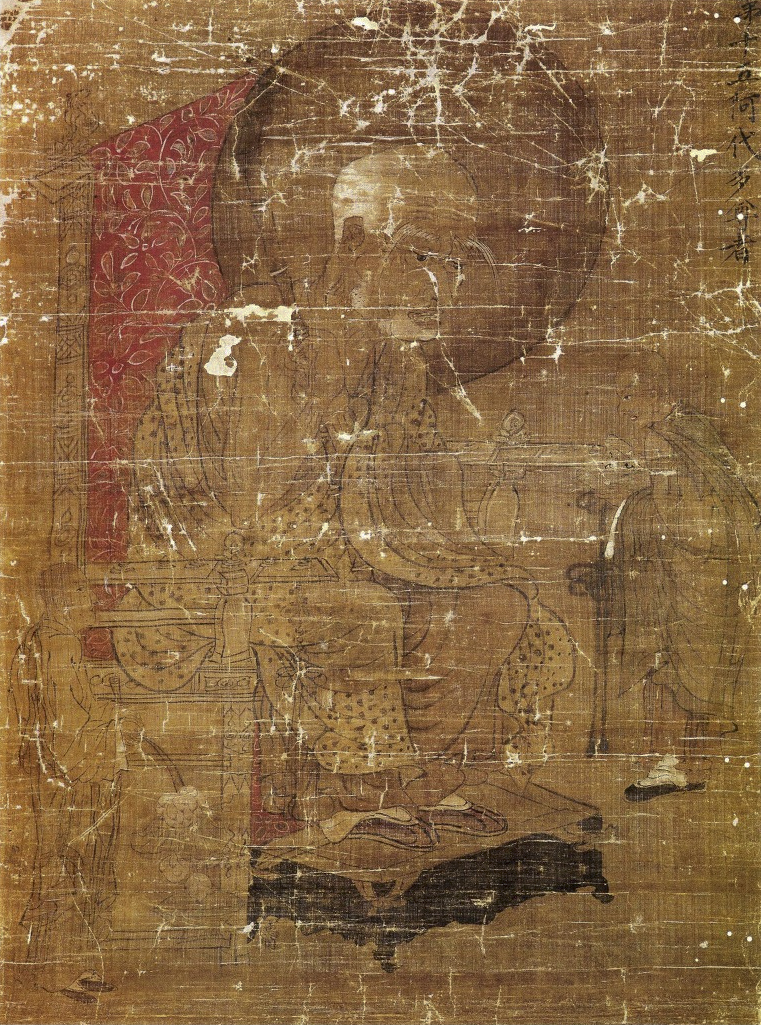
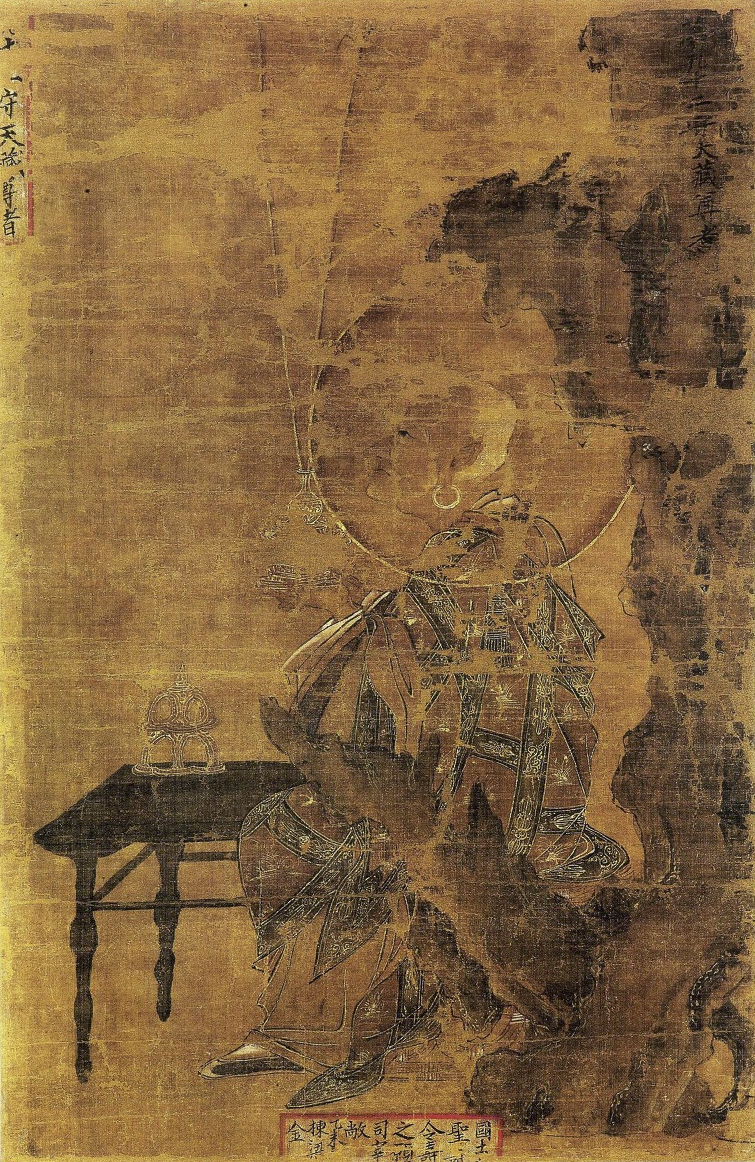
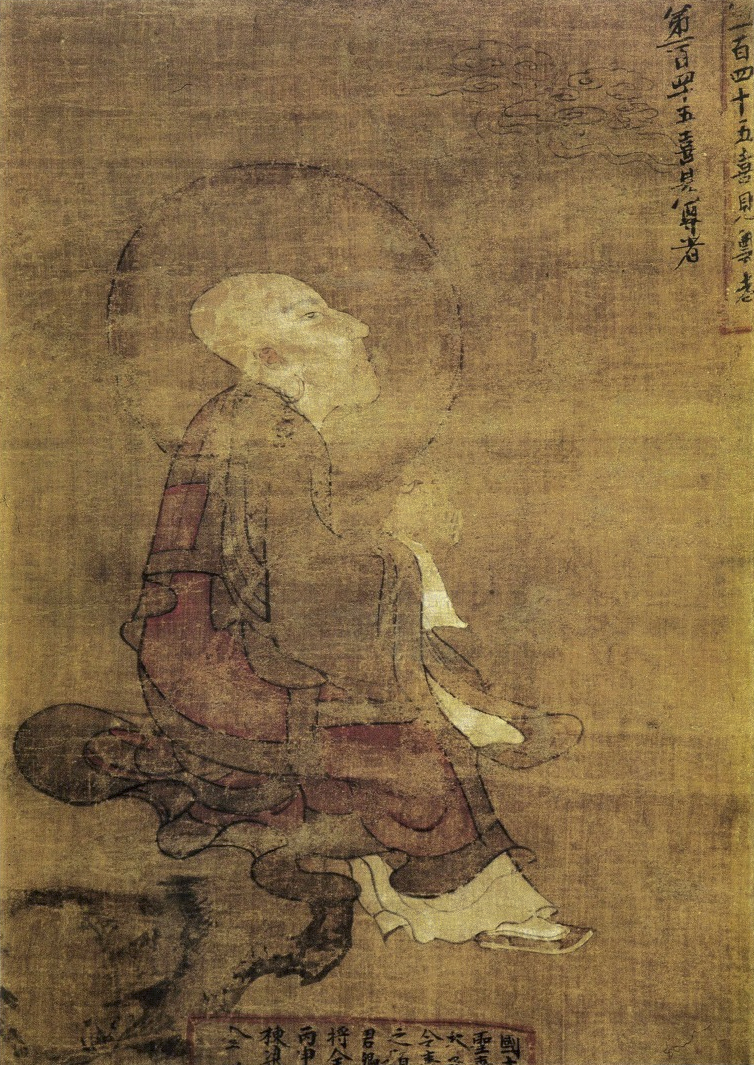
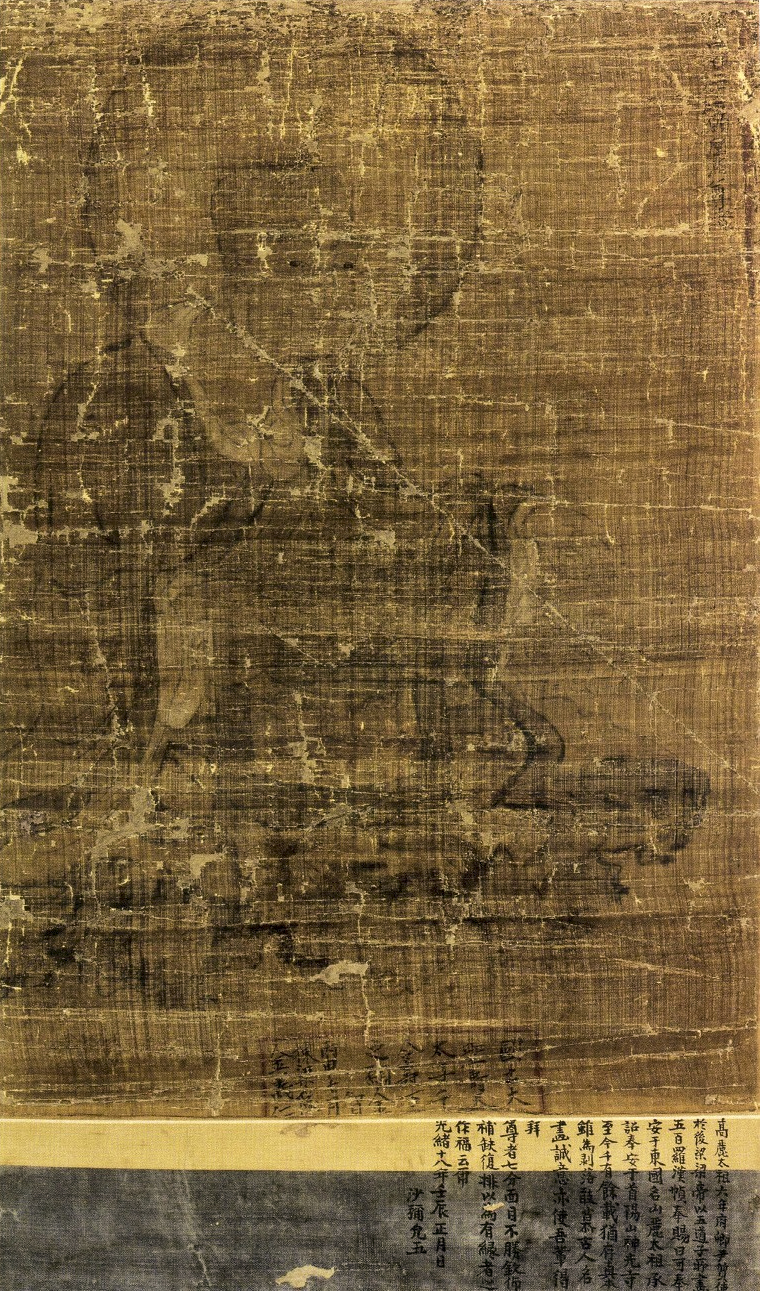
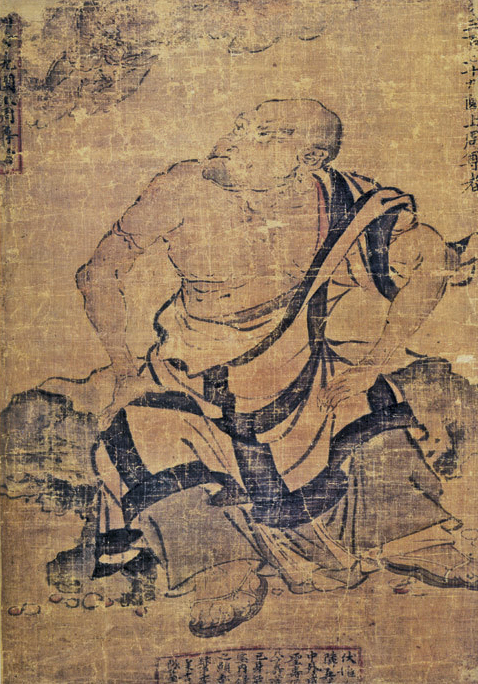
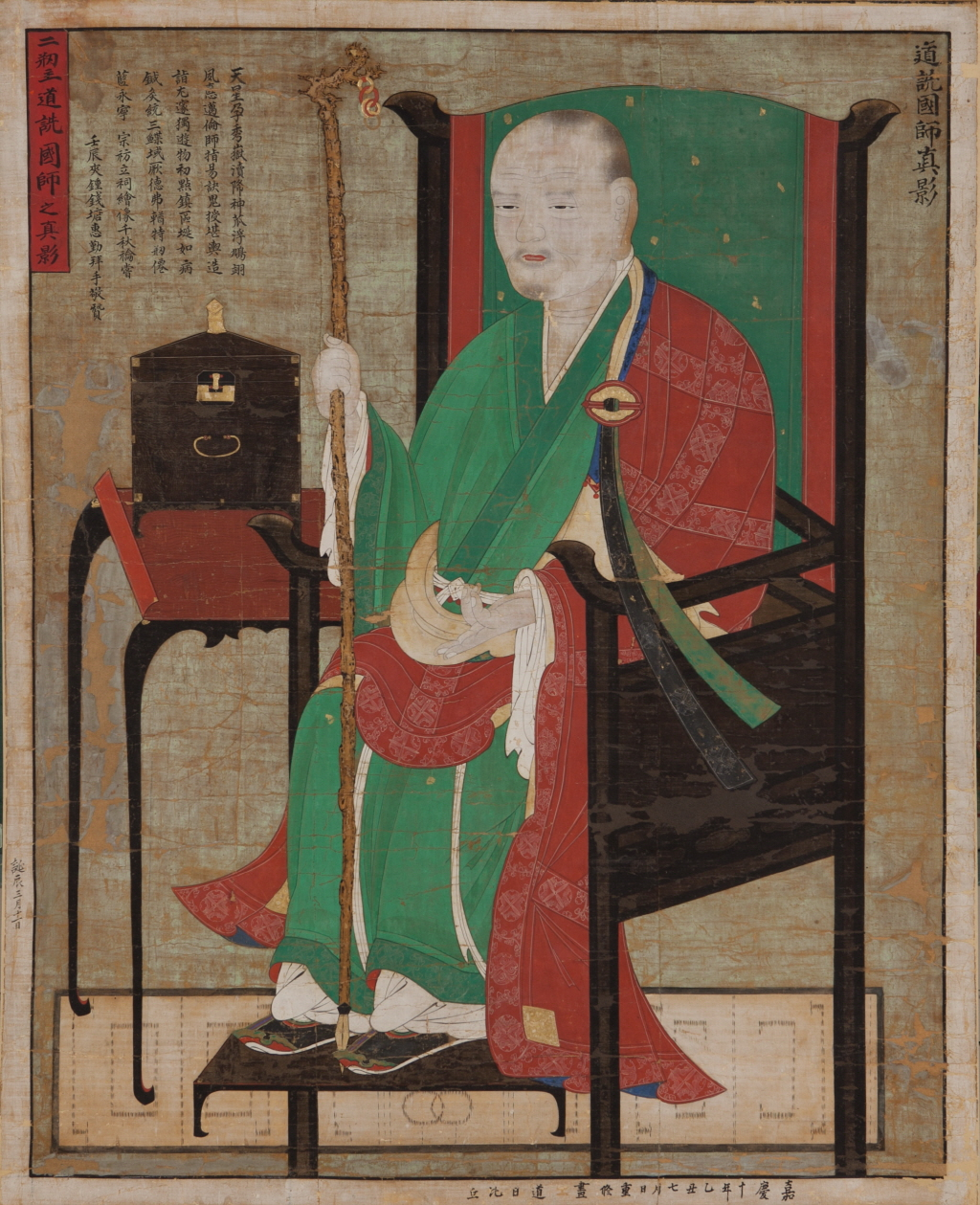
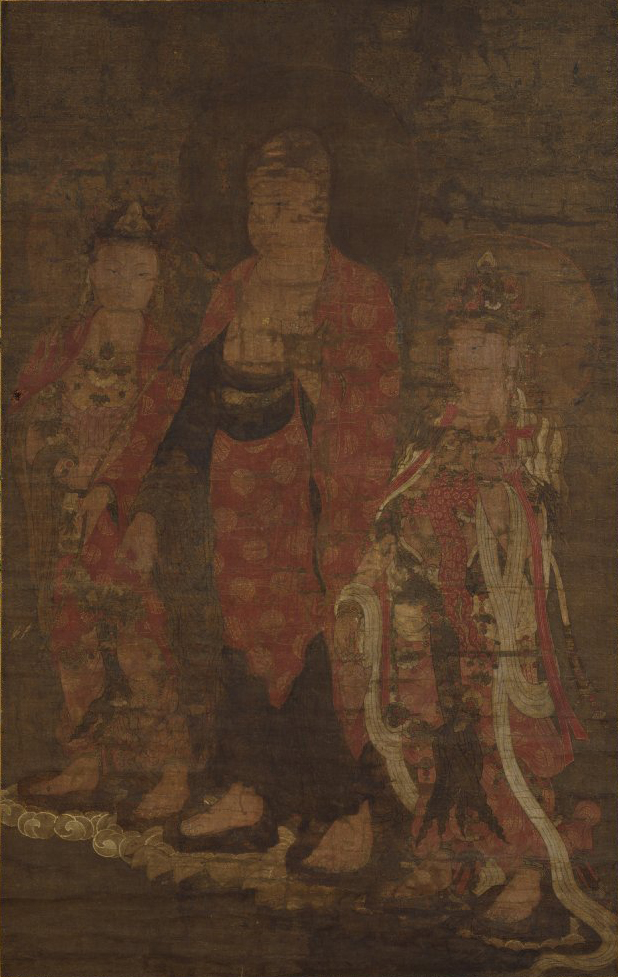
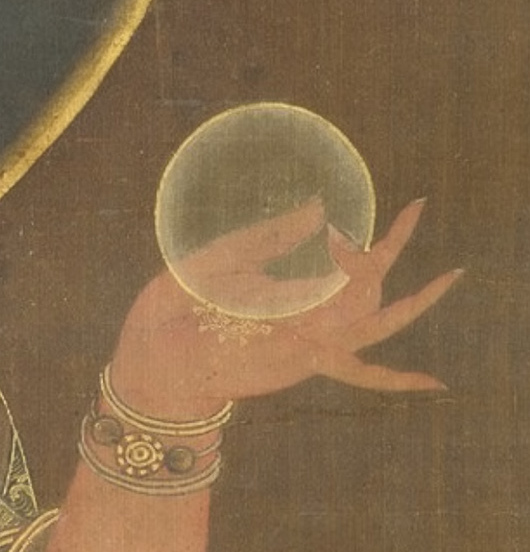
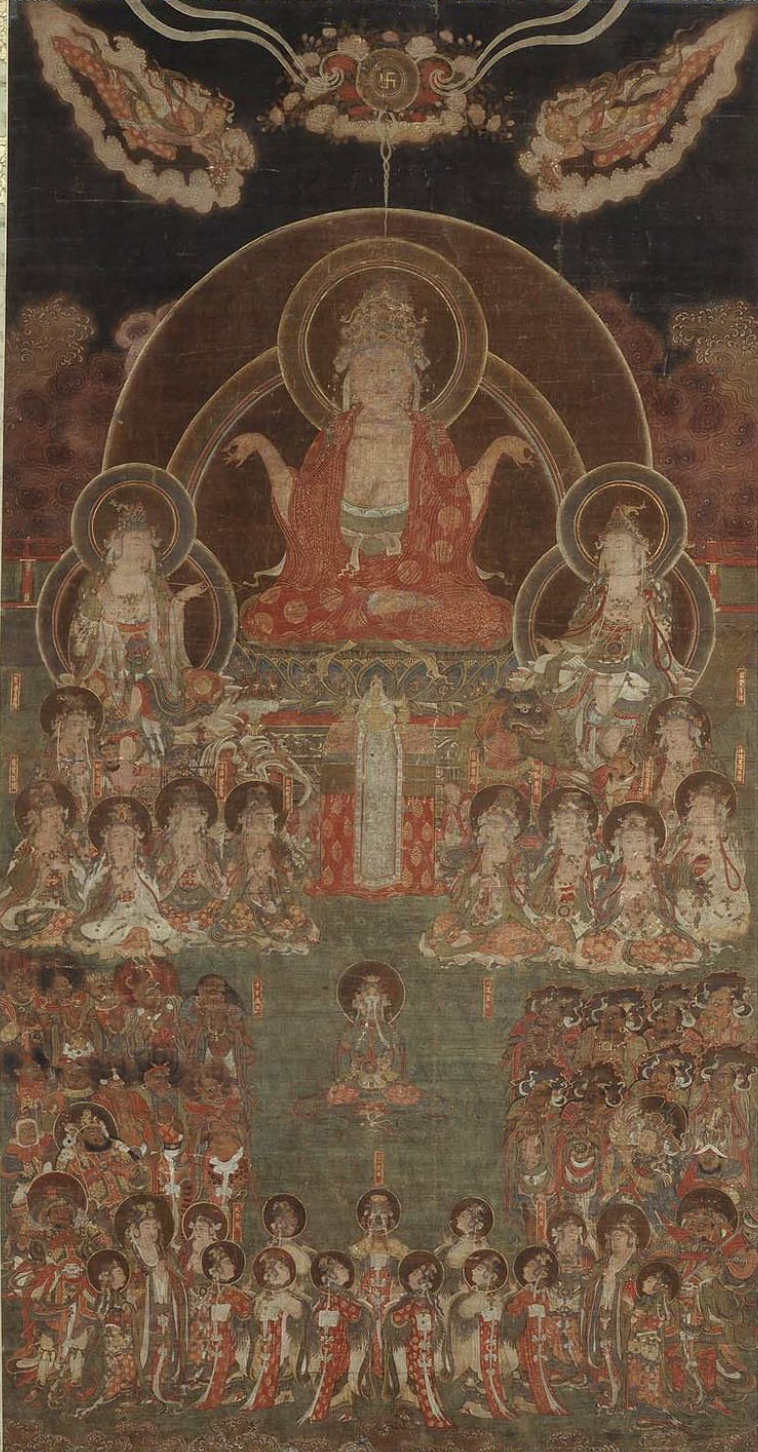
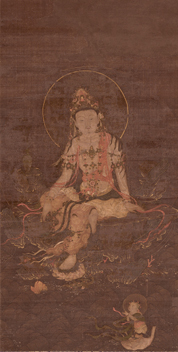
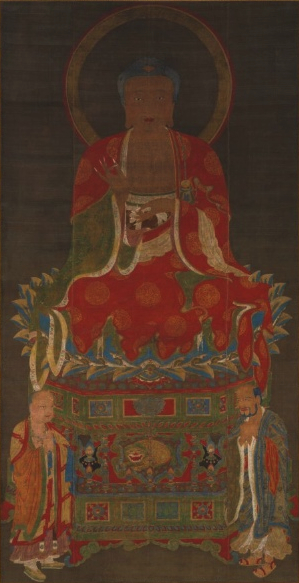
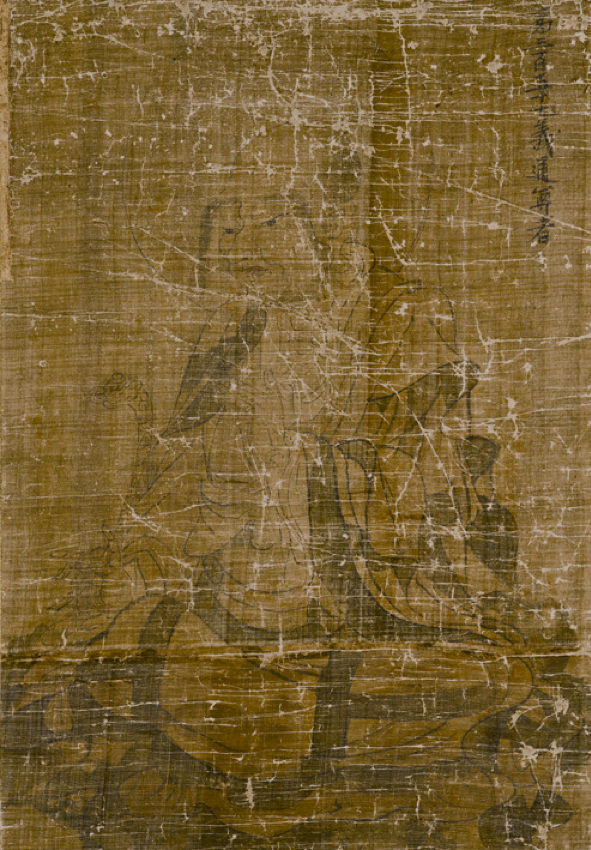
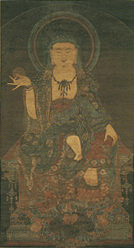
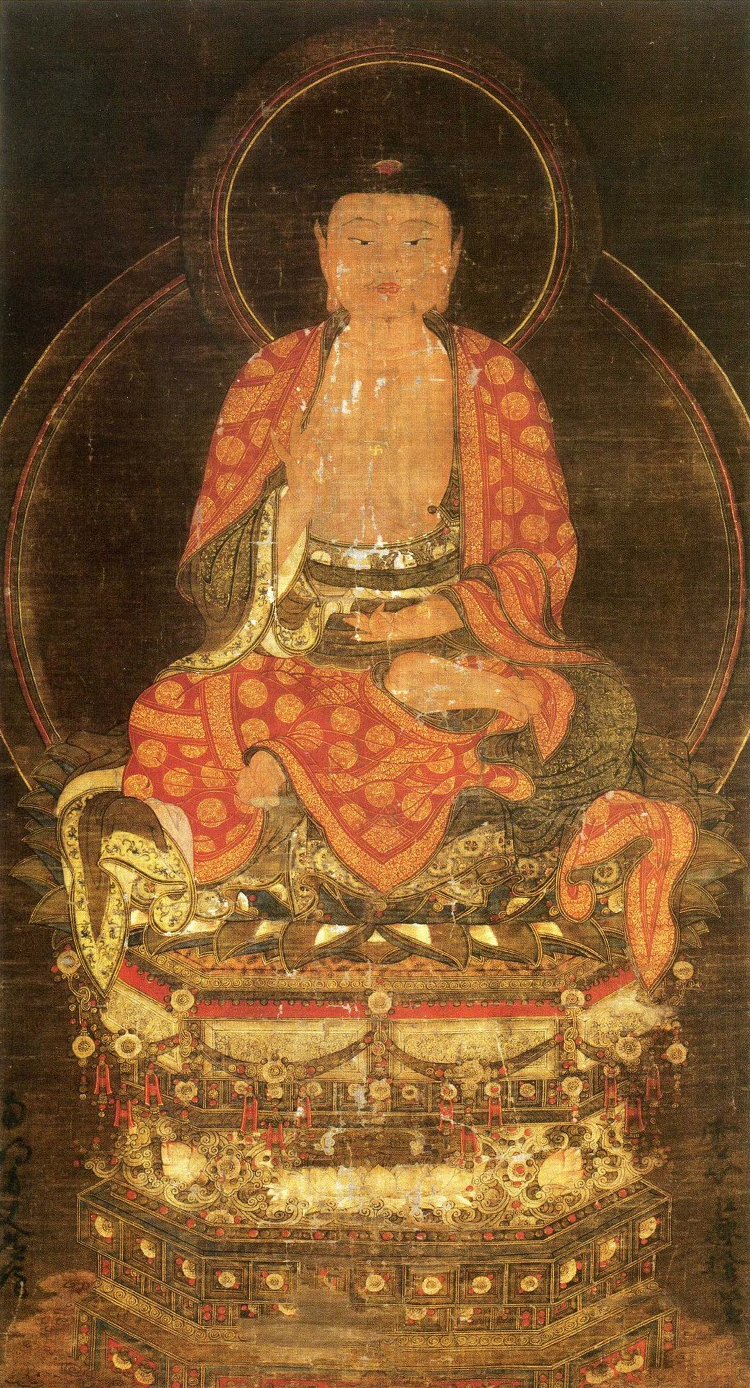
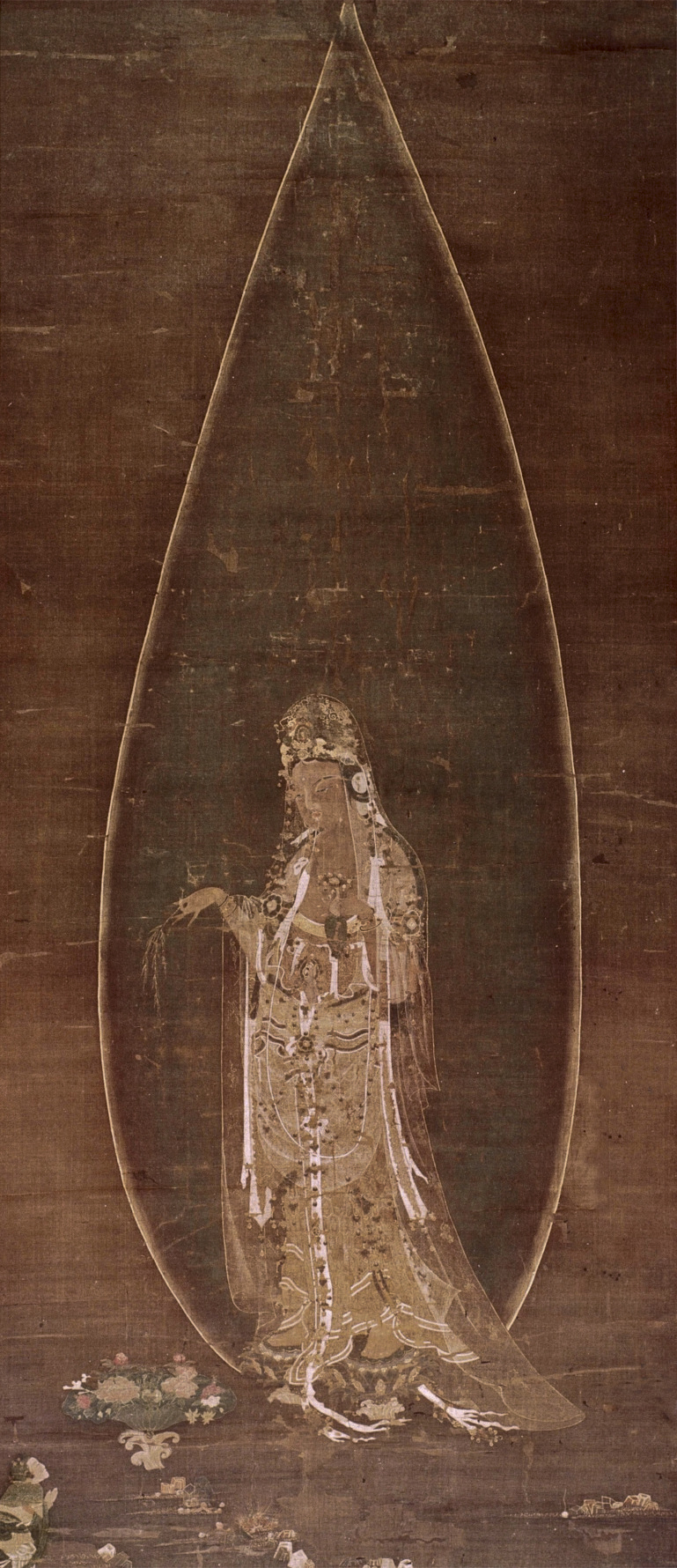
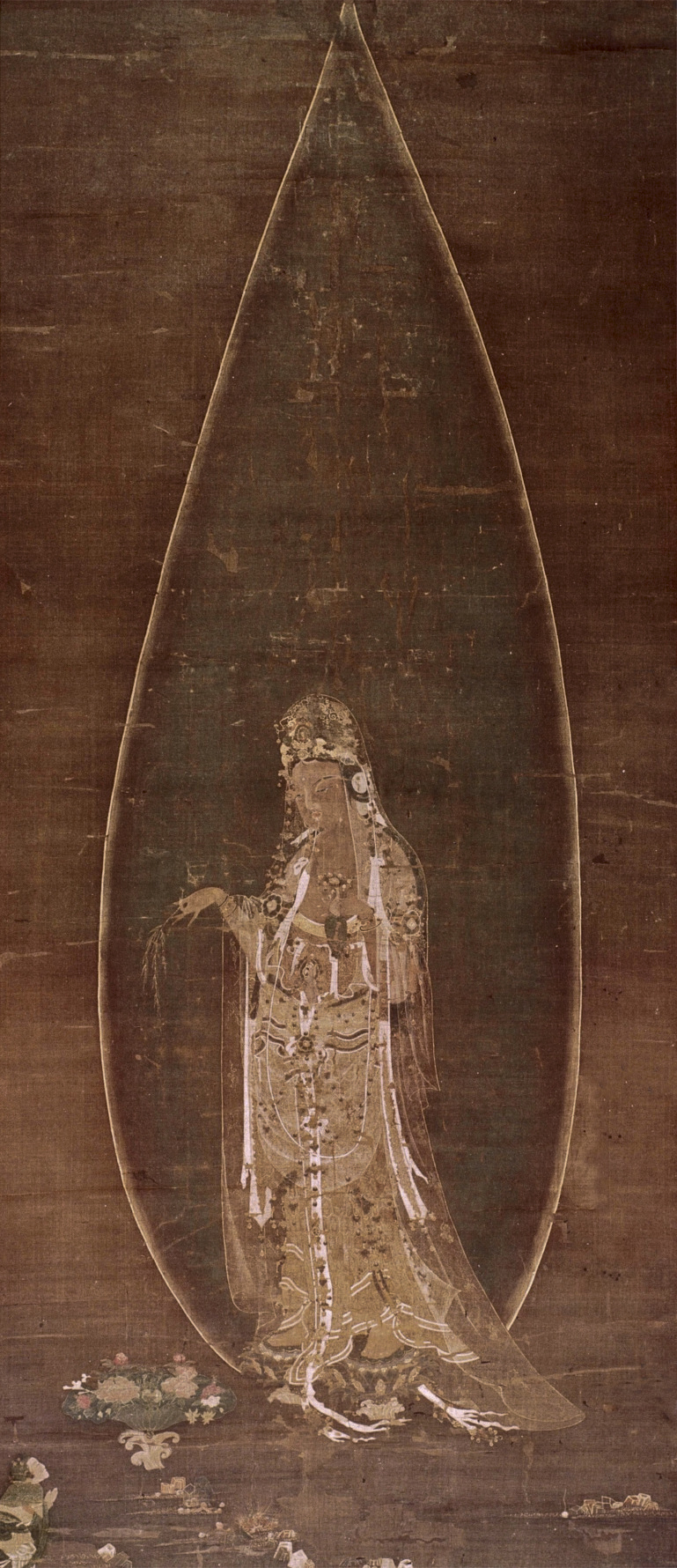
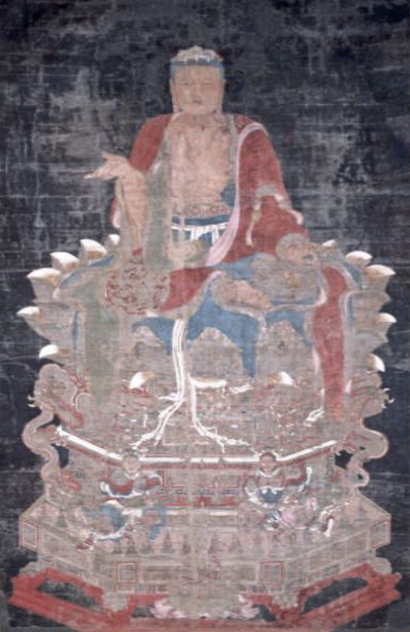
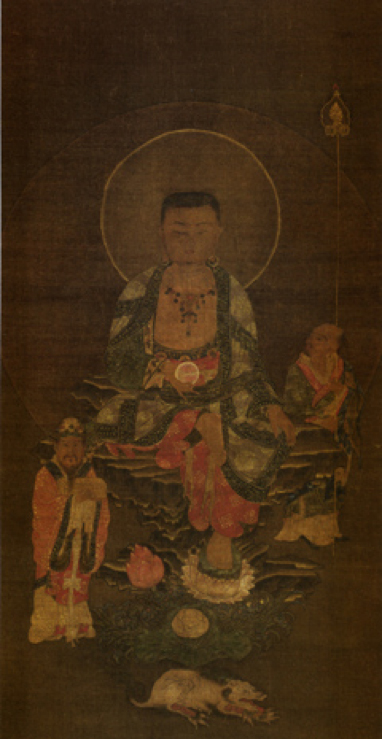
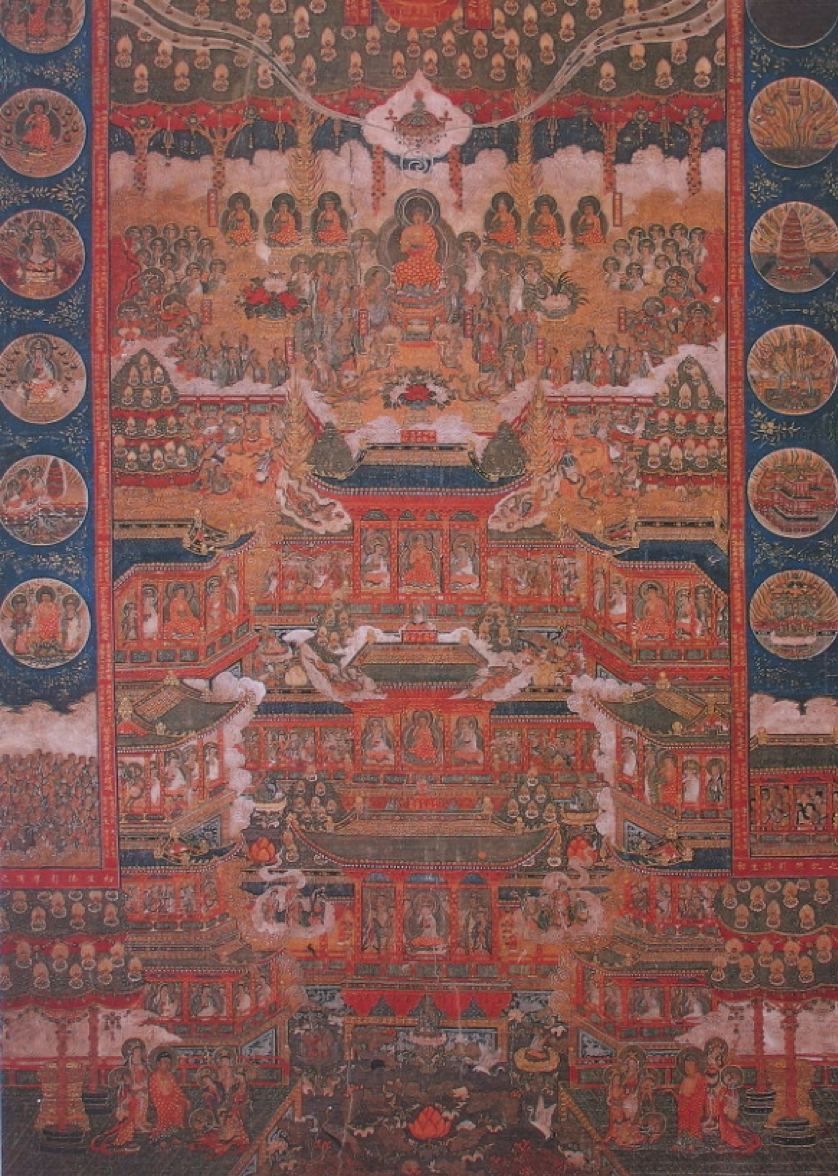
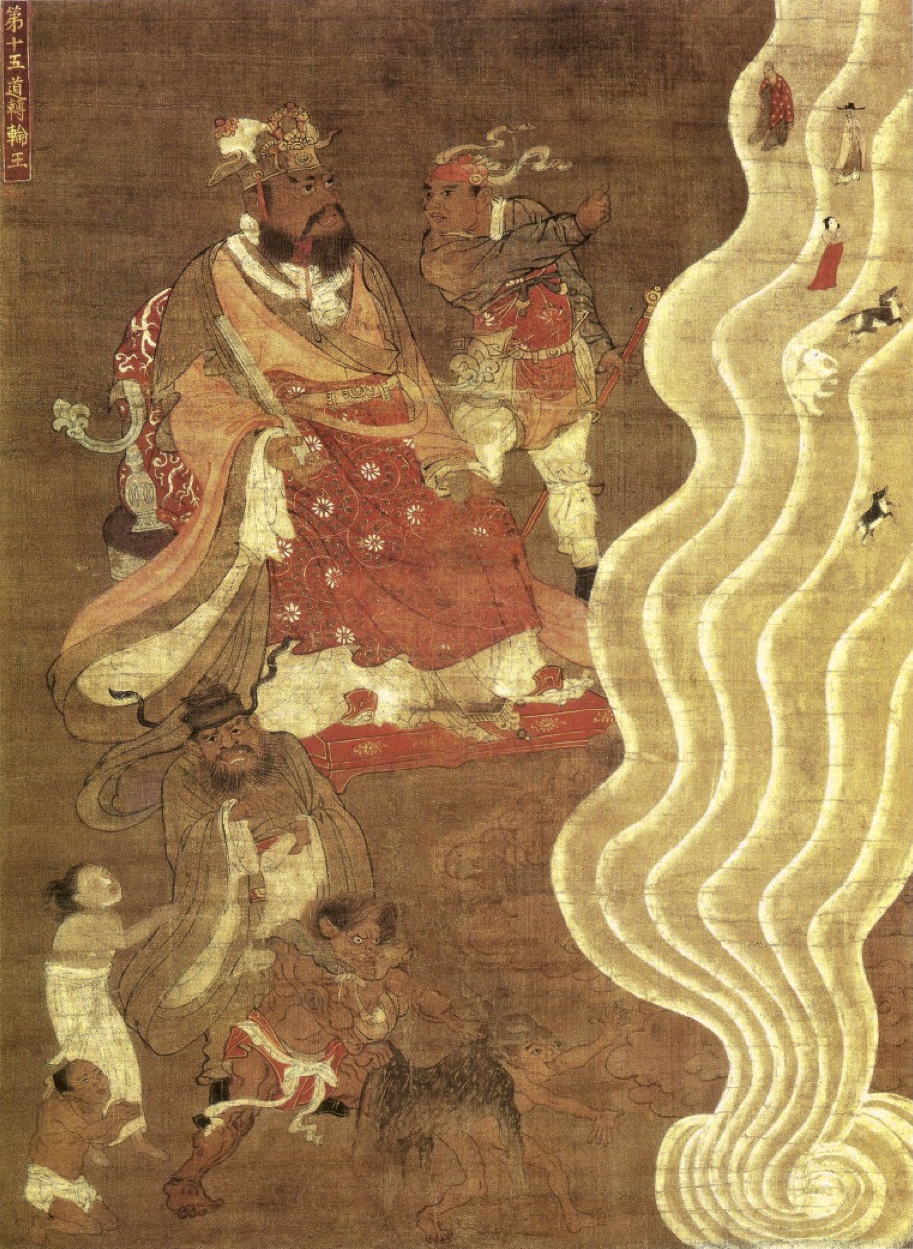
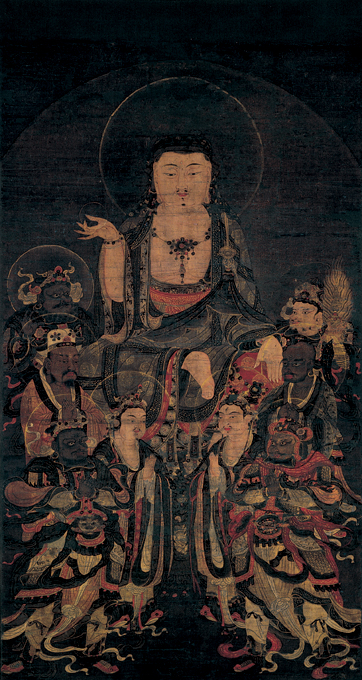
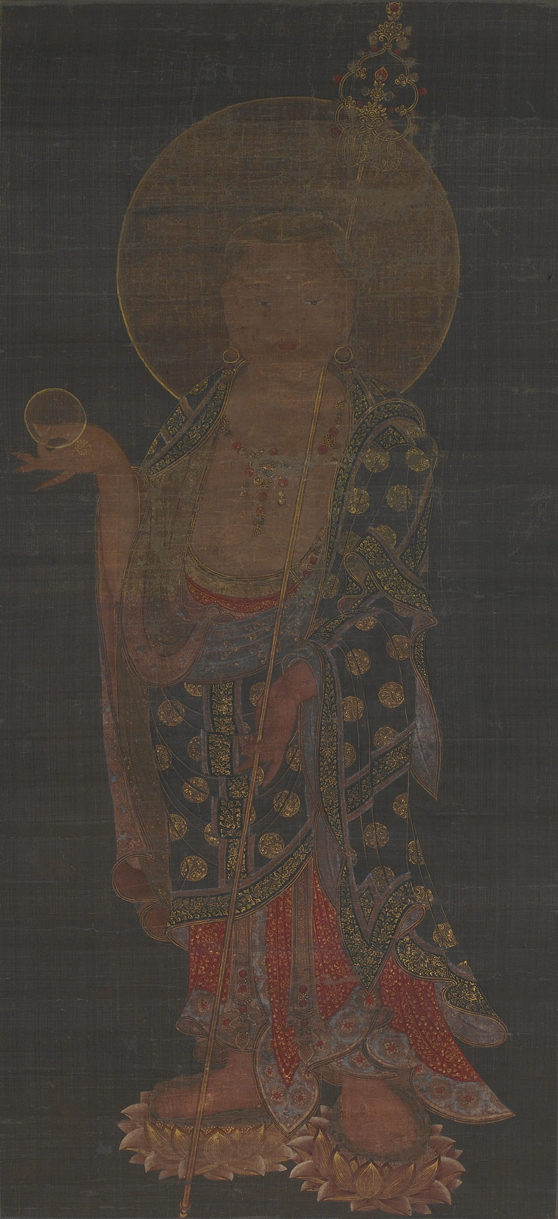
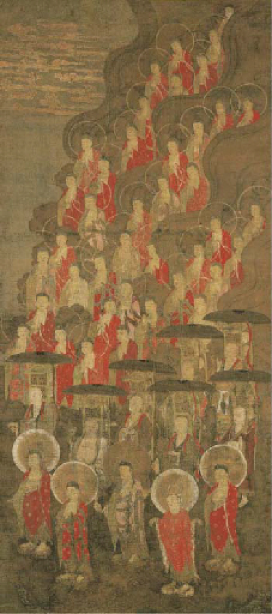
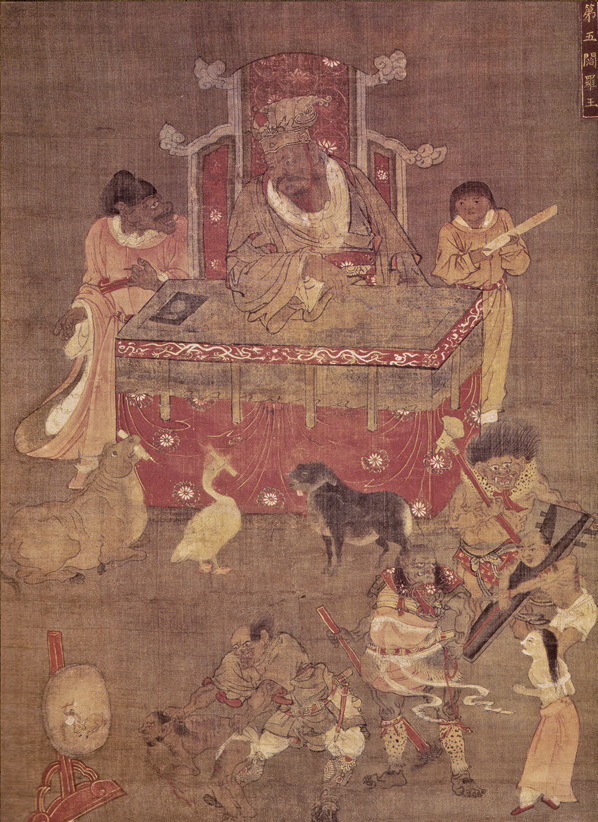
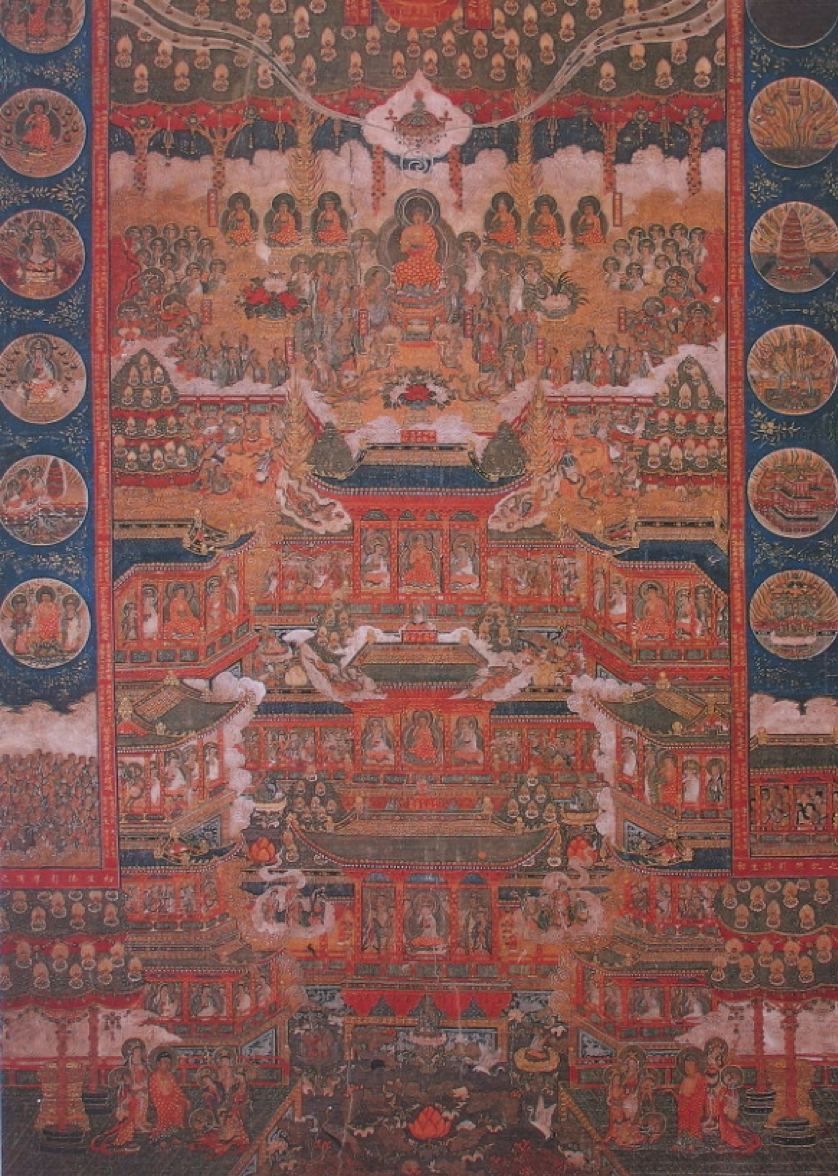
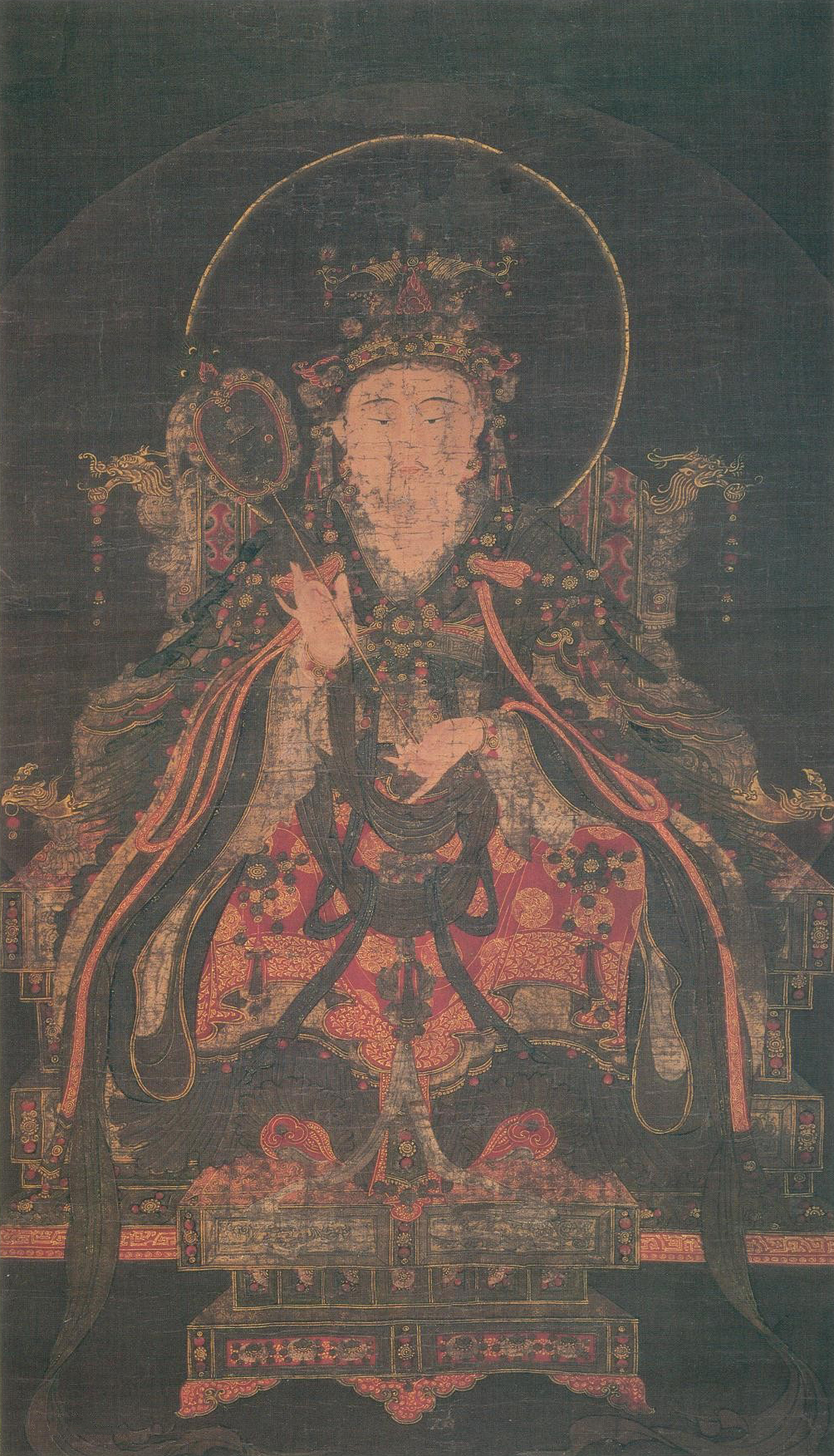
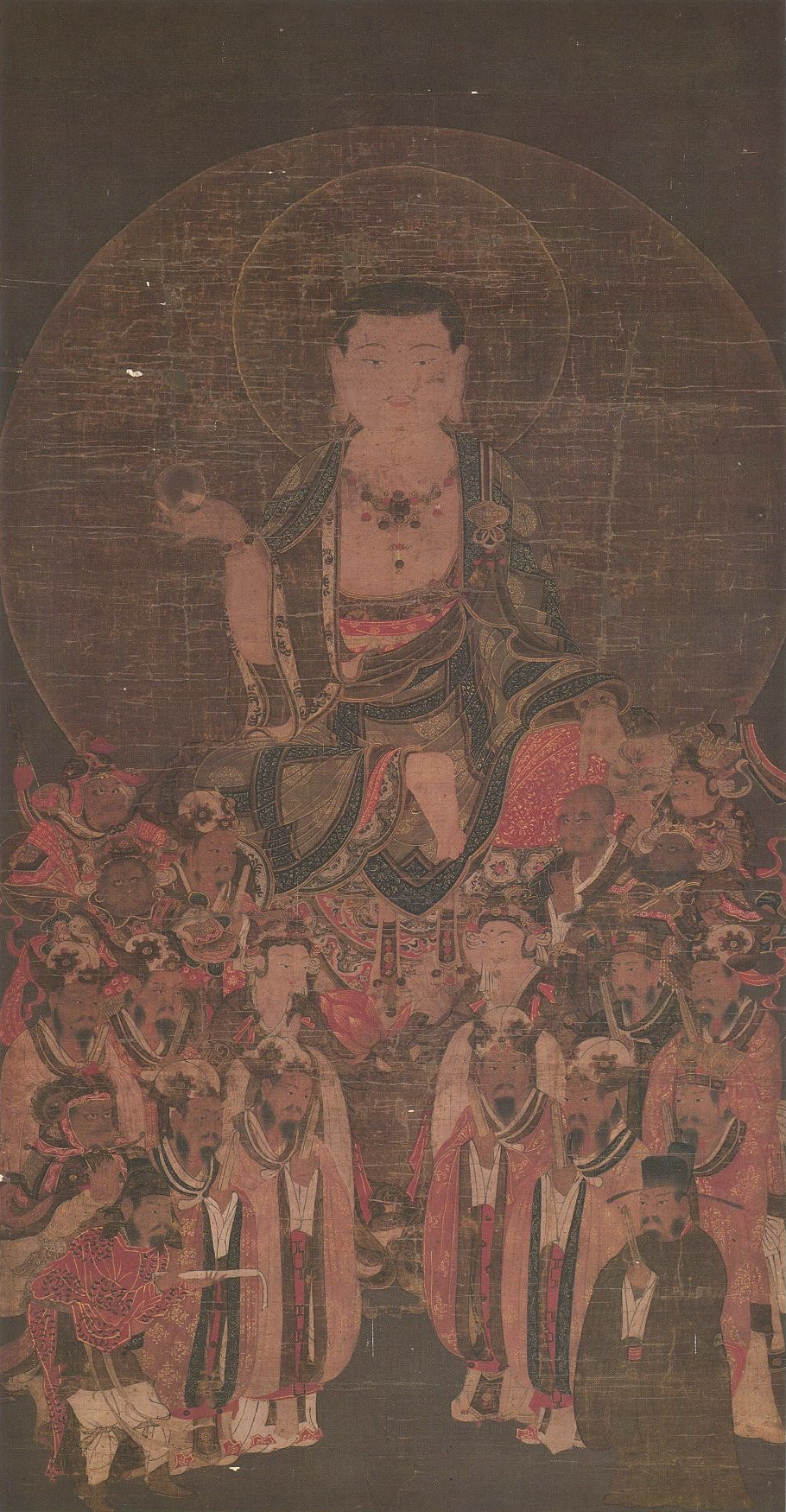
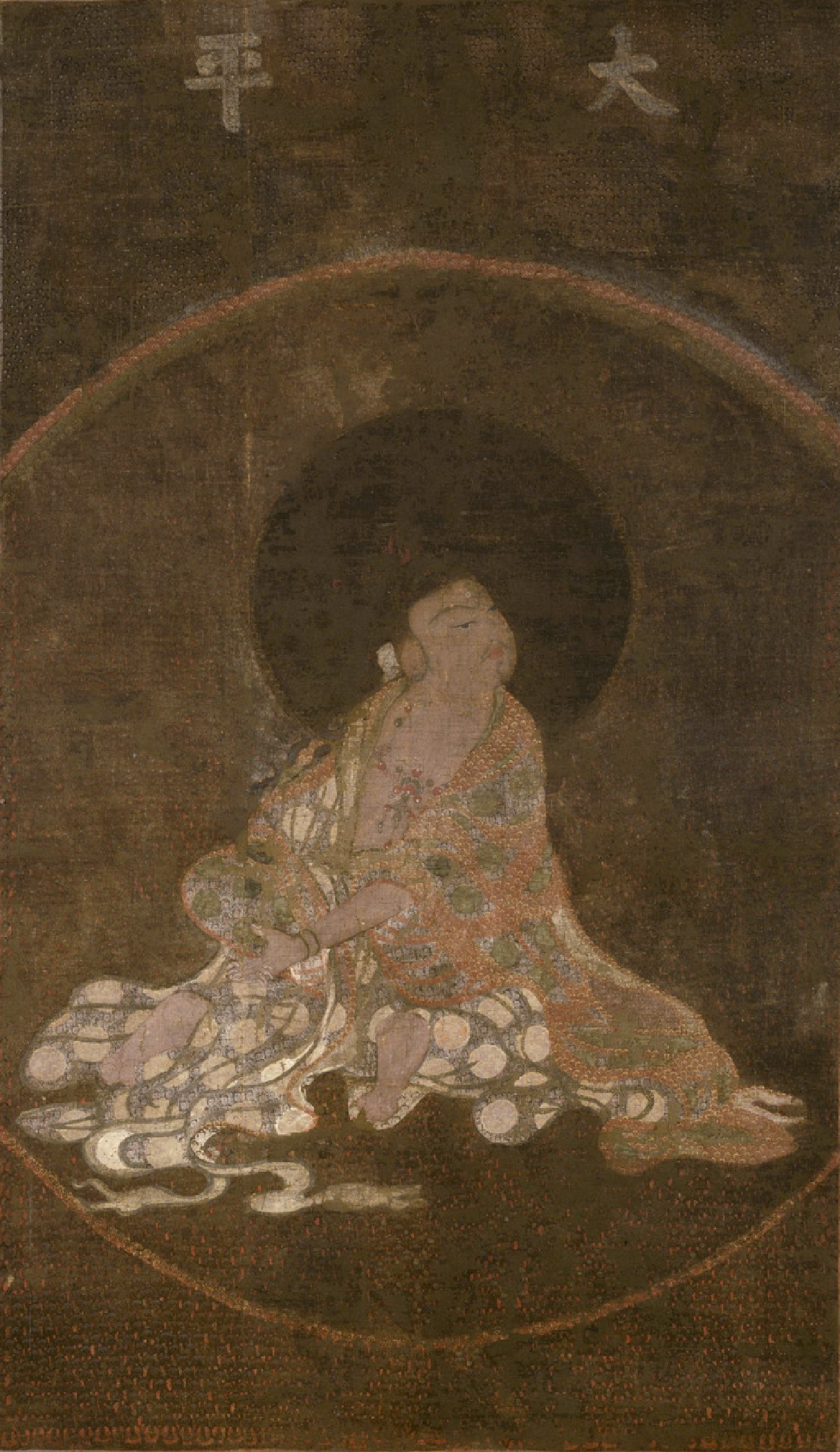
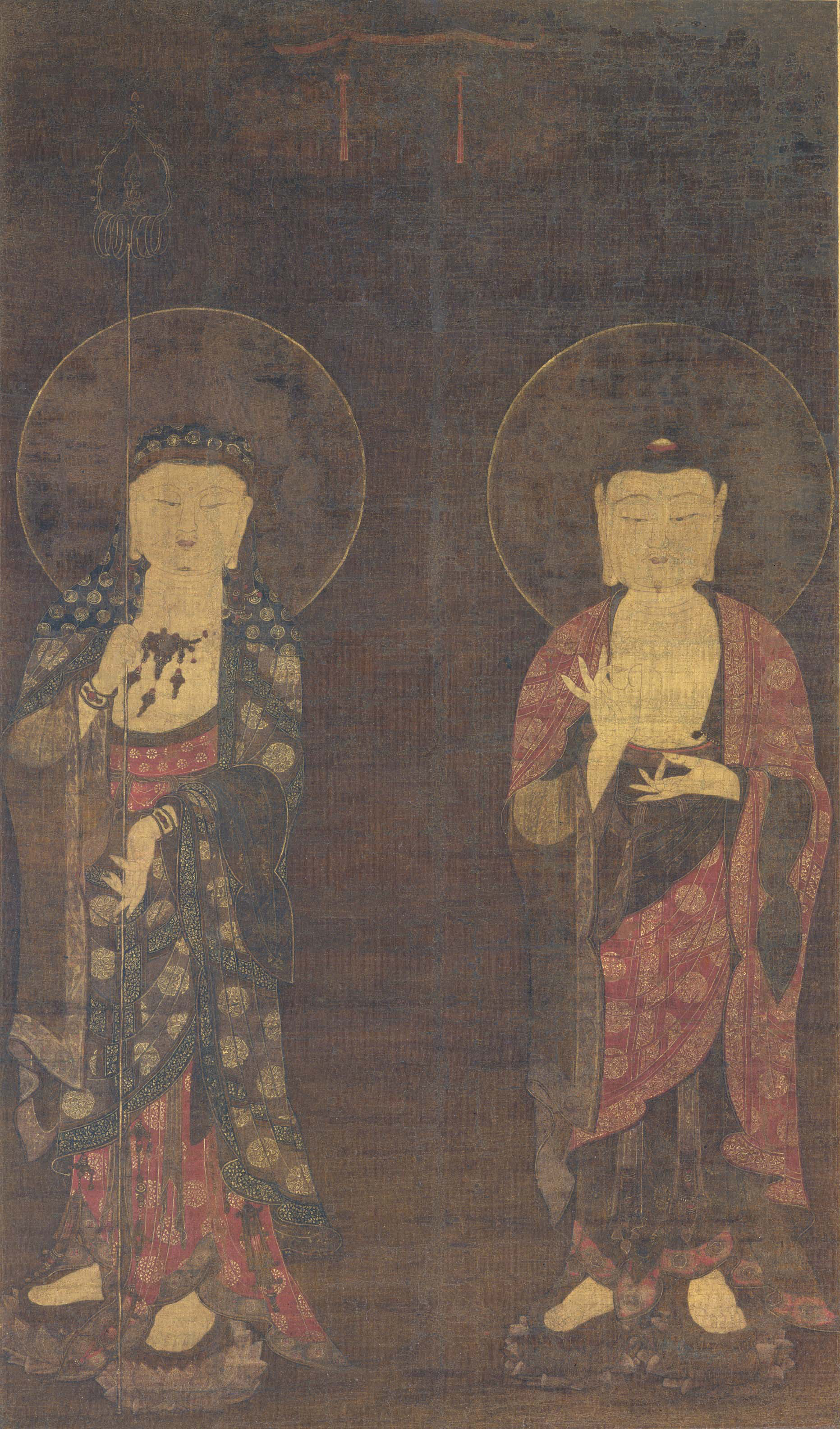
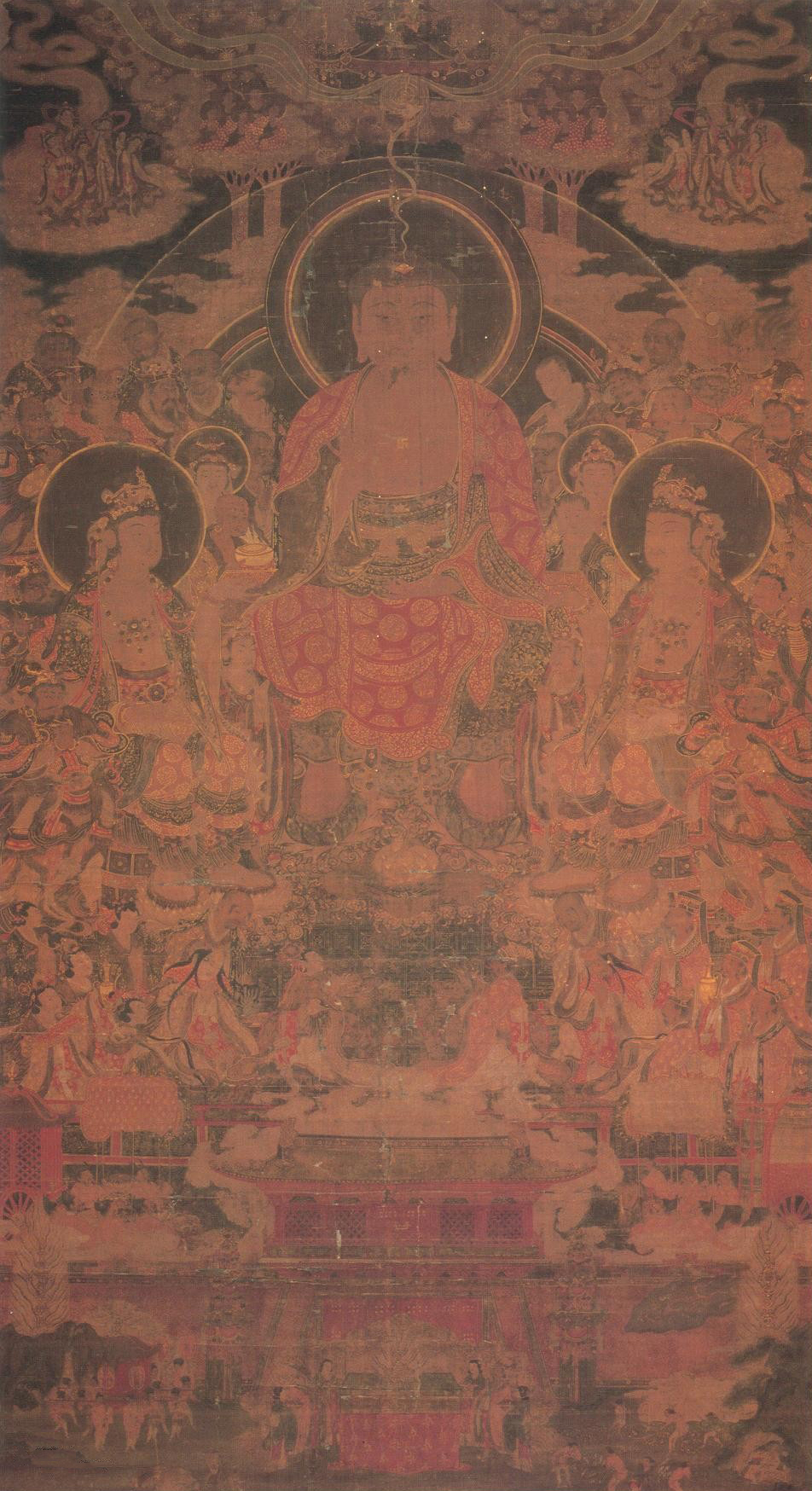
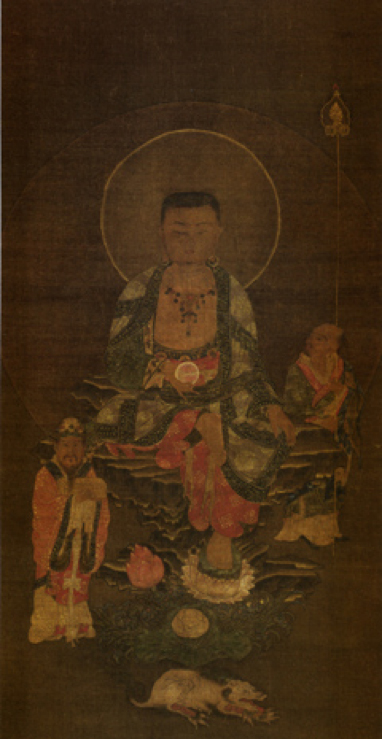
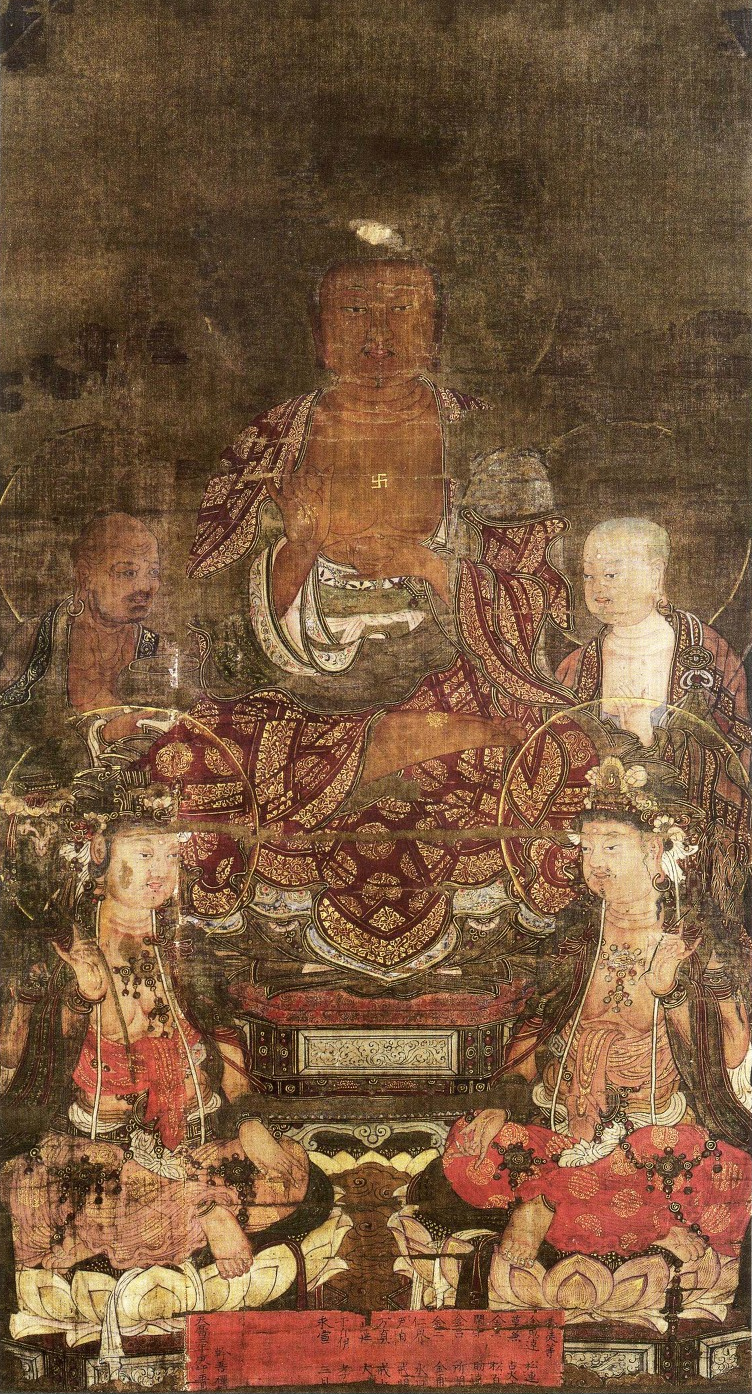
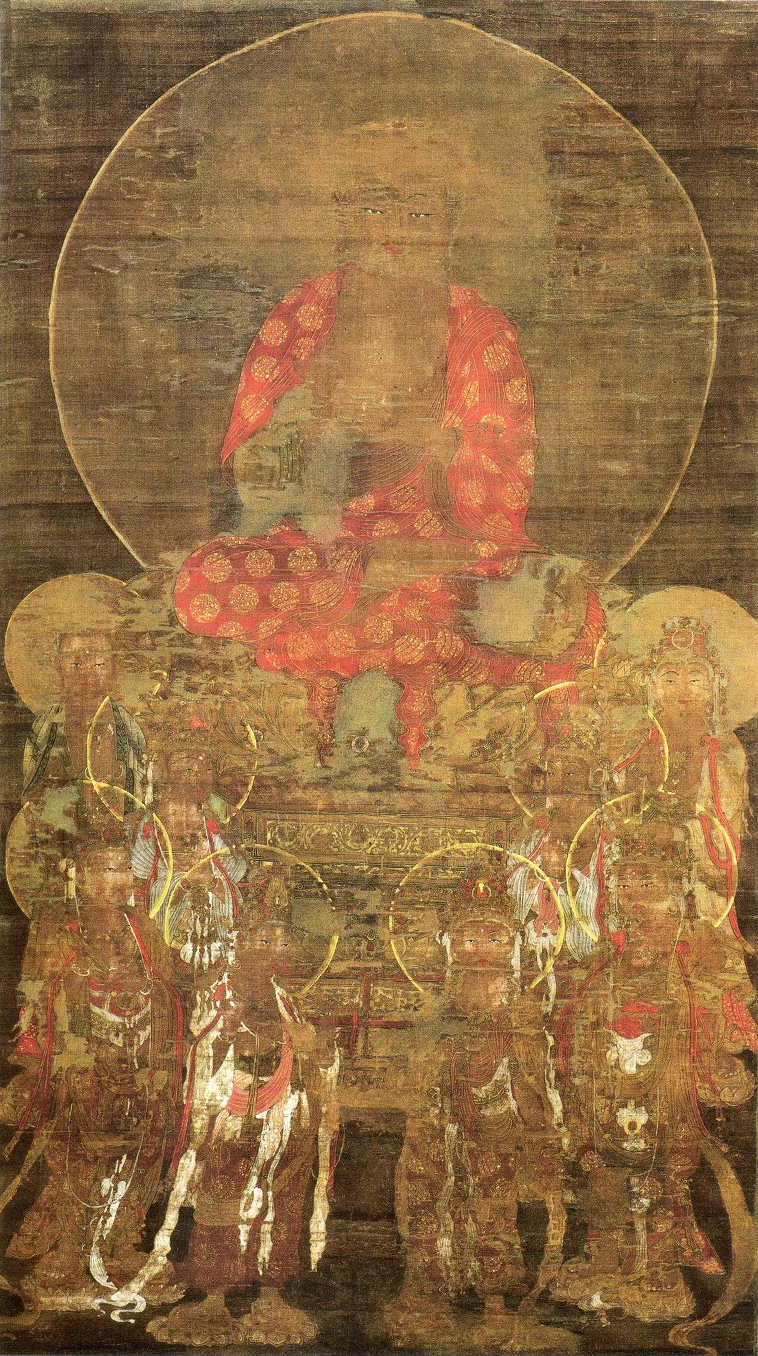
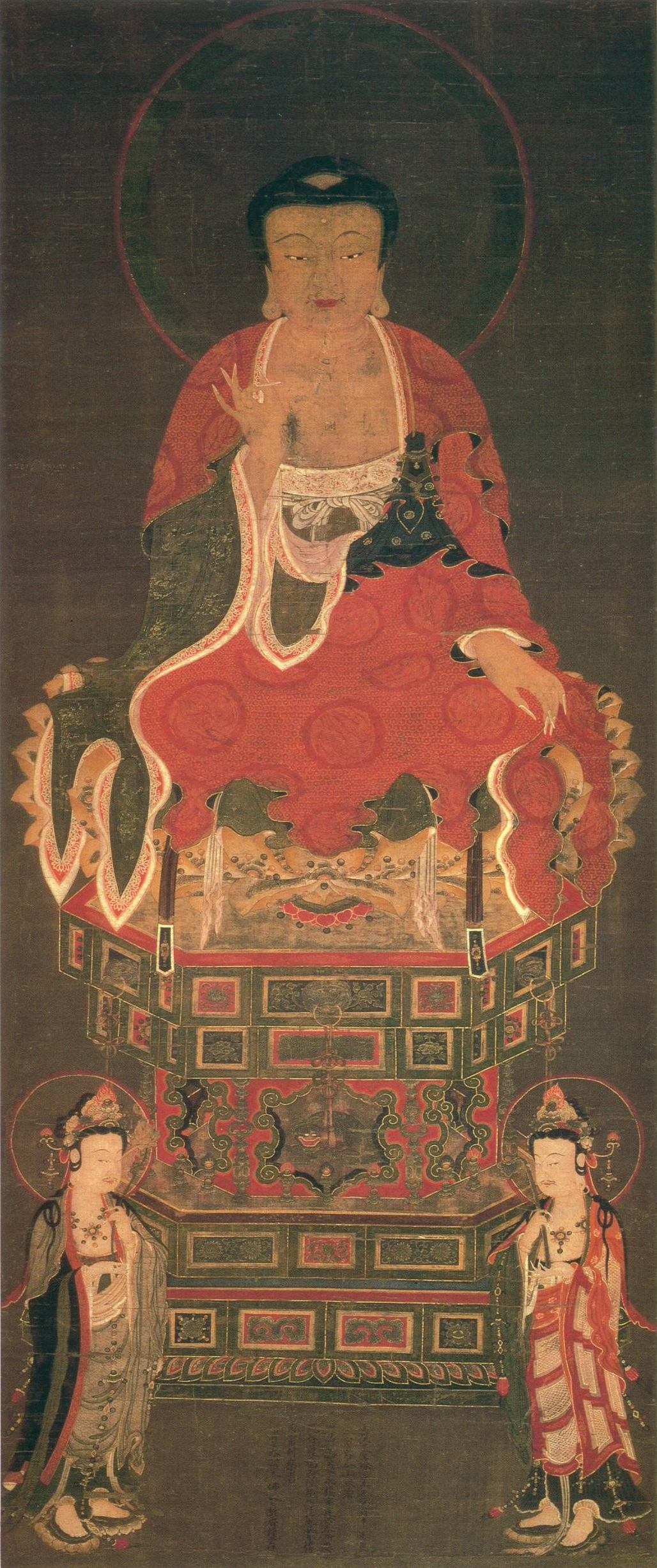
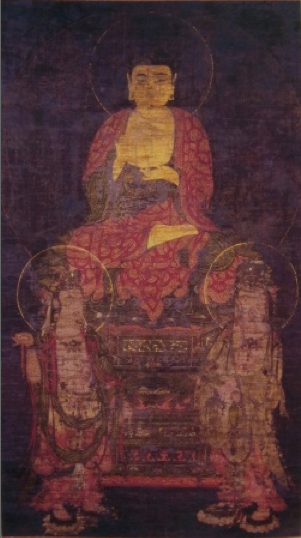
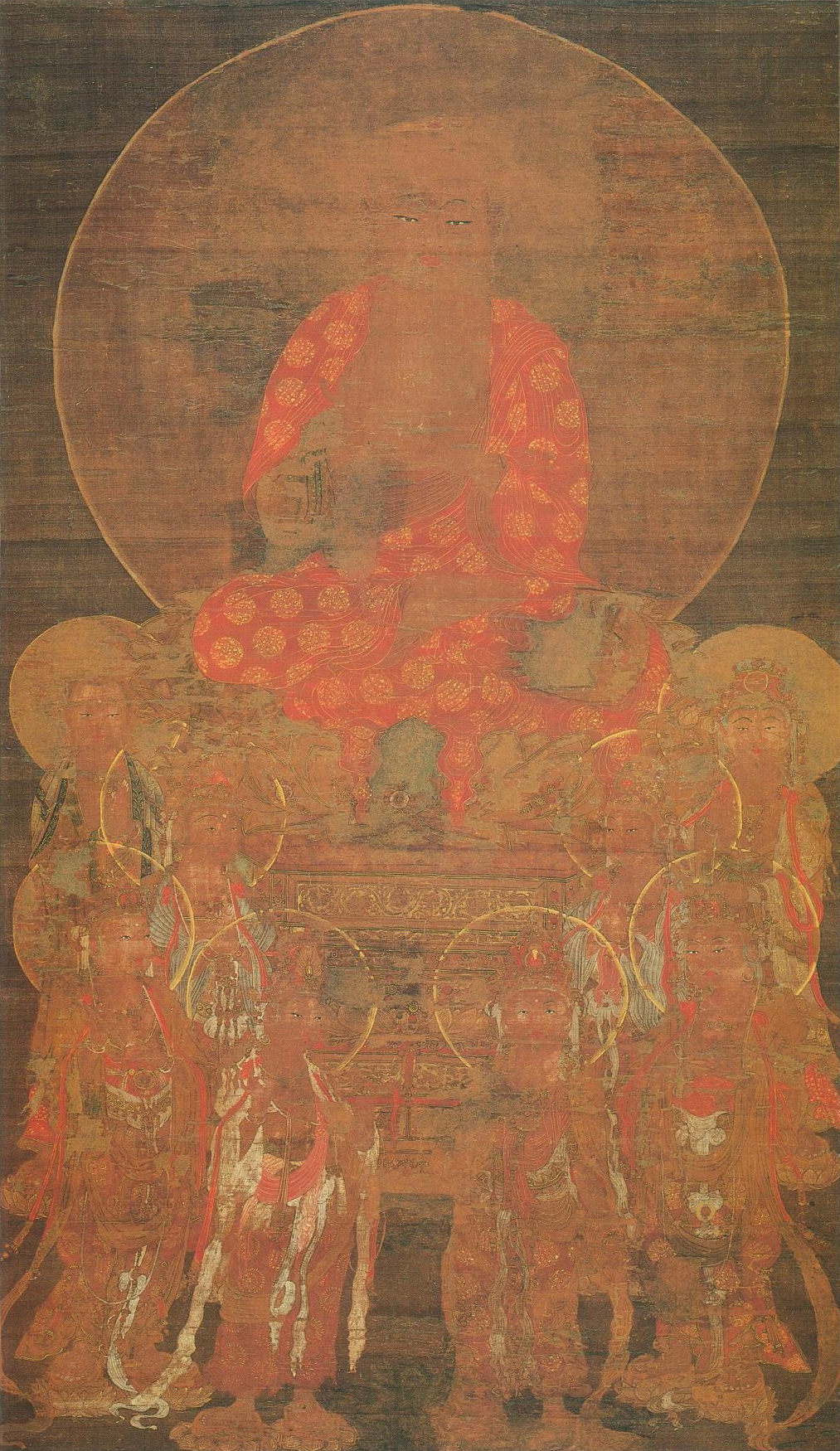
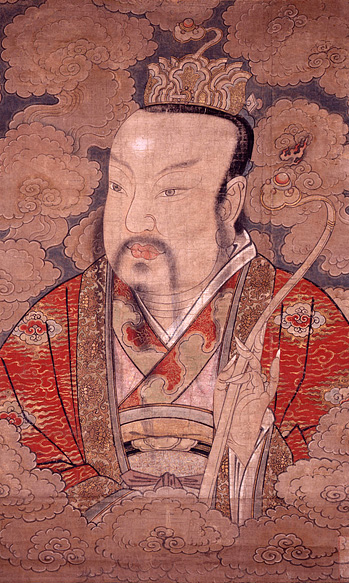
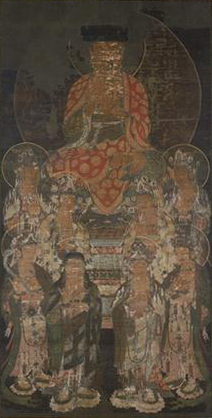
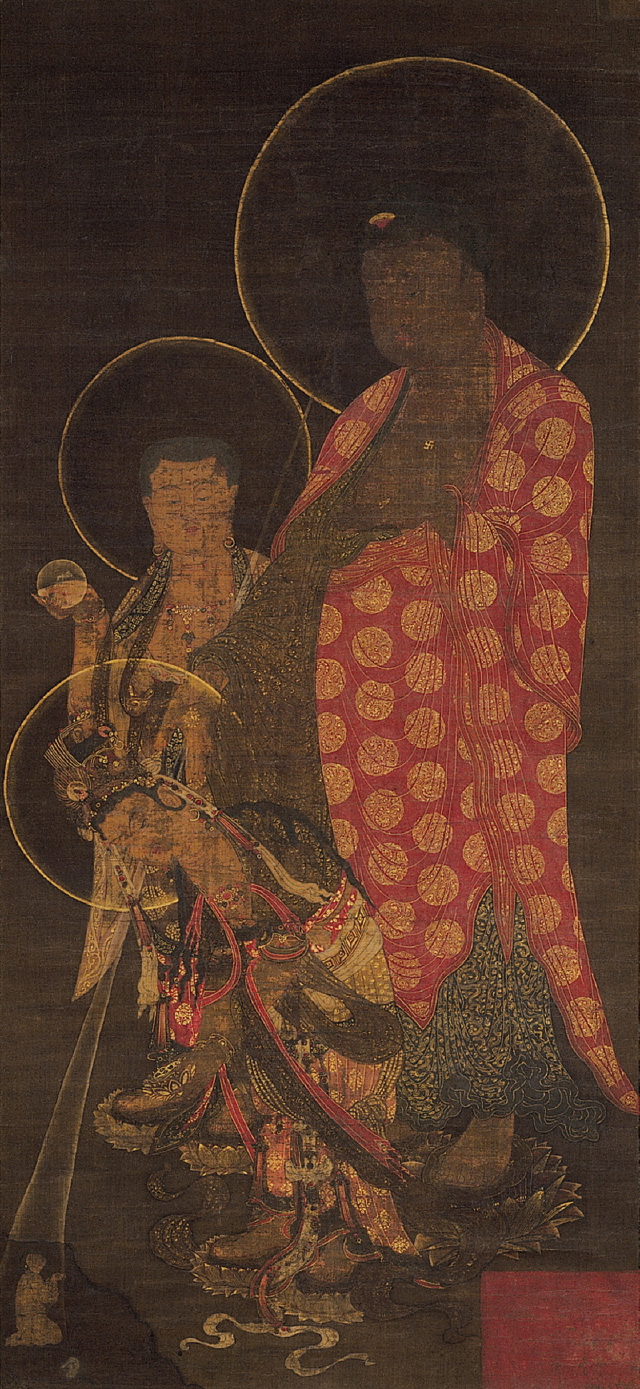
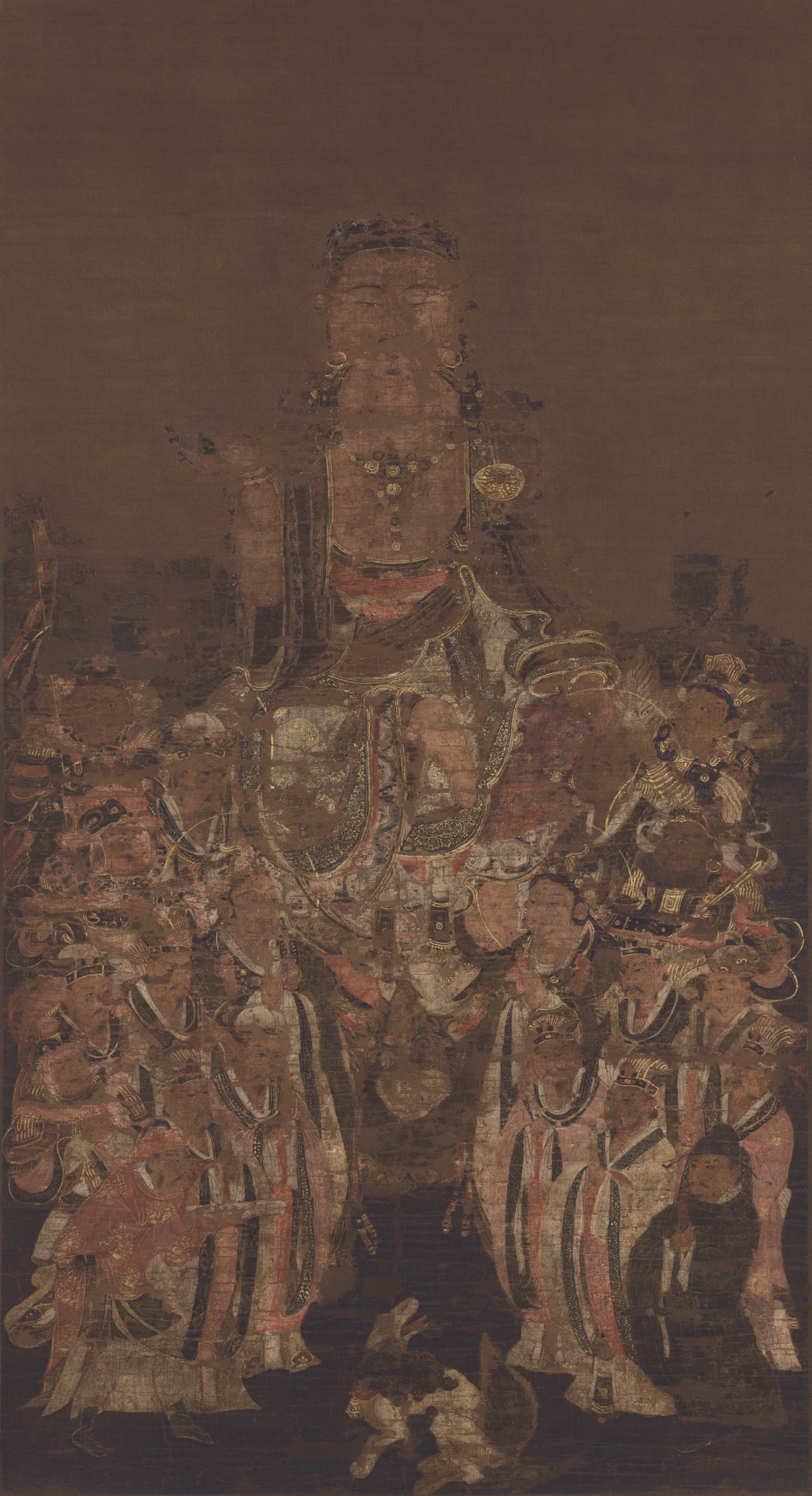
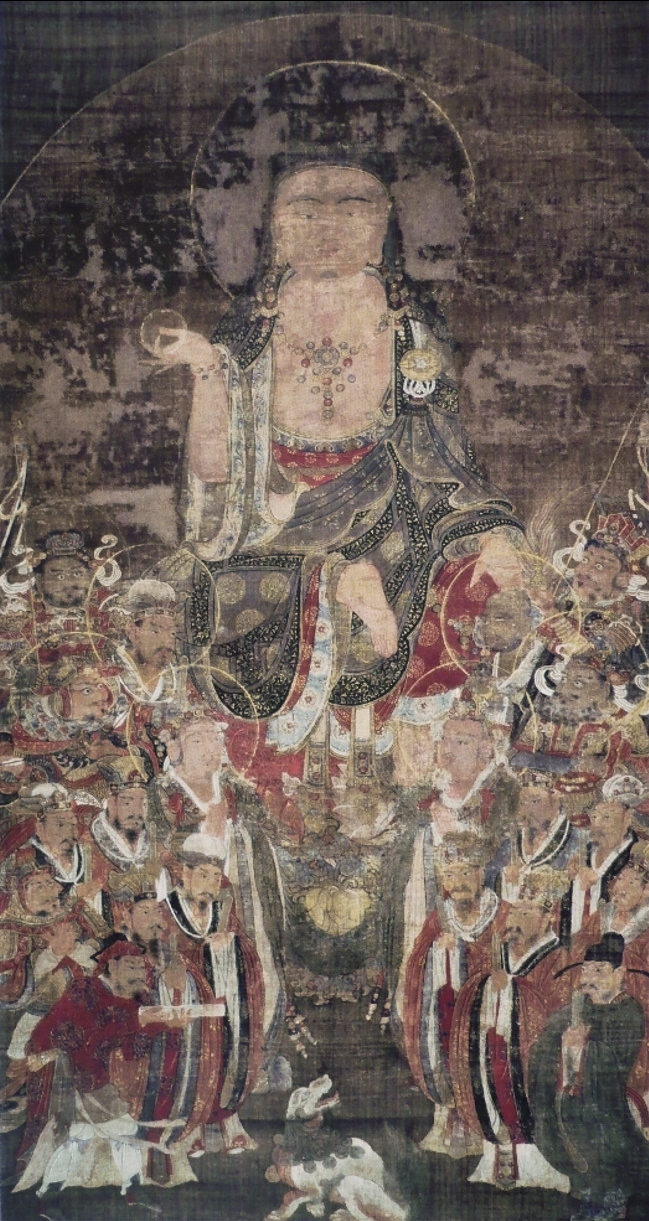
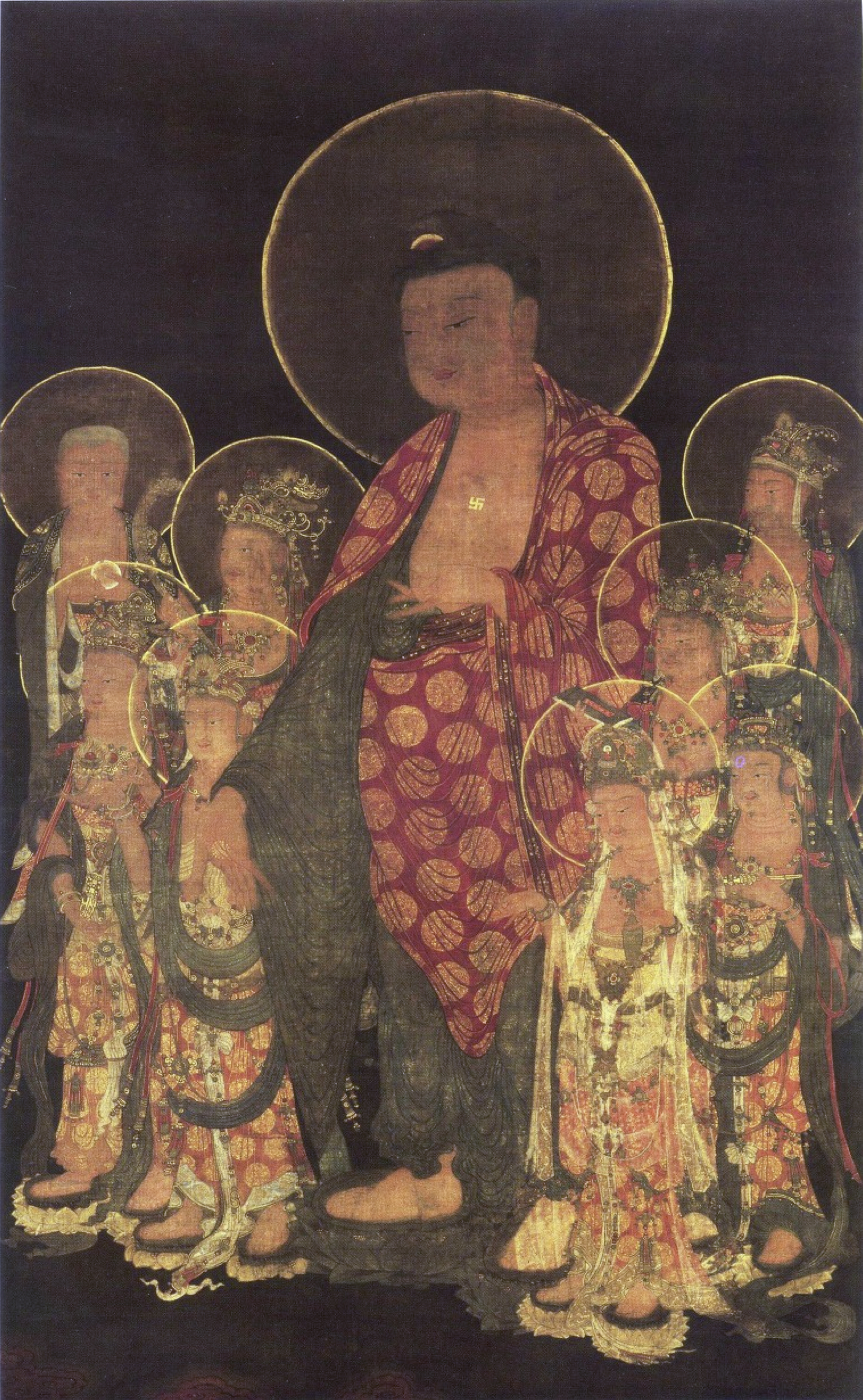
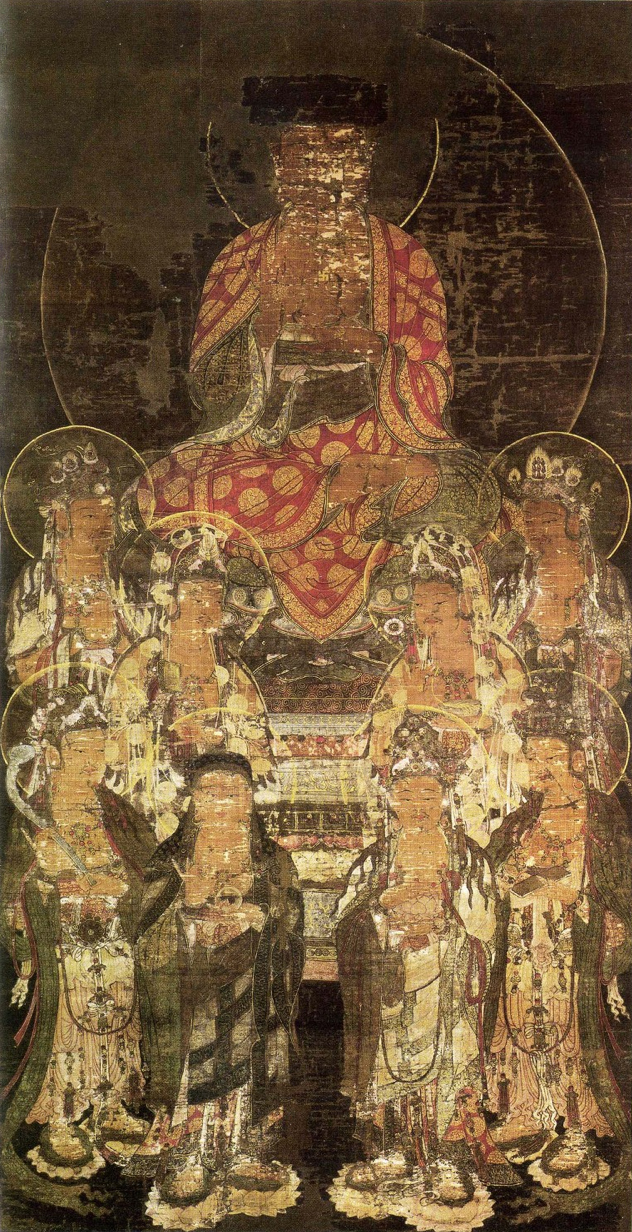
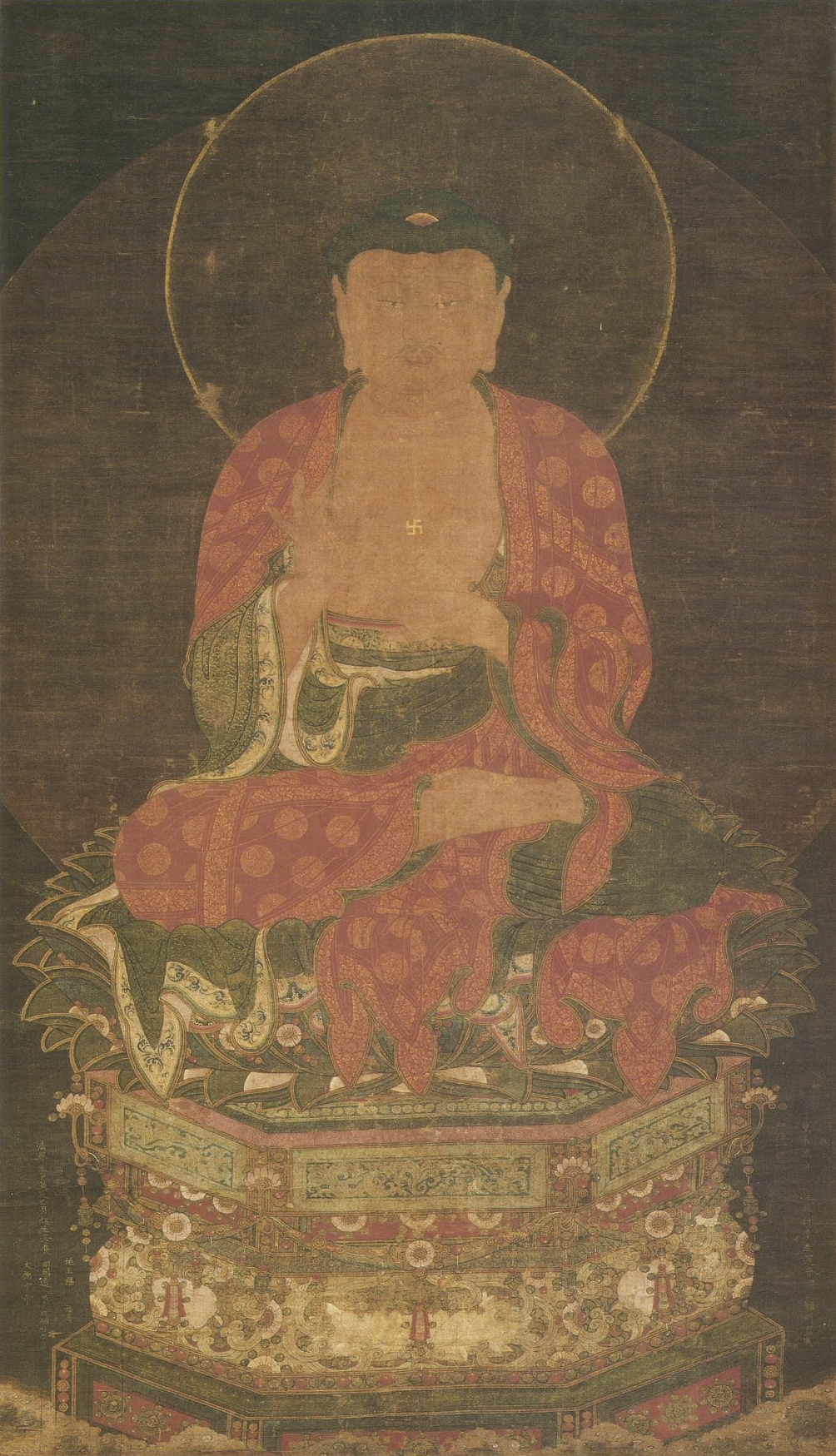
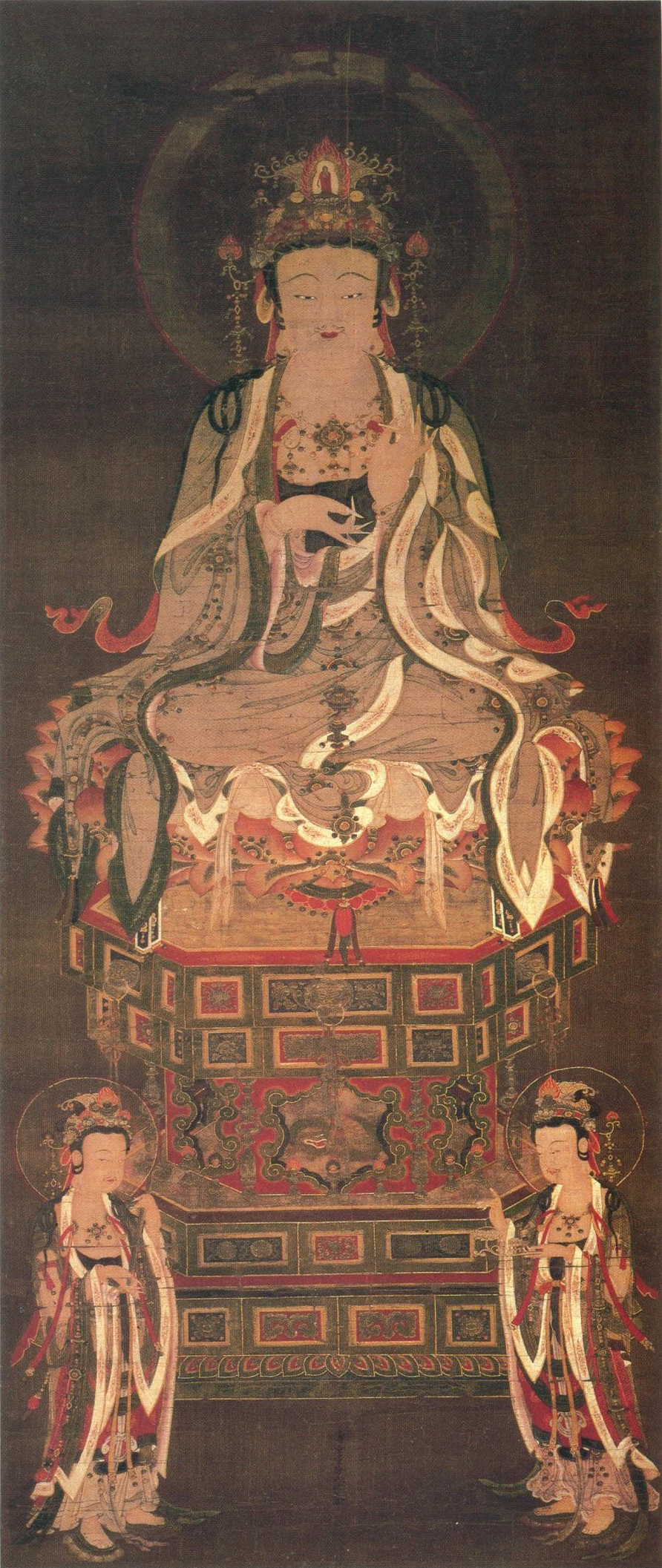
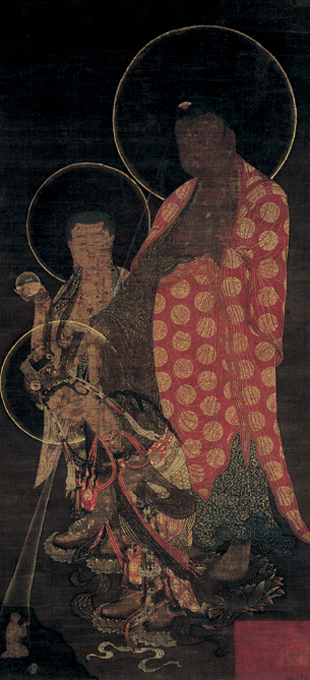
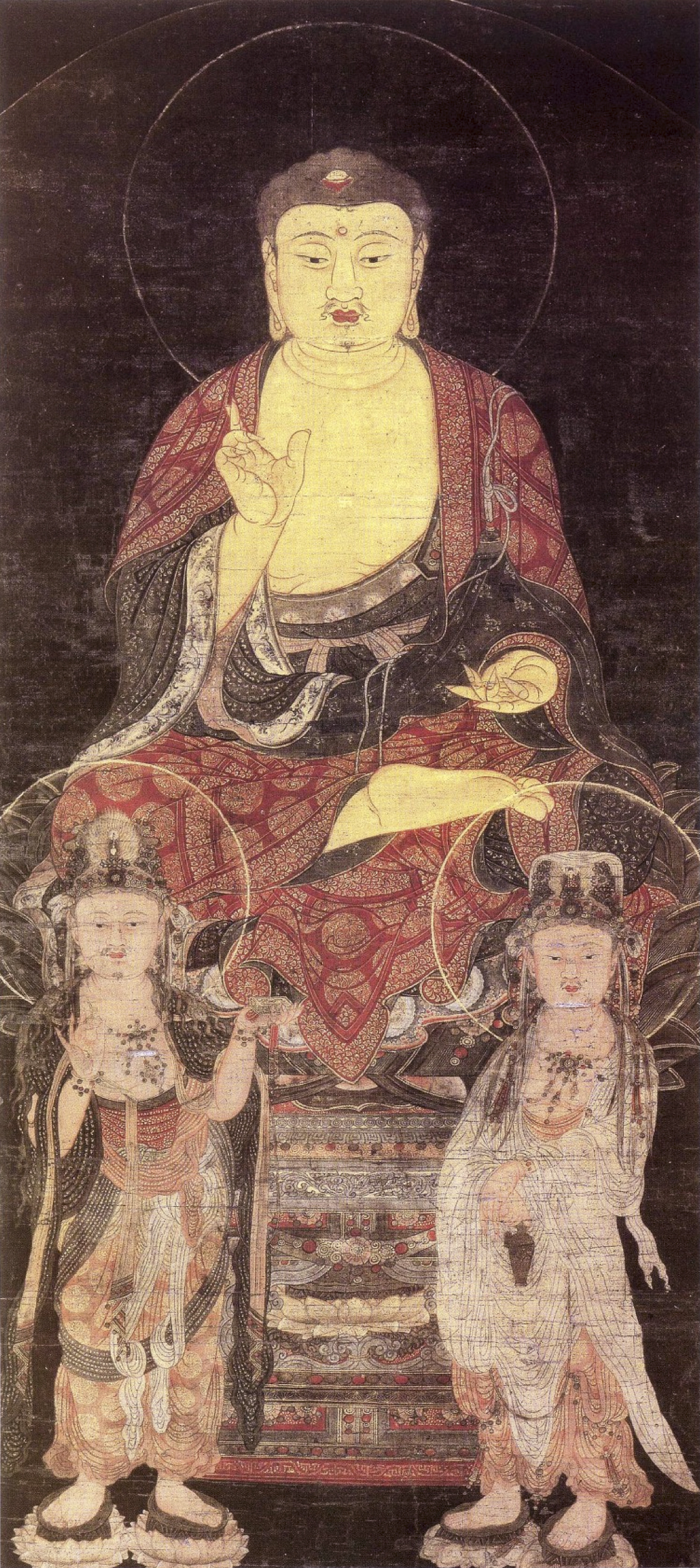
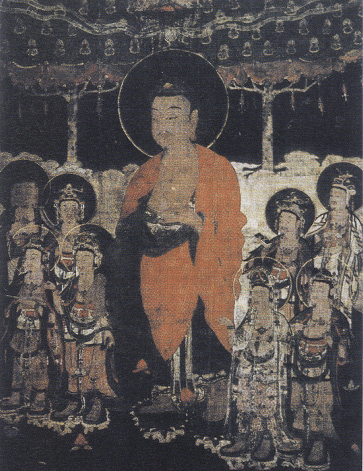
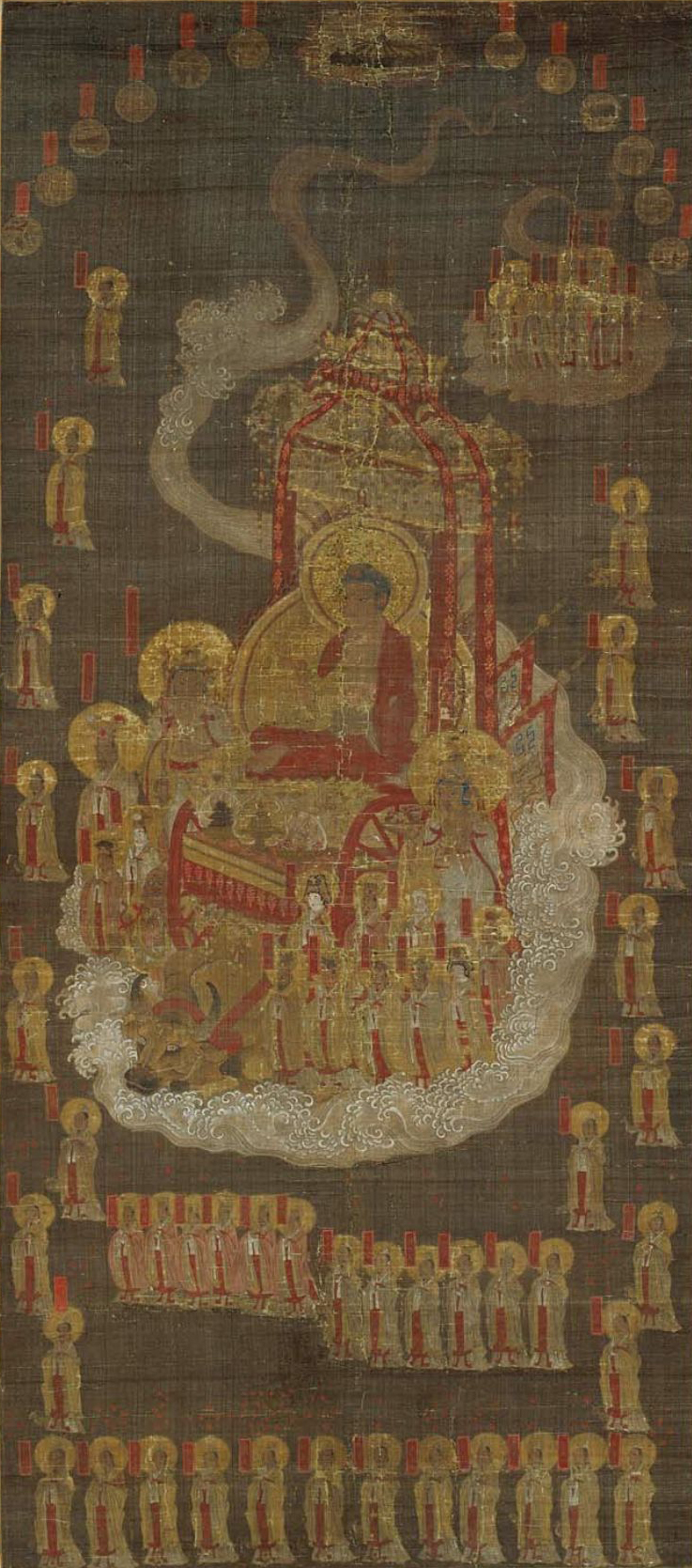
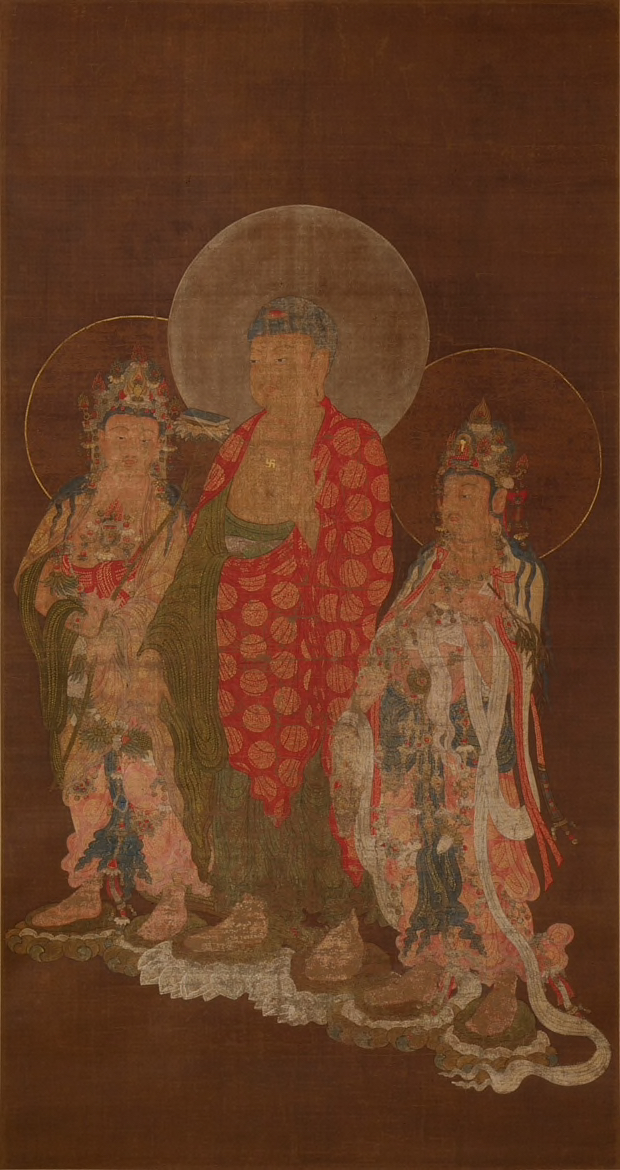
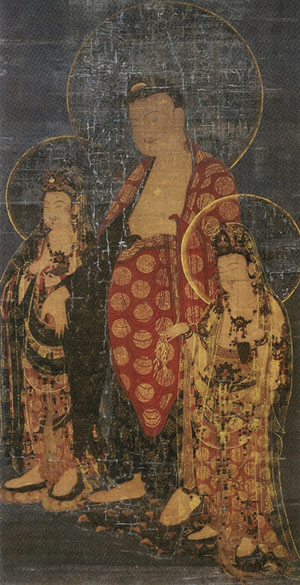
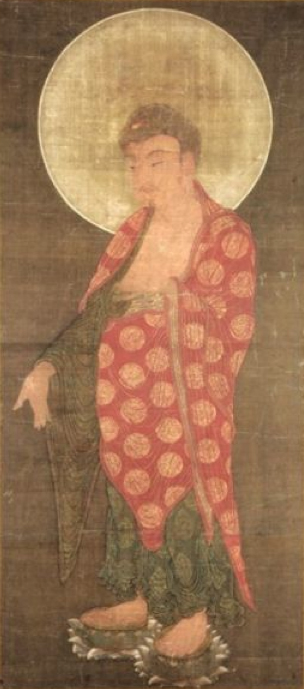
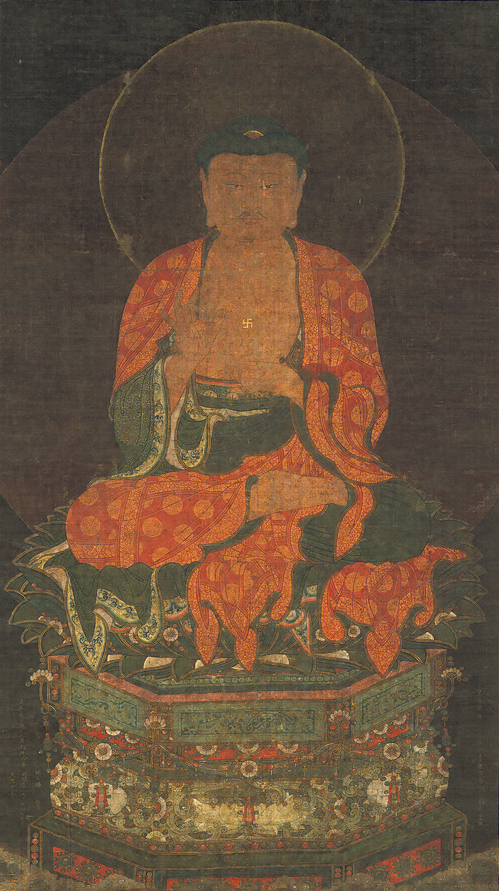
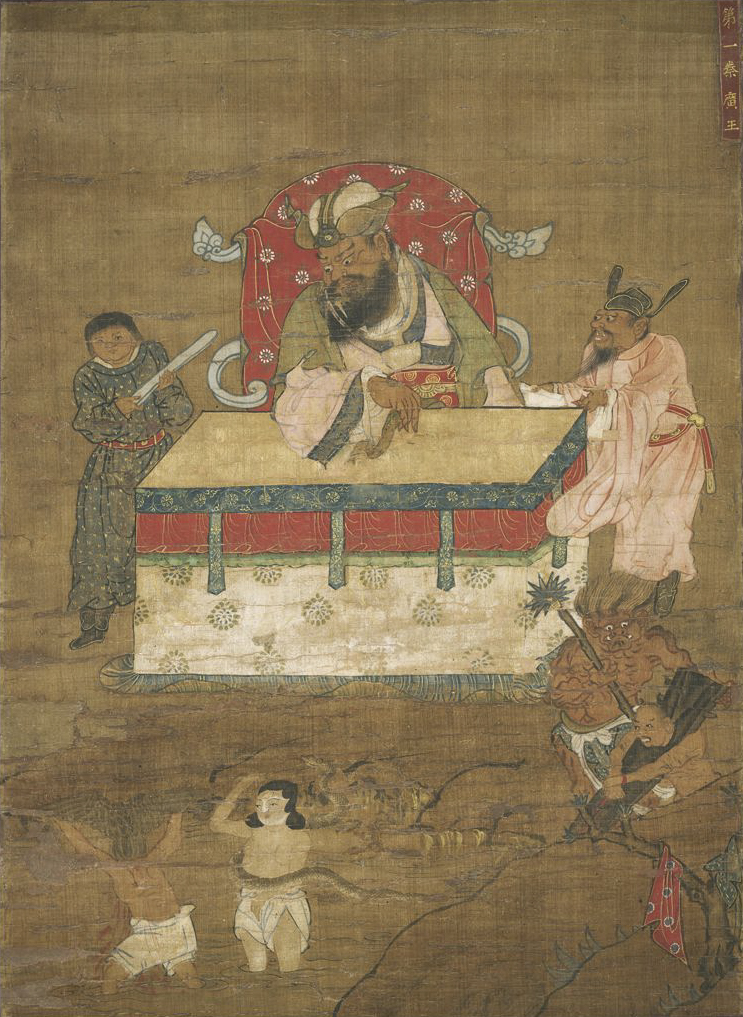
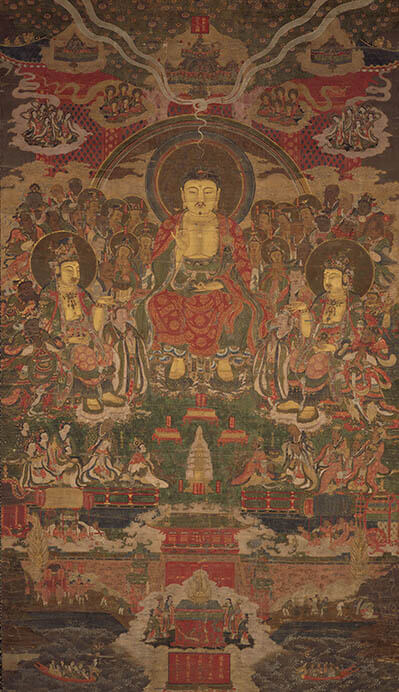
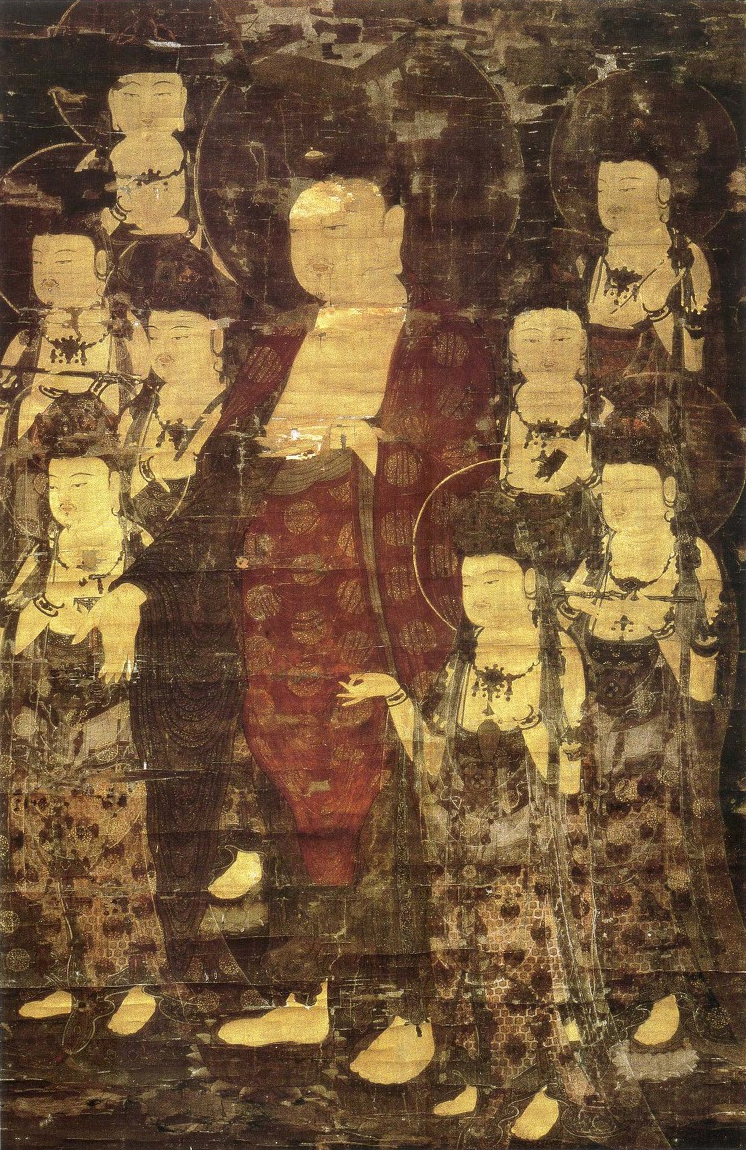
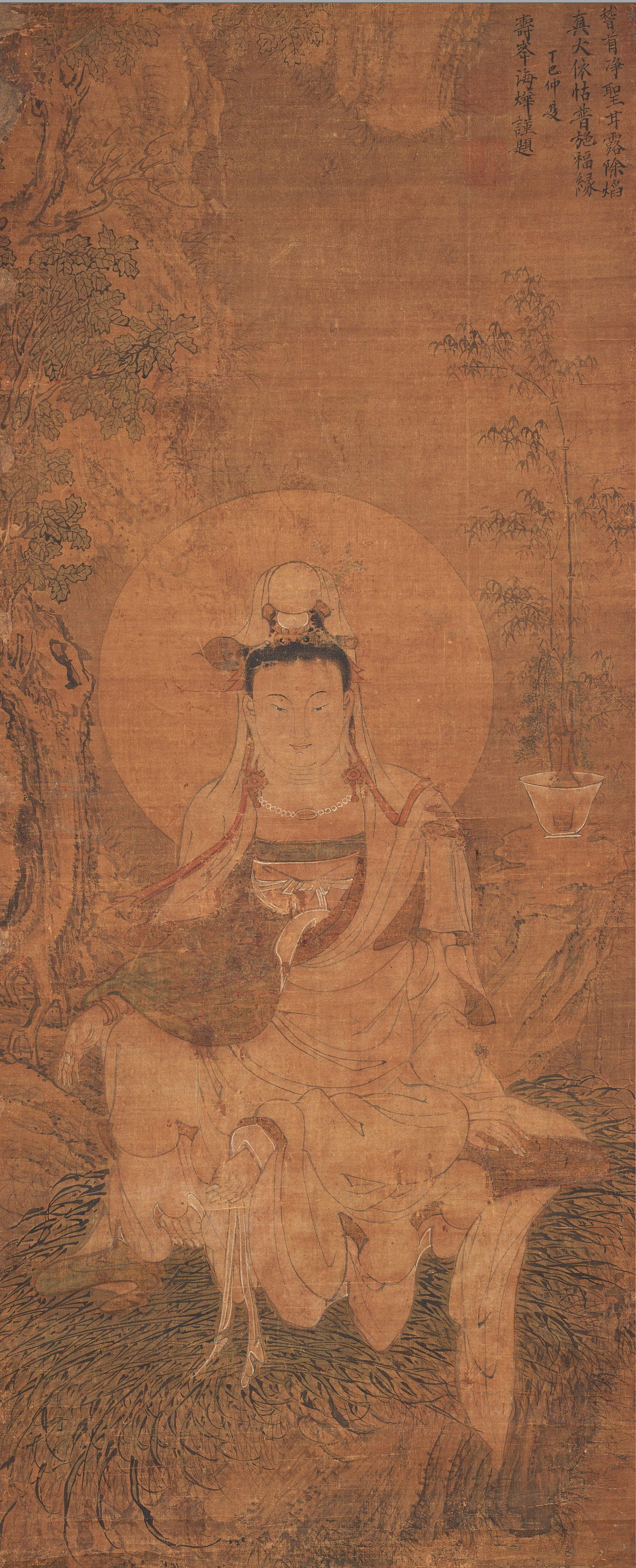
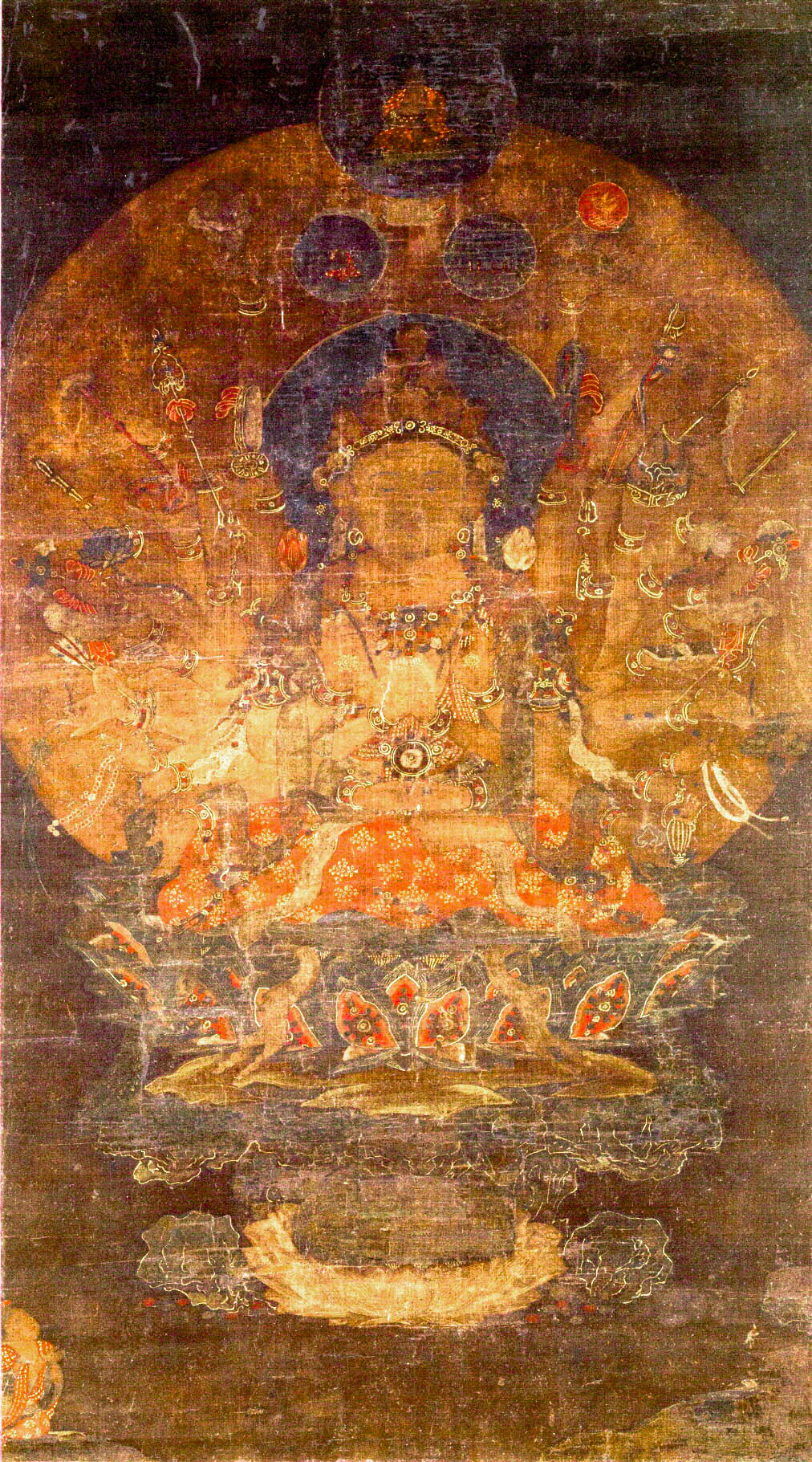
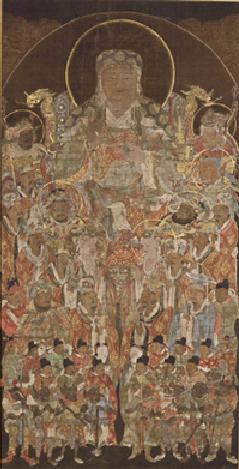
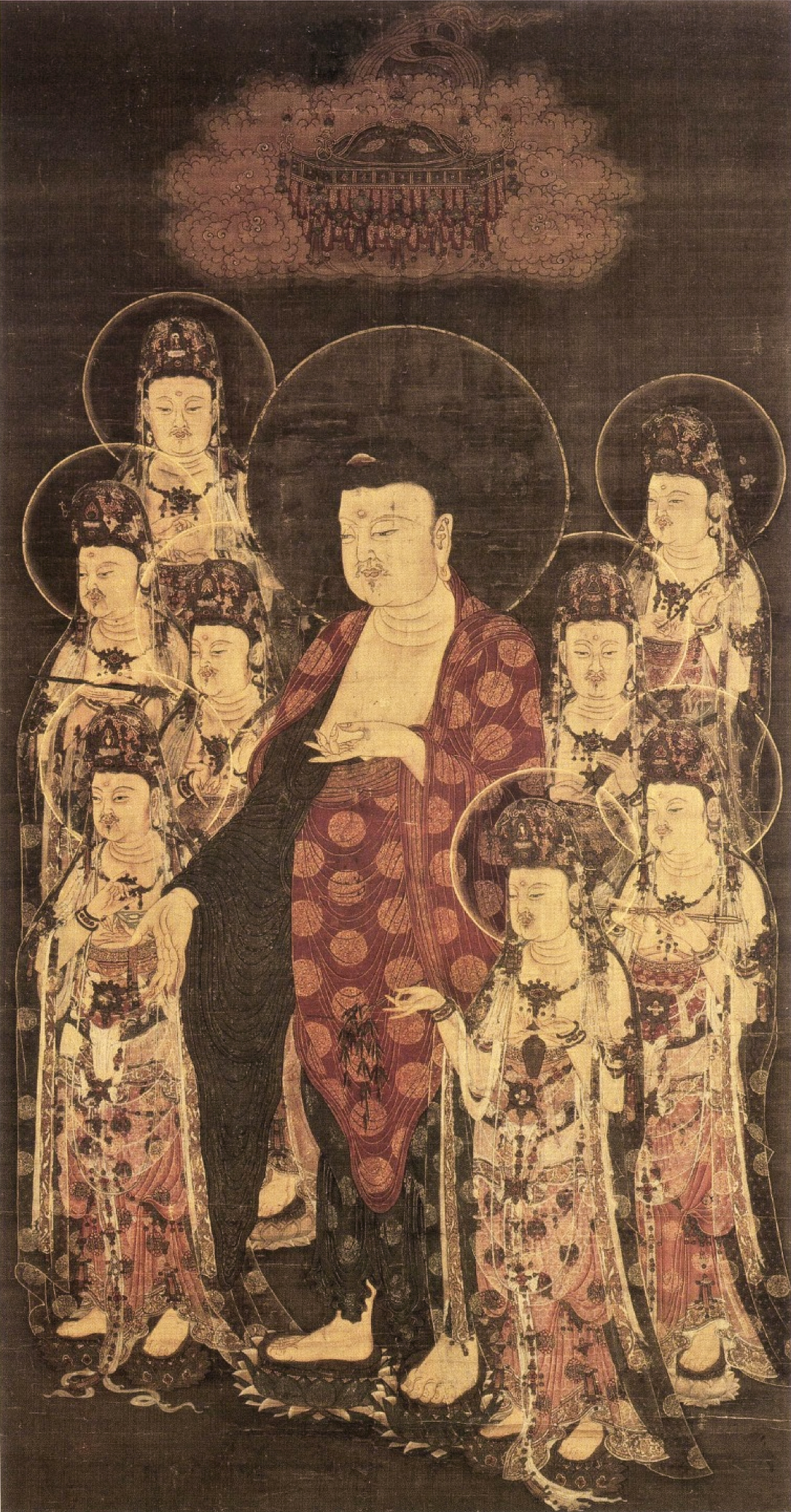
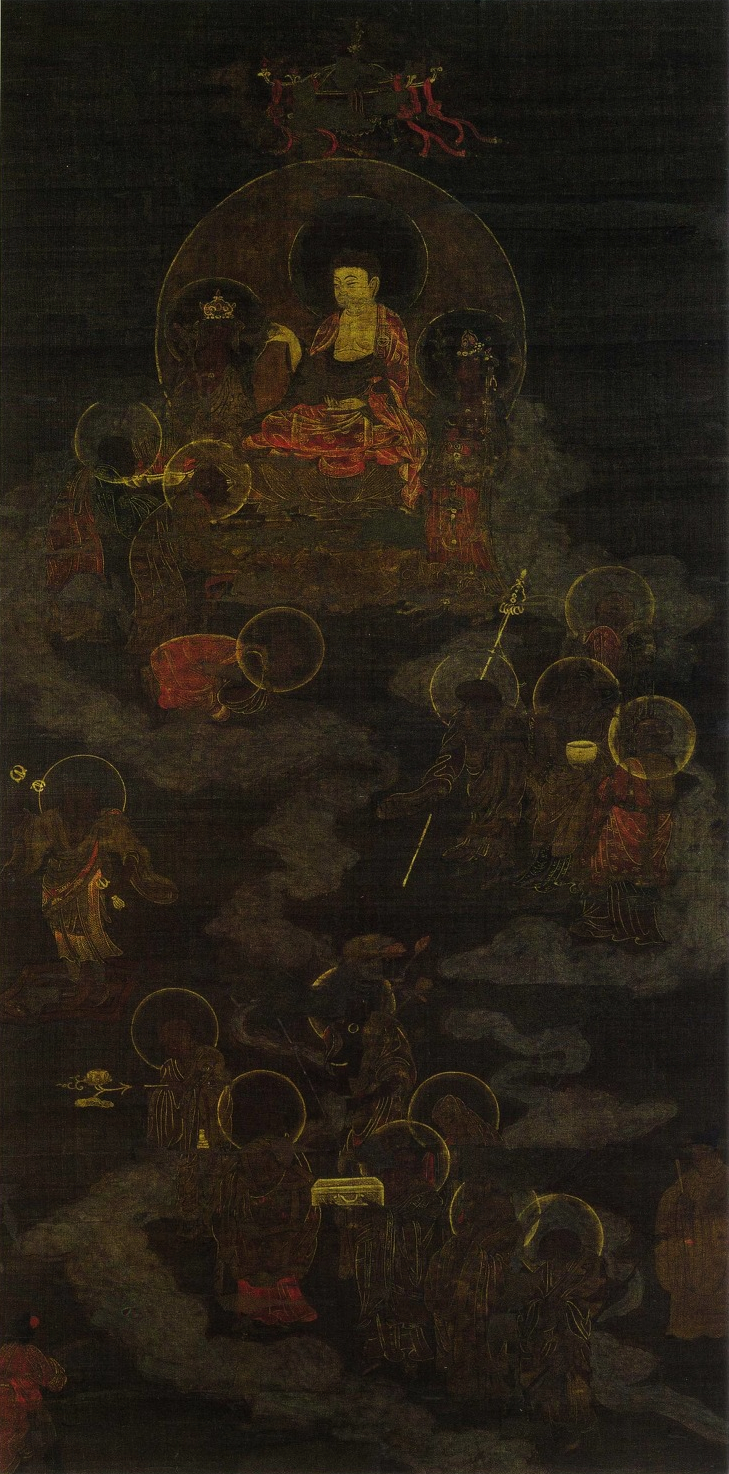
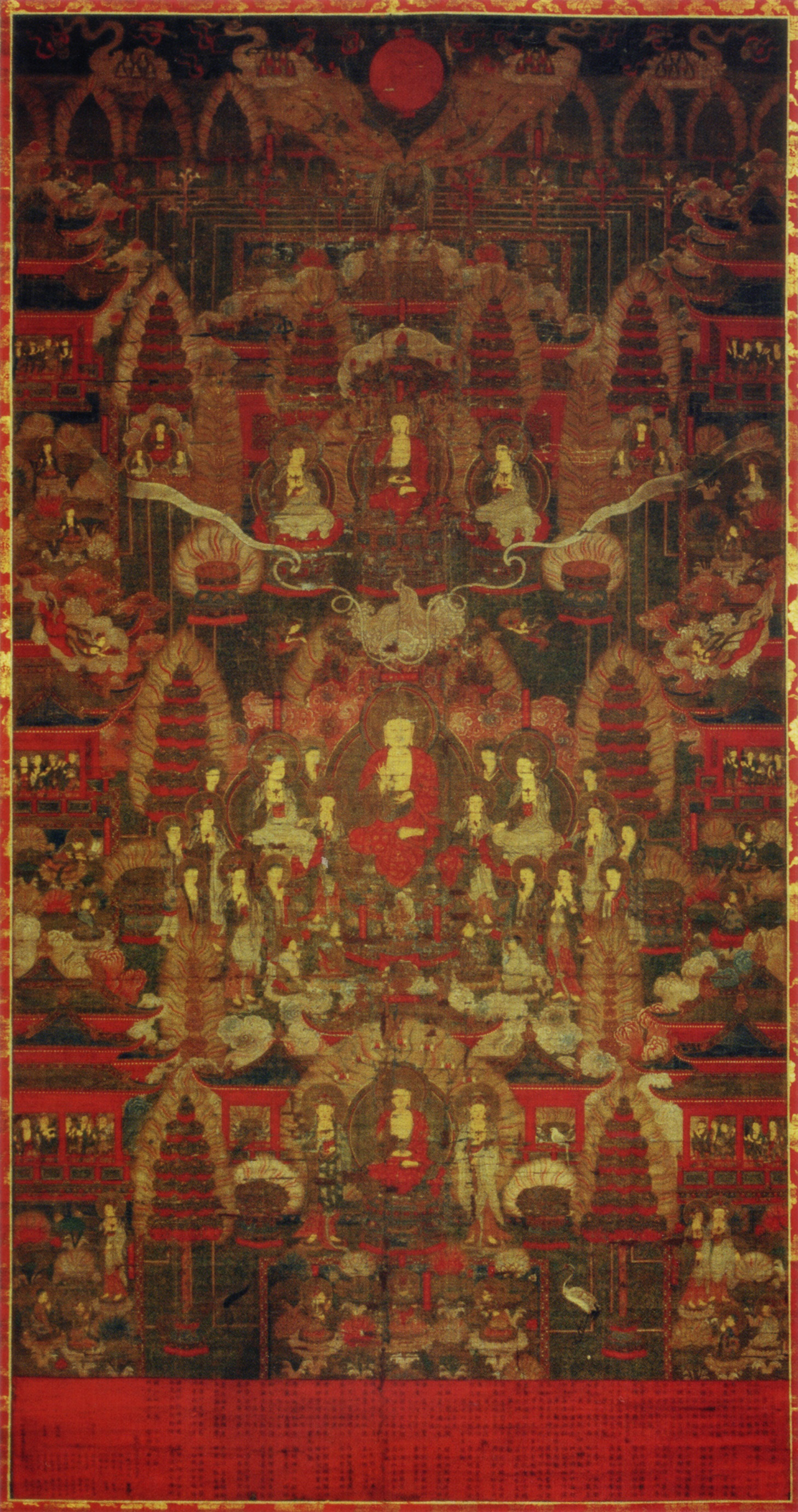
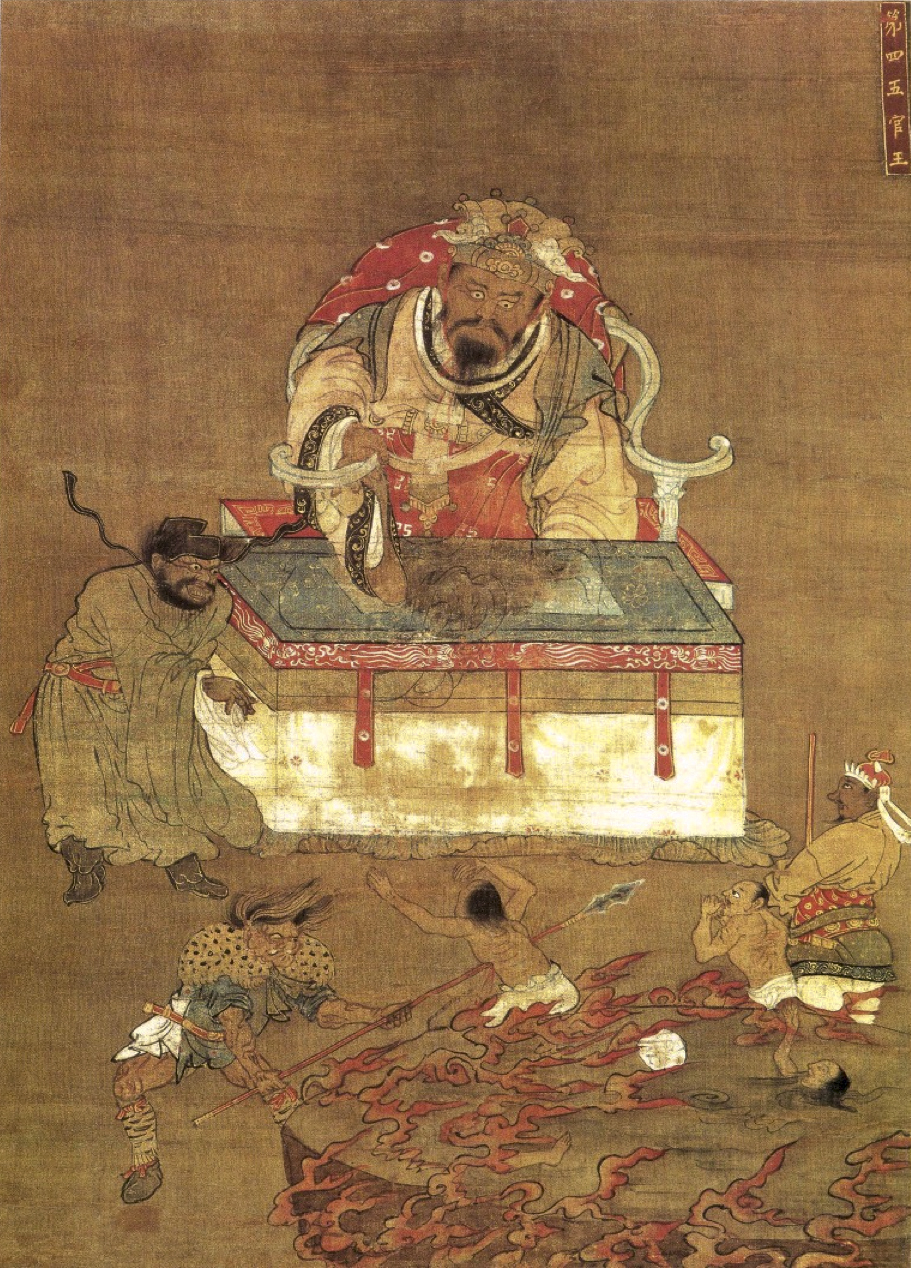
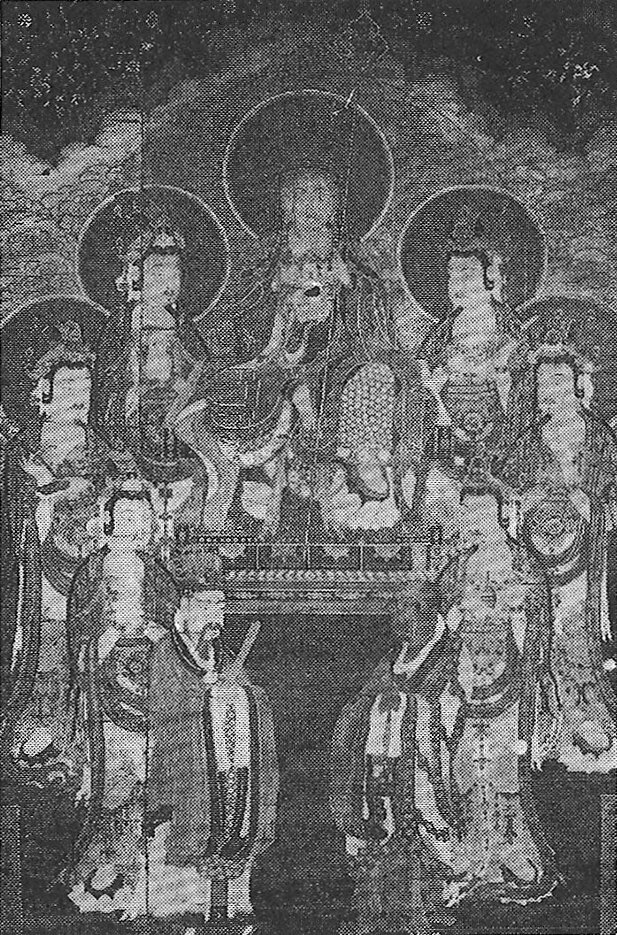
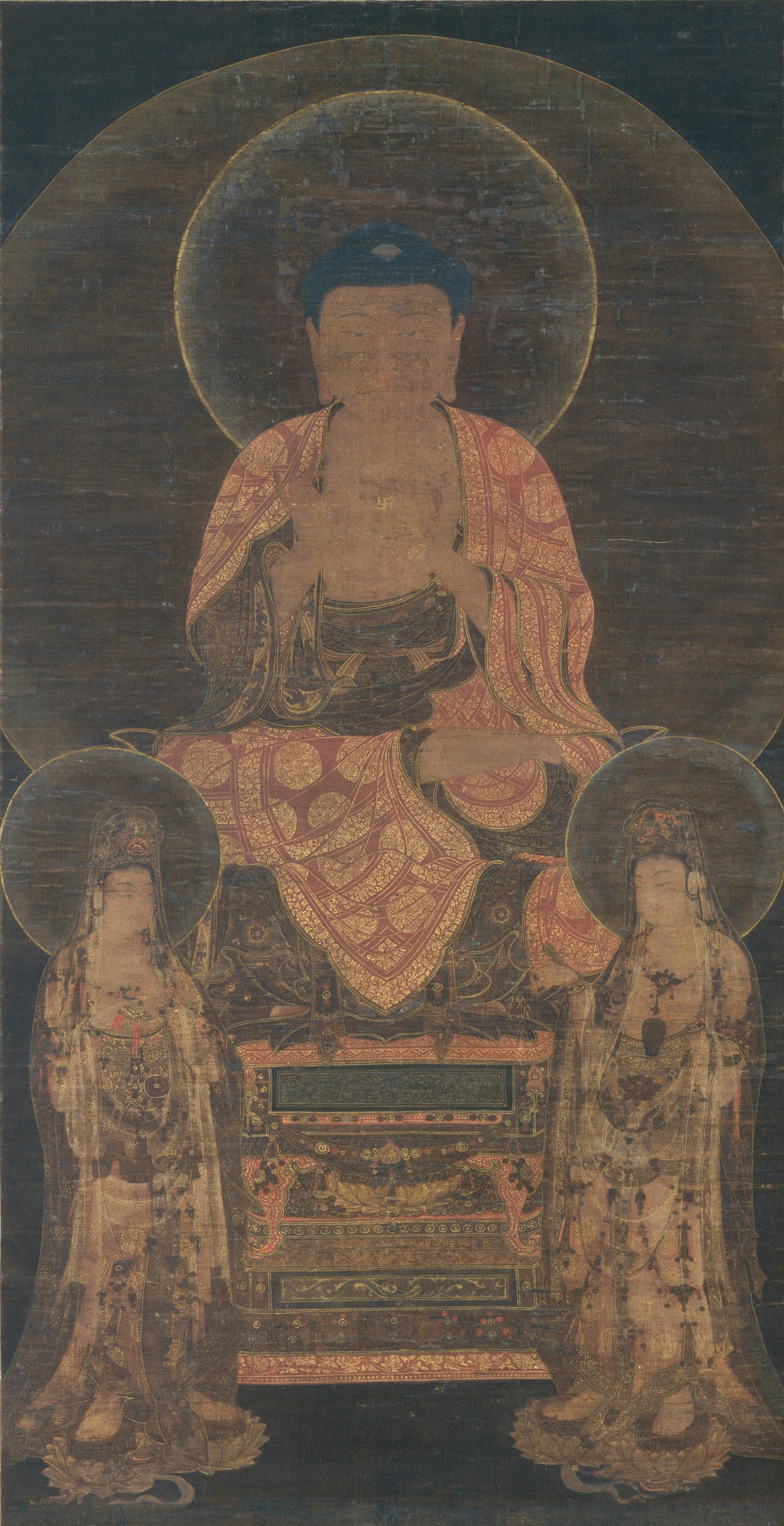
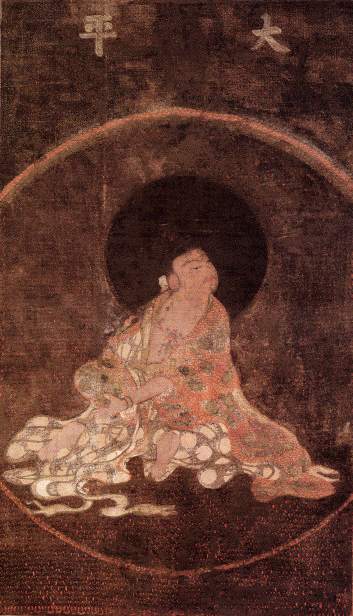
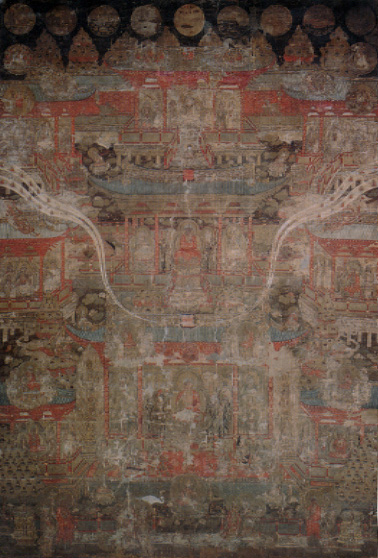
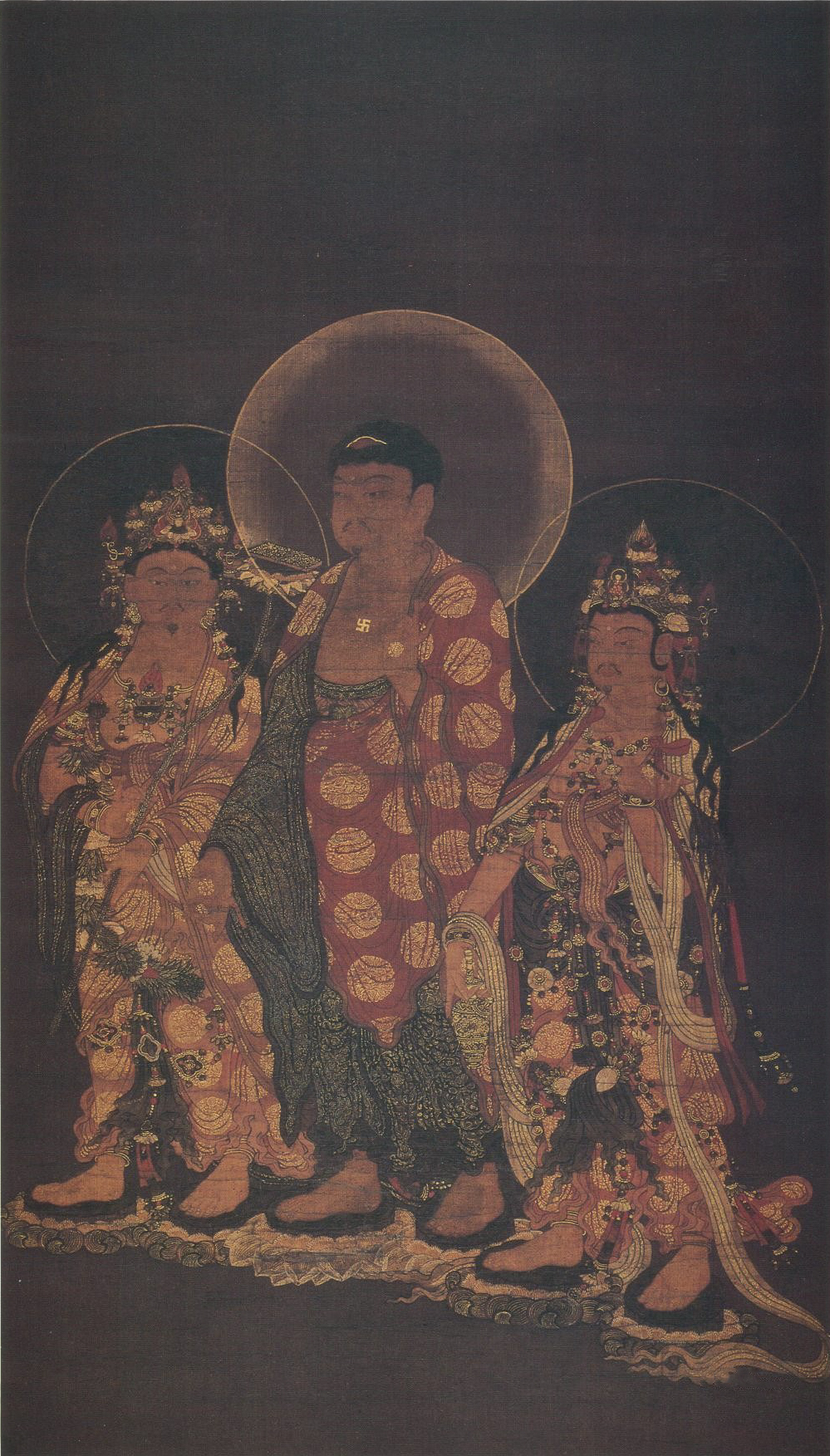
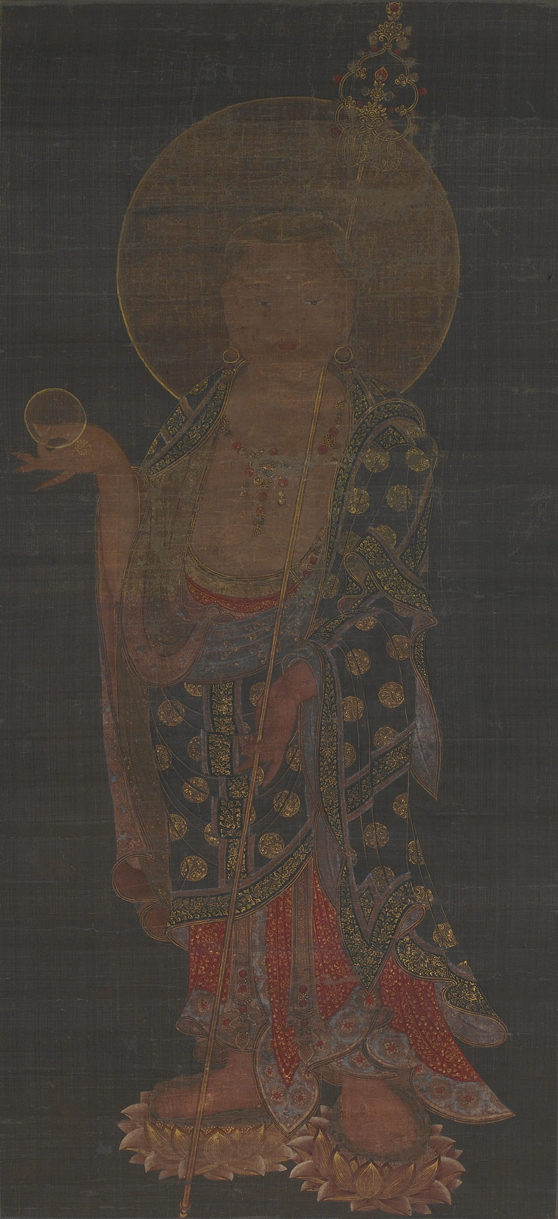
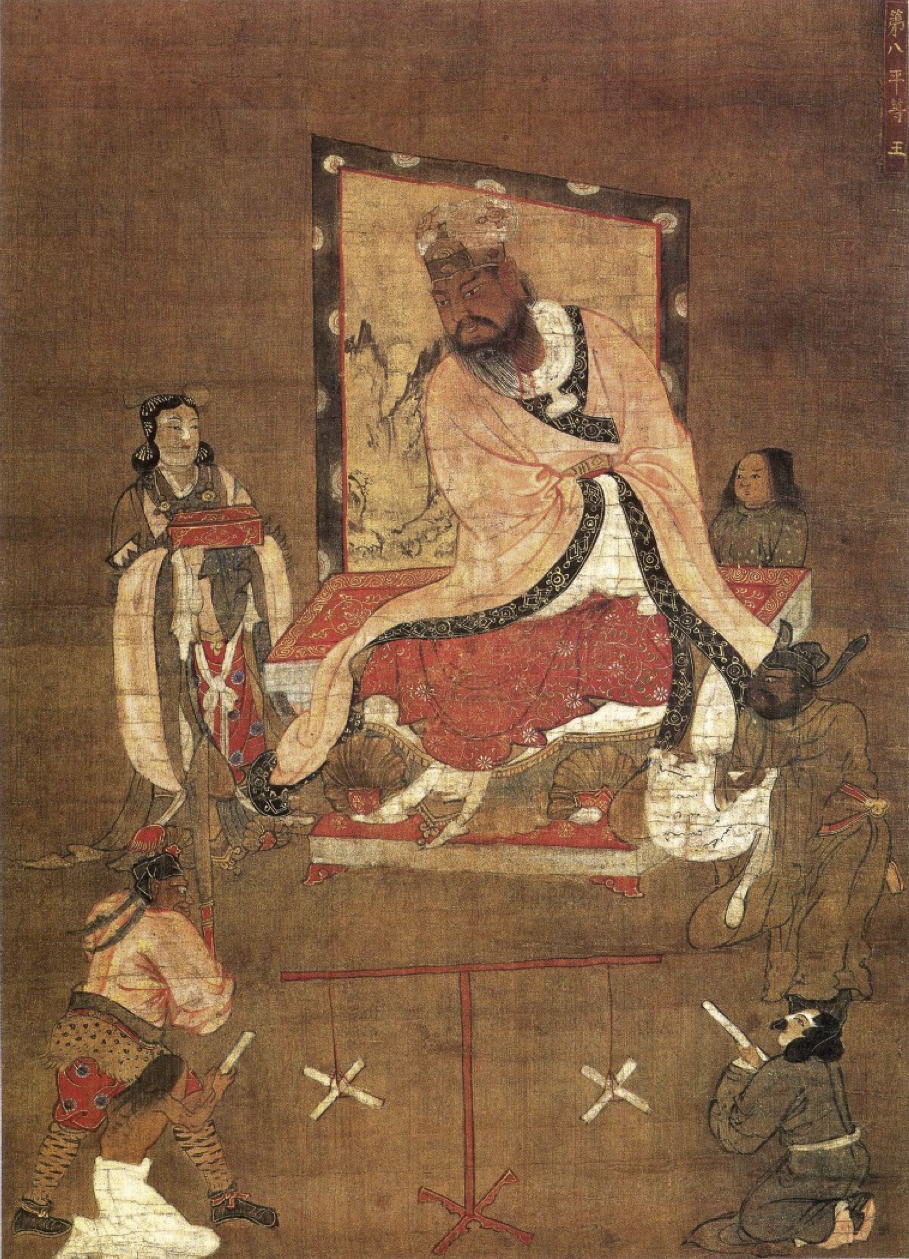
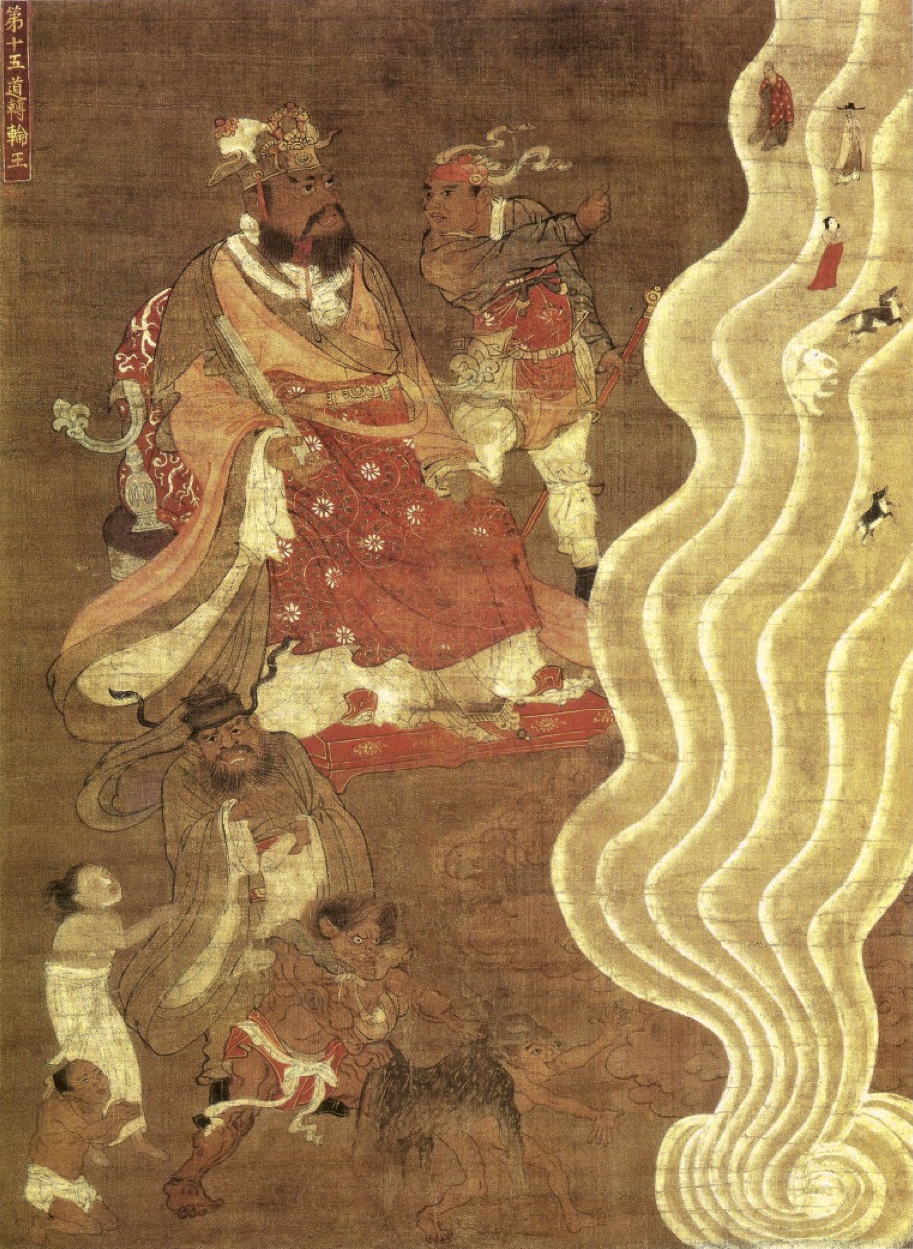
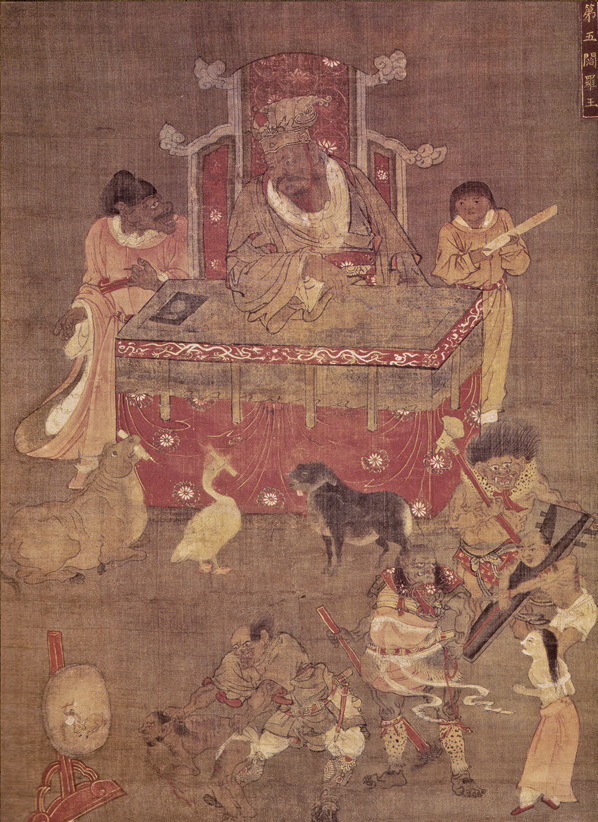
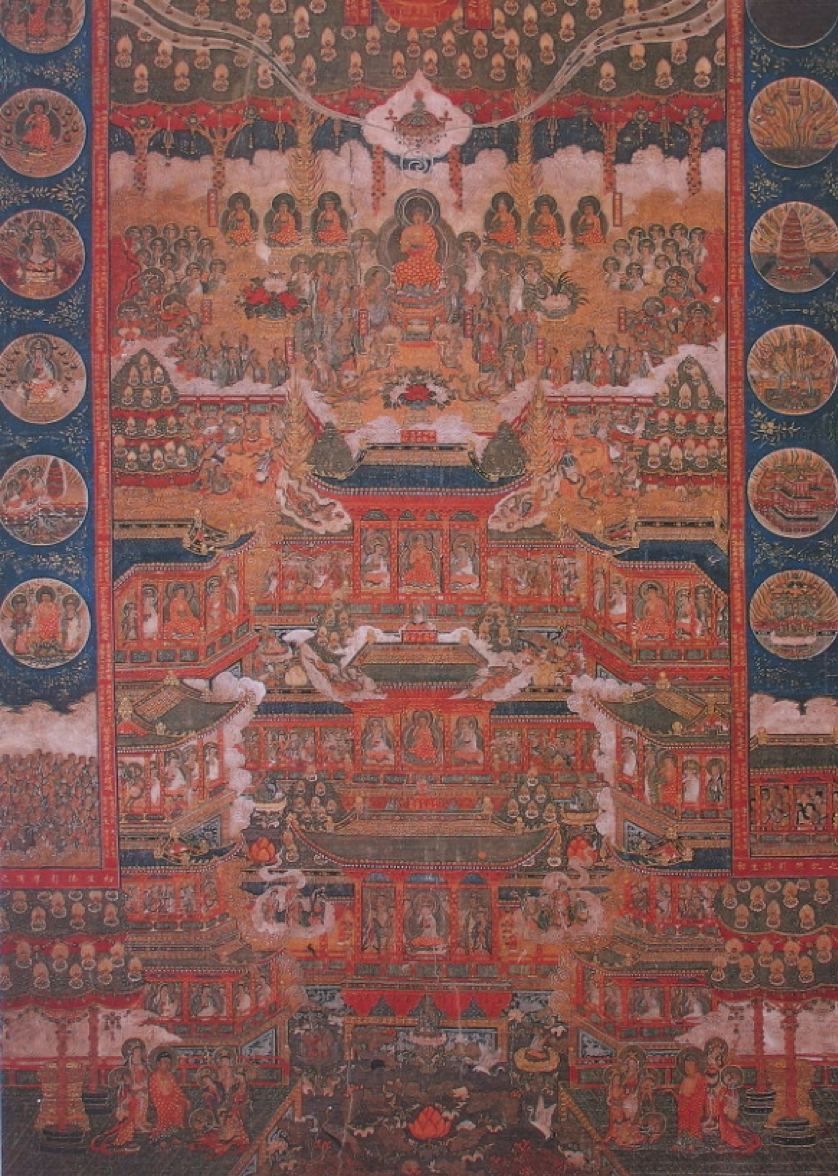
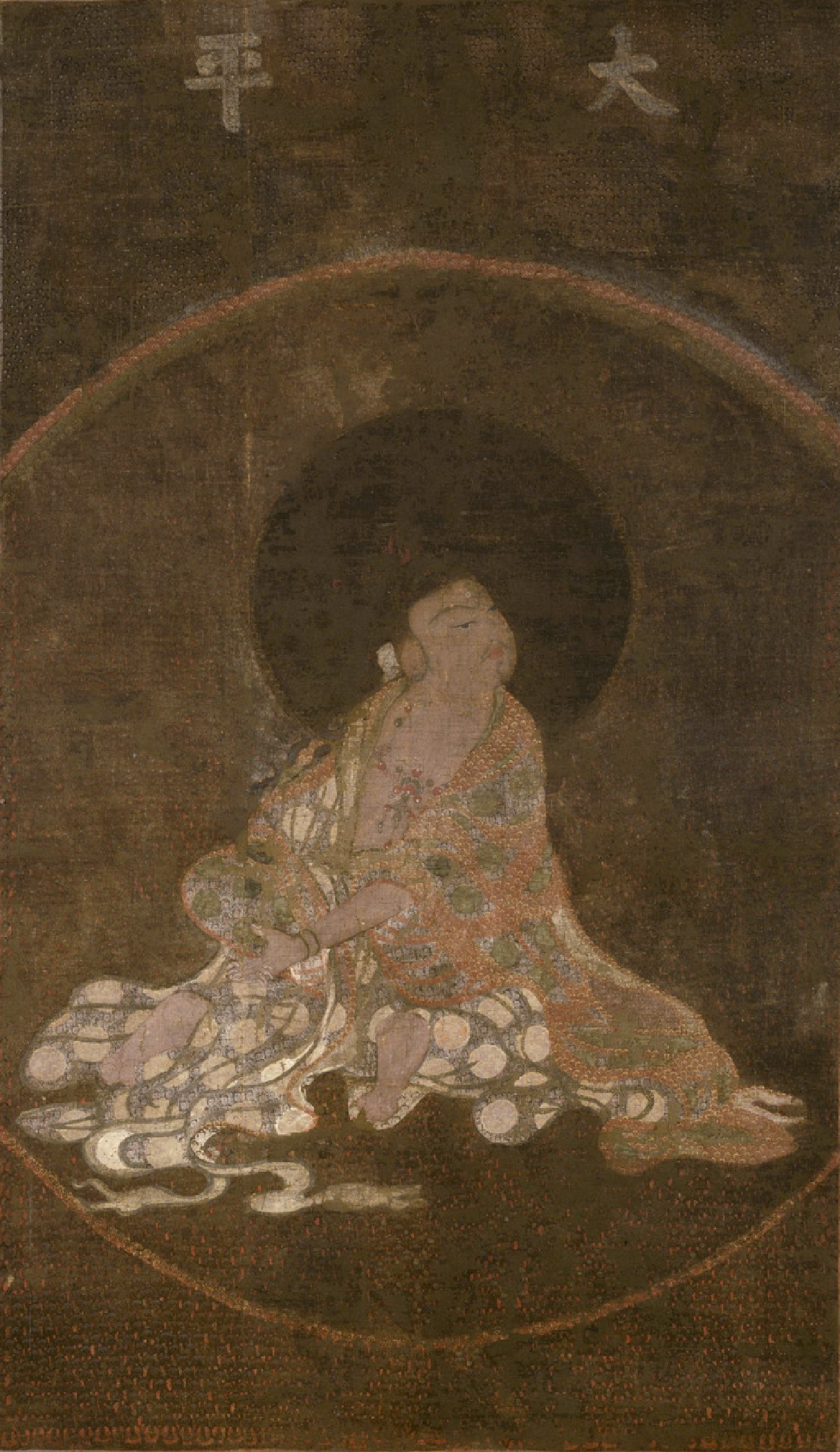
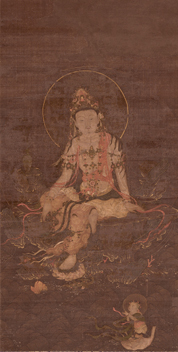
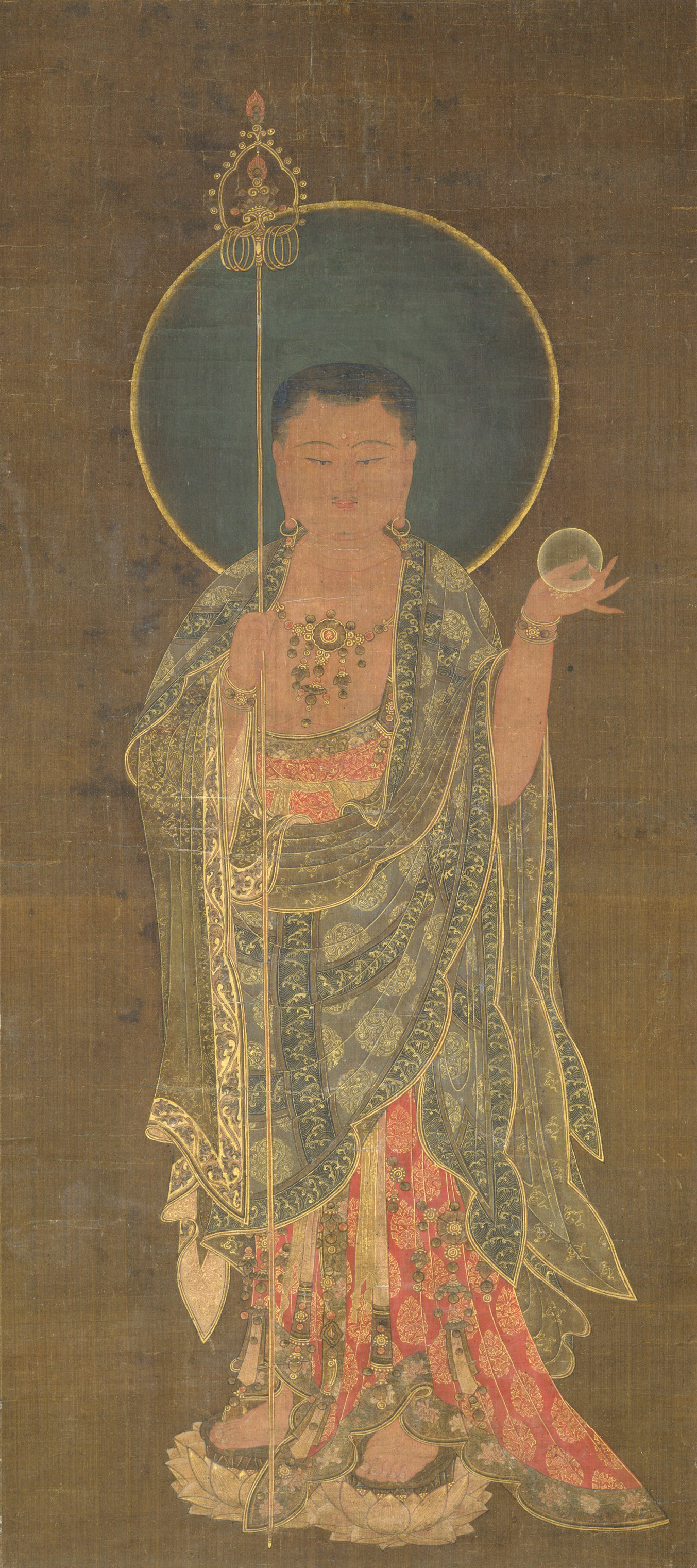
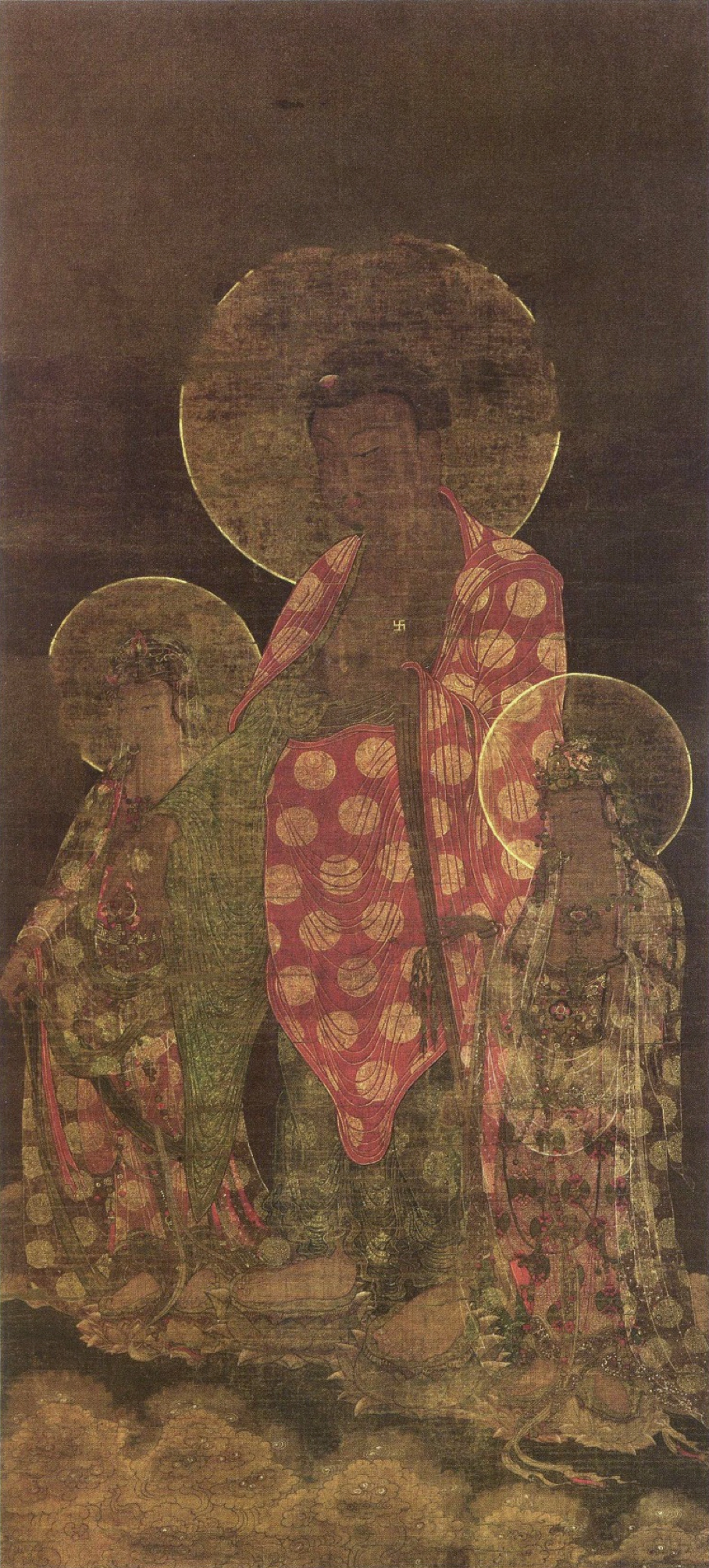
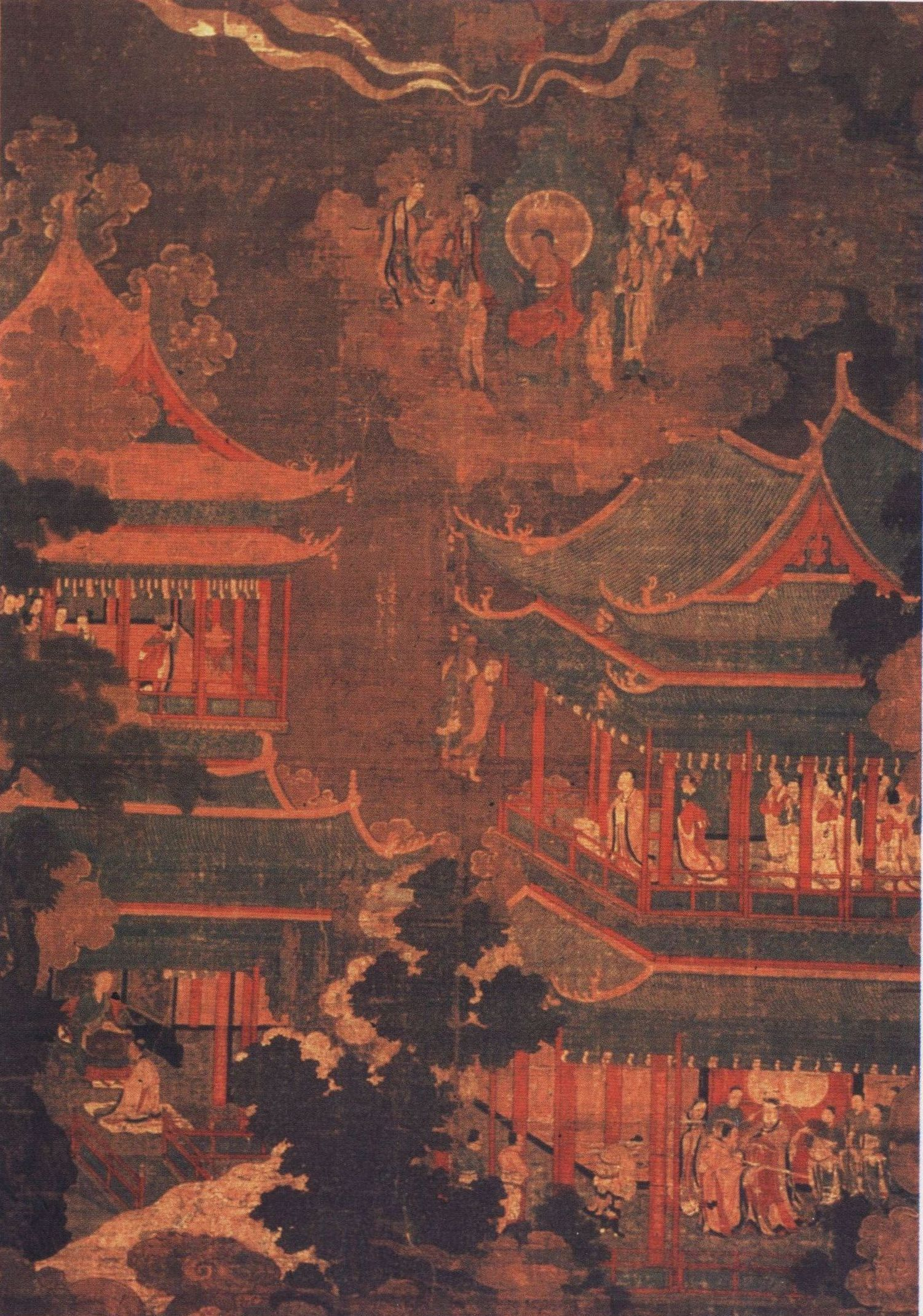

کنفوسیوسیسم که در دوره سیلا معرفی شده بود، به عنوان یک ایدئولوژی سیاسی پذیرفته و به کار گرفته شد و آگاهی از کنفوسیوسیسم را گسترش داد و بعدها نئوکنفوسیوسیسم نیز معرفی شد. بودیسم بیش از دوره سیلا گسترش یافت و بر همه جنبه‌های زندگی تأثیر گذاشت. در این بحبوحه، تفکر بودایی تعمیق یافت و جنبش ادغام بودیسم گیو و سئون به‌طور پیوسته ترویج شد.
هنر قرون وسطی ویژگی‌های ظریف و پالایش‌یافته‌ای را به نمایش می‌گذارد که بر اشرافیت متمرکز است. در معماری و مجسمه‌سازی، سبک‌های قرون وسطایی با فاصله گرفتن از طبیعت باستانی ایجاد شدند و سلادون و چاپ دارای استانداردهای جهانی هستند. سبک پالایش‌یافته قرون وسطی را می‌توان در نقاشی‌ها و ادبیات نیز یافت.
در اوایل دوره گوریو، ادبیات چینی همراه با سیستم آزمون خدمات کشوری به شدت توسعه یافت و از زمان سلطنت پادشاه سونگ جونگ به بعد، با محبوبیت سیاست ادبی، به یک هنر آزاد ضروری تبدیل شد. در نتیجه، شاعران بسیار خوبی ظهور کردند.

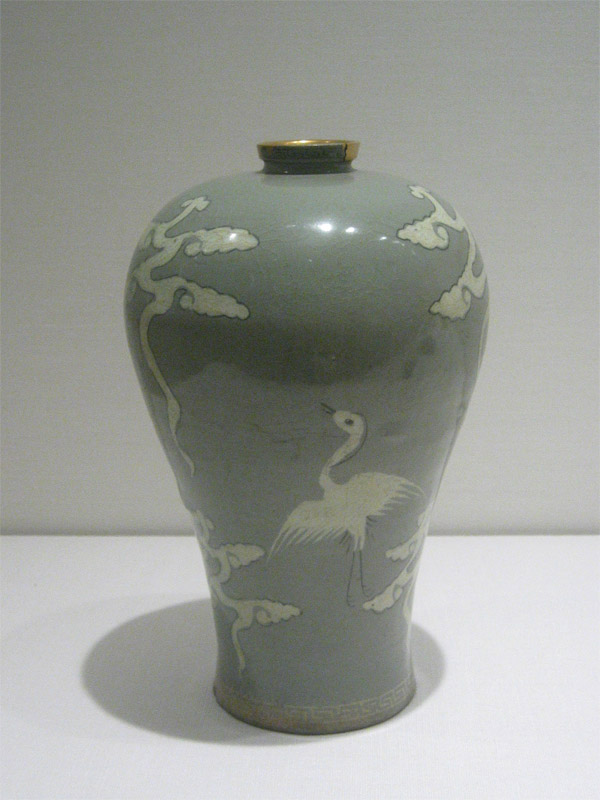
سلادون گوریویی

مردم گوریو از ساختن آثار هنری مختلف برای ارضای سبک زندگی مجلل خود لذت می‌بردند و از این رو در زمینه هنر پیشرفت زیادی کردند. برجسته‌ترین زمینه در میان آنها صنایع دستی بود. صنایع دستی عمدتاً پیرامون ابزارهایی برای زندگی روزمره و ابزارهایی که در آیین‌های بودایی استفاده می‌شدند، توسعه یافتند و به ویژه در صنایع سرامیکی بسیار عالی بودند.

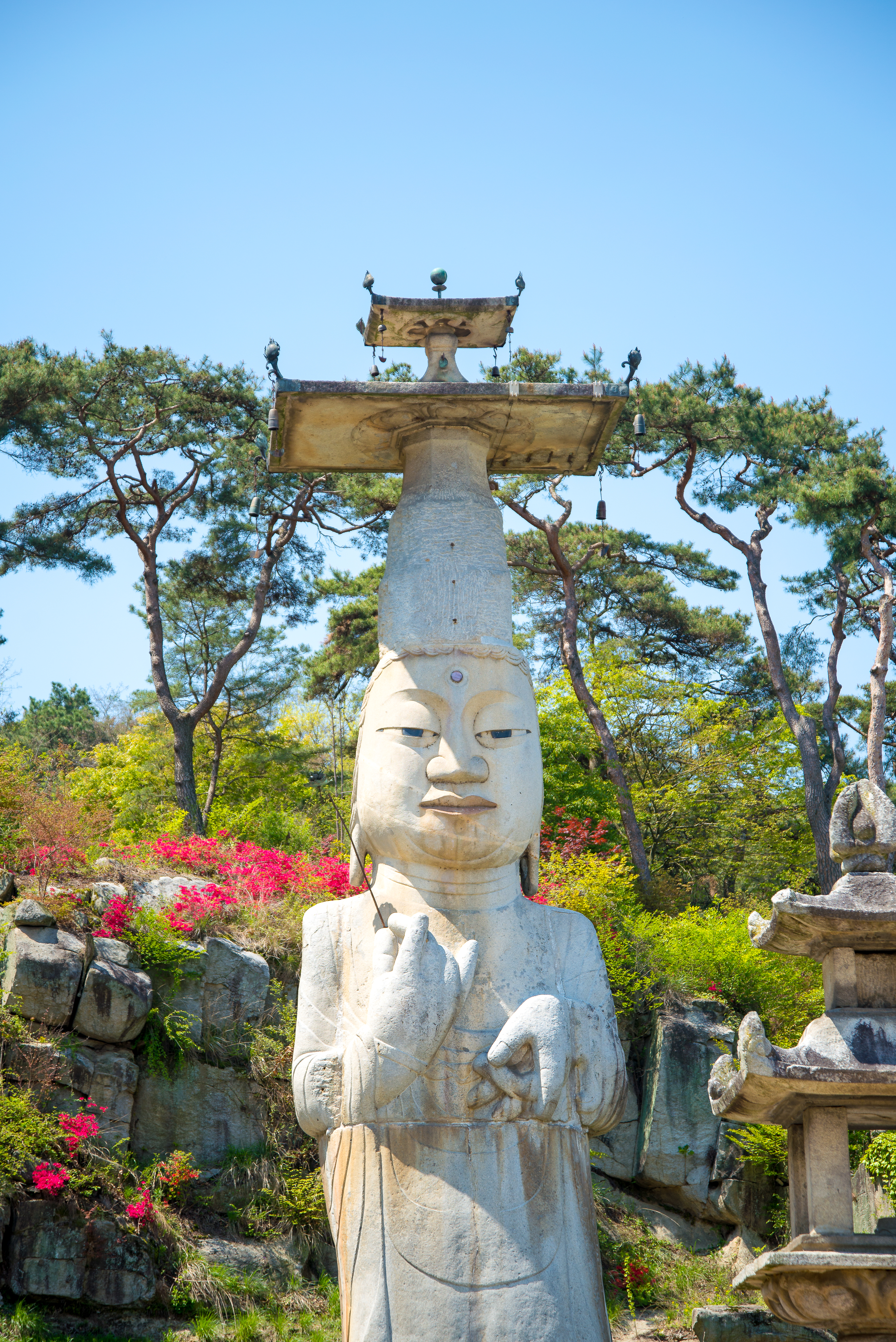
مجسمه معبد گوانچوکسا مایتریا بودیساتوا

گوریو بودیسم را دین رسمی خود قرار داد، اما ادیان دیگر را ممنوع نکرد و به مردم اجازه داد آزادانه آنها را انجام دهند و بدین ترتیب آزادی مذهب را به رسمیت شناخت. فرهنگ اواخر دوره گوریو با رونق فرقه جوگیه و معرفی کنفوسیوسیسم مشخص می‌شود. در بودیسم، فرقه جوگیه از طریق فعالیت‌های باک‌کون (白雲)، تائگو (太古)، نائونگ (懶翁) و موهاک (無學) تأثیر زیادی بر سبک مذهبی گذاشت، اما با توسعه کنفوسیوسیسم نوظهور، رهبری آن در دنیای معنوی بودیسم از دست رفت. پس از پادشاه چونگ نیول، آیین کنفوسیوس از چین ترویج و معرفی شد. آیین کنفوسیوس به تدریج توسعه یافت و فضایی از طرد بودیسم ایجاد کرد. علاوه بر این، تاریخ توسعه یافت و کتاب‌های تاریخی بسیاری گردآوری شد و اشکال جدیدی از شعر مانند گیونگی- چگا (景幾體歌) و جانگ-گا (長歌) پدیدار شدند. آثار هنری بسیاری نیز به جا ماند. بسیاری از ساختمان‌ها، از جمله موریانگ سوجئون (無量壽殿) معبد بوسئوکسا در یئونگجو، قدیمی‌ترین ساختمان چوبی موجود در کره، ظاهر آن زمان را نشان می‌دهند و پاگوداهای سنگی و بتکده‌های سنگی نیز از هنر آن زمان حکایت دارند. نقاشی نیز به تدریج توسعه یافت و روندهای ظریف سونگ سول-چه (宋雪體) در خوشنویسی ظاهر شد. با این حال، قابل توجه‌ترین آثار فرهنگی اواخر سلسله گوریو شامل توسعه فناوری چاپ، معرفی پنبه و تولید باروت است.
طبق یک مطالعه، تقریباً ۱۷۰/۰۰۰ نفر از قومیت‌های خارجی از زمان تأسیس گوریو تا اوایل قرن دوازدهم، زمانی که سلسله‌های لیائو و جین در حال گذار بودند، به گوریو مهاجرت کردند. این تعداد ۸٫۵٪ از جمعیت تخمینی در آن زمان است که بسیار بیشتر از نرخ فعلی ۳٫۹٪ از خارجی‌های ساکن در کشور است. برخلاف امروز، که تابعیت از طریق افراد و تابعیت از طریق ازدواج‌های بین‌المللی رایج است، بسیاری از افراد دارای تابعیت در طول سلسله گوریو در واحدهای خانوادگی یا گروهی مهاجرت کردند.
لباس‌های وزیران و پادشاهان گوریو عمدتاً شبیه به لباس شیلا بود اما در دوران پادشاه گوانگ‌جونگ نوع لباس‌ها تغییر کرد.
مردم عادی معمولاً لباس سفید می‌پوشیدند، در حالی که زنان گاهی لباس قرمز یا زرد می‌پوشیدند. زنان جوان روبان قرمز و مردان مجرد روبان سیاه می‌بستند. اشراف کفش چرمی می‌پوشیدند، در حالی که مردم عادی کفش حصیری می‌پوشیدند. همسران اشراف روبند می‌پوشیدند. مجرمان اجازه نداشتند کلاه یا هود بپوشند.
خانواده سلطنتی و اشراف از ظروف طلا و نقره و ظروف چینی مرغوب استفاده می‌کردند، در حالی که مردم عادی از ظروف چینی خام، سفال، ظروف مسی و ظروف برنجی استفاده می‌کردند.
از آنجایی که بودیسم در دوره سیلا رایج‌تر از دوره قبل بود، رسم سوزاندن جسد پس از فوت فرد رواج پیدا می‌کرد و معمولاً برای والدین ۱۰۰ روز سوگواری می‌شد. رسم عزاداری سه ساله از دانشمندان کنفوسیوسی مانند جونگ مونگ جو در دوره بعدی سرچشمه گرفته است.
شمن‌ها عموماً محبوب بودند، و زیارتگاه‌ها و سئونانگ‌دانگ‌هایی وجود داشت که به خدایان کوهستان و همچنین بسیاری از ارواح دیگر اختصاص داده شده بود.
تعطیلات رایج شامل سئولال (Seollal)، جئونگ وولبورئوم (اولین ماه کامل سال قمری)، هانسیک (غذای کره‌ای)، سانگسا (Sangsa) (سومین روز از سومین ماه قمری)، دانو (Dano) (غذای کره‌ای)، چوسوک (Chuseok) (روز شکرگزاری کره‌ای)، جونگ یانگ جئول (Jungyangjeol) (نهمین روز از نهمین ماه قمری)، دونگ جی (Dongji) (انقلاب زمستانی) و پالگوان هو (Palgwanhoe) (جشنواره هشت پاس) است. علاوه بر این، اینیل (Inil) (هفتمین روز از اولین ماه قمری)، ایپچون (Ipchun) (آغاز بهار)، یئون دونگ (Yeondeung) (جشن فانوس در فوریه)، سامجینال (Samjinnal) (سومین روز از سومین ماه قمری)، ساول چوبال (Sawoolchobal) (پنجمین روز از چهارمین ماه قمری)، یودو (Yudu) (پانزدهمین روز از ششمین ماه قمری)، اولامبانا (Ullambana) (پانزدهمین روز از هفتمین ماه قمری) و جسئوک (Jeseok) (وعده غذایی عصرانه پنجمین ماه قمری) نیز وجود دارند.
در روز سئول، آنها آیین‌های اجدادی خود را برگزار می‌کردند و اداره دولت نیز قبل و بعد از آن هفت روز تعطیلات می‌داد. در پانزدهمین روز از اولین ماه قمری، آنها از روی پل عبور می‌کردند، در ایپچون (اولین روز بهار)، طومار می‌نوشتند و نصب می‌کردند، در هانسیک (اولین روز بهار)، به زیارت قبور می‌رفتند و تاب بازی می‌کردند، در سامجینال (سومین روز بهار)، بازی‌های میدانی انجام می‌دادند و کیک برنجی ماگورت می‌خوردند، در ساولچو (پنجمین روز از چهارمین ماه قمری)، هر خانه فانوس روشن می‌کرد، در دانو (پنجمین روز از پنجمین ماه قمری)، گونگچیگی بازی می‌کردند، سوکجون (یک بازی سنتی کره‌ای)، تاب بازی می‌کردند و از قبور بازدید می‌کردند، در یودو (پنجمین روز بهار)، موهای خود را می‌شستند تا ارواح شیطانی را بشویند، در اولامبانا (پنجمین روز بهار)، به معابد می‌رفتند تا نذورات بدهند، در چوسوک (سومین روز بهار) و جونگ‌یانگ (هفتمین روز بهار)، به زیارت قبور می‌رفتند و بازی می‌کردند، و در دونگ‌جی (هفتمین روز بهار)، فرنی لوبیا قرمز می‌خوردند. در میان این تعطیلات، وون جونگ (元正) به نام‌های سئولال (اولین روز بهار)، دونگجی (هفتمین روز بهار)، پالگوان (هشتمین روز بهار) و سونگ سانگ جئول (تولد پادشاه) بودند.

### دین

#### بودیسم
بودیسم دین رسمی گوریو بود، اما گوریو ادیانی غیر از بودیسم، مانند تائوئیسم، کنفوسیوسیسم و شمنیسم را ممنوع نکرد و آزادی مذهب را به رسمیت شناخت.
از زمان سلطنت پادشاه تجو، بودیسم به عنوان دین رسمی کشور مورد پرستش قرار می‌گرفت و معابد زیادی در سراسر کشور، از جمله پایتخت، گائسونگ، وجود داشت. نه تنها رعایا، بلکه بسیاری از اعضای خانواده سلطنتی نیز به راهب تبدیل شدند.
در گوریو، از آنجایی که بودیسم بسیار مورد احترام بود، جایگاه اجتماعی راهبان نیز ارتقا یافت و آنها مزارع وسیع معابد را اشغال کردند و از حقوق دنیوی بزرگی برخوردار شدند. در هر دو فرقه سئون و گیو، یک سیستم راهبانی منظم وجود داشت و معلم پادشاه، معلم سلطنتی، و معلم ایالتی، معلم ملی، بسیار مورد احترام بودند. بر این اساس، بسیاری از متفکران یا راهبان بزرگ ظهور کردند و چهره‌های شاخص آن شامل ته گاک گوکسا اویچون ، بوجو گوکسا جینول و تائگو بو بودند.
بودیسم در گوریو کارکردهای اجتماعی مثبت زیادی داشت، از جمله چاپ تریپیتاکا کوریانا، اما کارکردهای منفی نیز داشت. خرج کردن مکرر پول برای ساخت معابد و برگزاری رویدادهای بودایی یکی از دلایل زوال گوریو بود.

#### تائوئیسم
در طول سلسله گوریو، آداب و رسوم سلسله سونگ (۹۶۰–۱۲۷۹)، که به تائوئیسم بها می‌دادند، به تدریج رواج یافت و در طول سلطنت پادشاه یجونگ (سلطنت: ۱۱۰۵–۱۱۲۲)، امپراتور هوئی‌زونگ از سونگ (سلطنت: ۱۱۰۰–۱۱۲۵) دو کاهن تائوئیست را برای گسترش آموزه‌های تائوئیست فرستاد. در پاسخ، گوریو یک معبد تائوئیست به نام بوک‌وان-گوان (福源觀) در شمال گه‌سونگ (開城) ساخت، مجسمه سامچونگ‌سانگ (三淸像) را در آن جای داد و کاهنان تائوئیست را منصوب کرد. با این حال، تائوئیسم محدود به آیین‌های تائوئیست متمرکز بر دولت باقی ماند و به عنوان یک دین در بین عموم مردم توسعه نیافت و اعتقاد به سونگ‌سین (星辰)، استفاده از طلسم‌ها (符籍) و رعایت گیونگ‌سین (庚申) محبوب شد. آیین قربانی و دعایی که در تائوئیسم انجام می‌شود، جِچو (齋醮) نام دارد و در گوریو، روستایی به نام جئونگسا-سائک (淨事色) وجود داشت که جِچو در آن اجرا می‌شد.

#### آیین کنفوسیوس
همان‌طور که در بخش آخر ته‌جوسیفونیو دیده می‌شود، کنفوسیوسیسم در گوریو عمدتاً یک ایدئولوژی حاکم بود. او کتب کلاسیک و تاریخ را به‌طور گسترده مطالعه می‌کرد و برای پادشاهان آینده وصیت‌نامه‌ای مبنی بر اجرای سیاست‌های خوب به جا گذاشت. تأسیس مدرسه‌ای در سوگ‌یونگ (西京) را نیز می‌توان تلاشی برای آموزش افراد با استعداد با کنفوسیوسیسم به عنوان یک ایدئولوژی دانست.
در طول سلطنت ششمین پادشاه، سونگ‌جونگ، آکادمی ملی علوم تأسیس شد و یک دکتر ادبیات کلاسیک منصوب شد و طبق توصیه چوی سونگ رو، اداره امور دولتی اصلاح شد. در طول سلطنت چهارمین پادشاه، گوانگ‌جونگ، آزمون خدمات کشوری اجرا شد که منجر به رسم احترام به نویسندگی شد. با این حال، از آنجایی که تأکید بر نوشتن شعر و نثر (詞章詩賦) بیشتر بر نوشتن مقاله بود تا حفظ کردن بخش‌هایی از متون کلاسیک (明經)، مطالعه متون کلاسیک ضعیف بود. بعدها، در طول سلطنت یازدهمین پادشاه، مونجونگ، مدارس خصوصی، از جمله گوجائه (九齋) چوی چونگ، رونق گرفتند و به اصطلاح دوازده شاگرد (十二徒) پدید آمدند و یک سبک دانشگاهی با محوریت مطالعه متون کلاسیک و تاریخ پدیدار شد. با این حال، کنفوسیوسیسم حدود ۲۰۰ سال پس از چوی چونگ در رکود بود و اکثر مردم فقط بر مطالعات ادبی متمرکز بر شعر و نثر تمرکز داشتند. در آن زمان، حتی کنفوسیوسی‌ها صرفاً کنفوسیوسیسم را مطالعه نمی‌کردند، بلکه ترکیبی از کنفوسیوس، بودیسم و تائوئیسم را مطالعه می‌کردند، مشابه روندی که در دوران سلسله تانگ در چین وجود داشت؛ بنابراین، در پایان سلسله گوریو، اصلاحات جدیدی برای غلبه بر هرج و مرج و رکود فرهنگی که از زمان تأسیس کشور تجربه شده بود، فراخوانده شد و جنبش نوآوری کنفوسیوسی در پاسخ به آن ظهور کرد. در سال ۱۲۸۹ (پانزدهمین سال سلطنت پادشاه چونگ نیول)، آن هیانگ (安珦) به دنبال پادشاه چونگ نیول به دادو رفت و «آثار کامل ژو شی (朱子全書)» را به دست آورد. پس از بازگشت، او به دولت پیشنهادهایی برای تأسیس یک مدرسه ملی و تعمیر معبد کنفوسیوسی داد و سهم بزرگی در احیای کنفوسیوسیسم داشت.
نئوکنفوسیوسیسم یک سیستم نظری جدید کنفوسیوسی بود که در چین سازماندهی و تجدید سازمان شد تا با دوره‌های تائوئیسم و بودیسم سلسله‌های هان و تانگ مقابله کند. نئوکنفوسیوسیسم که در آن زمان جدید و منطقی بود و روحیه استقلال‌طلبی قوی داشت، فضای جدیدی ایجاد کرد. نوسازی معبد کنفوسیوسی توسط آن هیانگ (安珦) و معرفی کتاب ژو شی برای اولین بار، و توسعه آموزش در سلسله جین متأخر منجر به پرورش دانشمندان کنفوسیوسی مانند باک ای - جونگ، وو تاک و کوون بو شد که حول محور سونگ کیون کوان متمرکز بودند. بک ای-جونگ این آموزه‌های جونگ-جو را مطالعه کرد، وو تاک کتاب تغییرات (易傳) نوشته چنگ ژو (程朱) را که در این زمان معرفی شده بود، مطالعه کرد و اولین کسی بود که در گوریو مطالعه کتاب تغییرات (易理) را گسترش داد، و کوون بو انتشار آثار کامل ژو شی را پیشنهاد داد که همگی آنها سهم بسزایی در ترویج آموزه‌های جونگ-جو داشتند. بورسیه تحصیلی آن هیانگ، محققانی مانند لی جه-هیون، یی سک، جونگ مونگ - جو، جونگ دو-جون و کوون گون را تربیت کرد. در میان آنها، جونگ مونگ-جو نه تنها در نئوکنفوسیوسیسم تبحر داشت، بلکه در اخلاق و مدیریت نیز به موفقیت‌های بزرگی دست یافت و به عنوان یک رعیت وفادار که پایان سلسله گوریو را زینت بخشید، «بنیانگذار کنفوسیوس شرقی» نامیده شد. با این حال، در پوئونجیپ (圃隱集) فعلی، هیچ سابقه‌ای از کنفوسیوسیسم وجود ندارد، به جز چند شعر و نثر. در همین حال، یی سونگ این، شاگرد یی سک، نیز به عنوان استاد ته هاک با جونگ مونگ جو برای ترویج و رونق کنفوسیوسیسم همکاری کرد، اما او بیشتر به عنوان یک ادیب، به ویژه یک شاعر، مشهور بود تا یک محقق کنفوسیوسی.
نئوکنفوسیوس‌گرایی یک رشته عمیق است که به بررسی طبیعت انسان و اصول وجود می‌پردازد و می‌تواند جایگزین خواسته‌های متافیزیکی مورد نظر در تفکر سنتی بودایی یا تفکر تائوئیستی شود. علاوه بر این، آموزه‌های ژو شی نوعی فلسفه انتقادی است که به عنوان اصل نظام‌ها و هنجارهای اجتماعی از بیرون عمل می‌کند و نقش یک فلسفه تاریخ را ایفا می‌کند.
اسلام
در گوریو، اسلام عمدتاً دینی بود که توسط خارجی‌ها به جای مردم گوریو اجرا می‌شد. طبق اسناد معاصر گوریو، حدود ۱۰۰ مسلمان، از جمله حسن رضا، در سپتامبر ۱۰۲۴، پانزدهمین سال سلطنت پادشاه هیون جونگ، به شبه جزیره کره رسیدند و ۱۰۰ تاجر مسلمان دیگر نیز سال بعد از آن وارد شدند. روابط تجاری بین جهان اسلام و شبه جزیره کره با سلسله گوریو تا قرن ۱۵ ادامه یافت. در نتیجه، بسیاری از بازرگانان مسلمان از خاورمیانه و آسیای مرکزی در گوریو ساکن شدند. به نظر می‌رسد برخی از مسلمانان از قوم هوی چین نیز در گوریو زندگی می‌کردند.
در طول دوره یوان، ساکموک‌ها وارد گوریو شدند، گروهی که عمدتاً از مسلمانان آسیای مرکزی تشکیل شده بودند. در نظم اجتماعی مغول‌ها، ساکموک‌ها جایگاهی درست پایین‌تر از مغول‌ها داشتند و نفوذ زیادی در سلسله یوان اعمال می‌کردند.
رمضان بن علاءالدین، اولین مسلمان در گوریو، در سال ۱۳۴۹ درگذشت.
تماس‌های در مقیاس کوچک با جمعیت عمدتاً مسلمان، چه در داخل و چه در خارج، ادامه یافت. در اواخر دوره گوریو، مسجدی در پایتخت، گه سونگ، وجود داشت که معنای ادبی آن «یگونگ» بود.
یکی از مهاجرانی که به گوریو آمد، در اصل دستیار یک شاهزاده خانم مغولی بود که برای ازدواج با پادشاه چونگ نیول از گوریو فرستاده شده بود. نام اصلی او در اسناد گوریو «سامگا» بود، اما پس از اینکه تصمیم گرفت گوریو را به عنوان خانه دائمی خود انتخاب کند، پادشاه نام کره‌ای جانگ سون ریونگ را به او داد. جانگ سون ریونگ با یک فرد گوریویی ازدواج کرد و بنیانگذار قبیله دئوکسو جانگ شد.

#### شمنیسم
در طول سلسله گوریو، که جانشین گوگوریو شد، آیین‌های آسمانی دوباره اهمیت یافتند. در اسطوره بنیانگذاری ملی گوریو، خدای کوه پیونگ‌ناسان (平那山) ظاهر شد و به خدایان کوه اهمیت زیادی داده شد.

## جامعه
جامعه گوریو یک جامعه طبقاتی بود که از طبقه متوسط، مردم عادی، چون‌مین‌ها و مقامات یانگبان تشکیل می‌شد. اصل این بود که مقام و منصب موروثی است و هر طبقه وظایف خود را دارد. با این حال، مواردی وجود داشت که این‌طور نبود، مانند زمانی که شخصی از یک مقام محلی به یک مقام رسمی مدنی ارتقا می‌یافت، یا زمانی که یک سرباز به دستاوردهای نظامی دست می‌یافت و یک مقام نظامی می‌شد. اشراف، مقامات مدنی، مقامات نظامی، اشراف و خانواده سلطنتی بودند، در حالی که طبقه متوسط شامل کاتبان و مقامات فنی می‌شد. اشراف و طبقه متوسط، طبقه حاکم بودند و طبقه محکوم شامل مردم عادی و چون‌مین‌ها می‌شد. اشراف، سیستمی از دوک‌ها (公爵) و مارکیزها (侯爵) داشت، مشابه اشراف انگلستان . مردم عادی شامل کشاورزان، صنعتگران و بازرگانان بودند که کشاورزان اکثریت را تشکیل می‌دادند. چون‌مین شامل بردگان، هیانگ، سو، بوگوکمین، هواچئوک و جین بود. مردم عادی که اکثریت مردم را تشکیل می‌دادند، کشاورزانی بودند که در گون هیون زندگی می‌کردند و مسئول مالیات، خراج و کار بودند. افرادی که در مناطق اداری ویژه مانند هیانگ، بوگوک و غیره زندگی می‌کردند، از نظر بار مالیاتی در مقایسه با مردم گون هیون مورد تبعیض قرار می‌گرفتند، اما پس از اواخر سلسله گوریو، مناطق اداری ویژه به گون هیون عمومی تغییر یافتند. به منظور تثبیت زندگی افرادی که از قحطی و بلایای طبیعی رنج می‌بردند، دولت اویچانگ و سانگ پیونگ چانگ را تأسیس کرد و سیاست‌های مختلف رفاه اجتماعی را اجرا کرد.
زنان دوباره ازدواج کرده نیز می‌توانستند ملکه گوریو شوند و ازدواج مجدد توسط مردم عادی بد تلقی نمی‌شد.  ارث به طور مساوی بین زن و مرد تقسیم می‌شد، اما زنان مجاز به تصدی مناصب دولتی نبودند.

### سیستم رسید گوریو
تحت سیستم ارضی که توسط جونسی-گوا (田柴科) ارائه می‌شد، کشاورزان گوریو مزارع عمومی یا خصوصی را کشت می‌کردند و مالیات (租稅)، خراج (貢賦) و کار اجباری (役) را به دولت یا مالکان زمین می‌پرداختند. جئونجو (田租) خراج بخشی از برداشت زمین بود و میزان آن بین مزارع عمومی و خصوصی متفاوت بود. برای مزارع عمومی، حدود ۲ سوک، معادل یک چهارم برداشت، به ازای هر گیول پرداخت می‌شد ، در حالی که برای مزارع خصوصی ، نیمی از برداشت باید پرداخت می‌شد. علاوه بر این، نرخ مالیات بسته به حاصلخیزی زمین متفاوت بود و در صورت برداشت ضعیف، مالیات کاهش می‌یافت. گوریو احیای زمین را تشویق می‌کرد و کشاورزانی که زمین را احیا می‌کردند، به مدت یک تا دو سال از پرداخت به جئونجو معاف بودند.
خراج از هر انبار غله محلی به همراه برنج مالیاتی که مأموران مالیاتی به ایالت می‌پرداختند، جمع‌آوری و از طریق زمین یا دریا به دولت مرکزی منتقل می‌شد. علاوه بر خراج، یک خراج منظم (خراج سالانه) و یک خراج ویژه نیز وجود داشت. خراج منظم شامل برنج، پارچه، پنبه و عسل بود، در حالی که خراج ویژه شامل محصولات ویژه محلی می‌شد. سنگین‌ترین خدمت برای کشاورزان، خدمت سربازی و بیگاری بود که همه مردان ۱۶ تا ۶۰ ساله مجبور به انجام آن بودند. در حالی که خدمت بیگاری موقت بود و نیاز به بسیج برای پروژه‌های مختلف مهندسی عمران داشت، خدمت سربازی مستلزم خدمت طولانی مدت بود.
کشاورزان عادی معمولاً وقتی به سن ۲۰ سالگی می‌رسیدند، به کادر نظامی تبدیل می‌شدند و در ارتش‌های محلی که عمدتاً واحدهای کارگری بودند، ادغام می‌شدند و قرار بود کادرها از کادرهای نظامی حمایت مالی کنند. در این سیستم جمع‌آوری، بسیاری از کشاورزان برای فرار از بار خدمت سربازی پناهنده می‌شدند یا تحت سلطه اشراف، مستاجر می‌شدند.

### زیرساخت حمل و نقل
می‌توان گفت که زیرساخت حمل و نقل گوریو عمدتاً از آبراه‌ها و مسیرهای دریایی تشکیل شده بود تا حمل و نقل زمینی.  این به این دلیل بود که کوه‌های زیادی در سراسر کشور وجود داشت و جاده‌ها ناهموار بودند و حمل و نقل با گاری را نامطلوب می‌کردند.  خانواده‌های قدرتمند در جین (津) و دو (کشتی) که با آبراه‌ها مرتبط بودند، بسیار رونق گرفتند. 
برخلاف شیلای متحد ، گوریو مالیات‌ها را به پایتخت منتقل می‌کرد، بنابراین سیستم جاده‌ای آن بیشتر توسعه یافت.  در میان جاده‌ها، ایستگاه‌هایی در مسیرهای مهمی که از نظر سیاسی، نظامی و اقتصادی مهم تلقی می‌شدند، تأسیس شدند و جین‌ها روی رودخانه‌هایی که توسط پل‌ها به هم متصل نبودند، نصب شدند ، به طوری که شبکه جاده‌ای ملی از جاده‌های پستی تشکیل شده بود که توسط جین‌ها تکمیل می‌شدند.  با این حال، در بخش پایانی گوریو، سیستم جاده‌ای که در طول رژیم نظامی و دوره مداخله یوان توسعه یافته بود، فروپاشید.

## نیروهای نظامی
سیستم نظامی گوریو از سیستم نظامی شیلا توسعه یافته تر بود و به دو سازمان تقسیم شد: ارتش مرکزی و ارتش ایالتی. ارتش مرکزی از دو ارتش و شش لشکر تشکیل می‌شد و ارتش ایالتی شامل پادگان اصلی دو منطقه و ارتش‌های شهرستانی مستقر در شهرستان‌های عمومی پنج استان بود.
سیستم نظامی شامل دو ارتش و شش رده بود. دو ارتش عبارت بودند از آونگ یانگ - گان و یونگ هو-گان و شش رده عبارت بودند از جو-وو-وی، شین-هو -وی، هئونگ-وی-وی، گئوم -او-وی، چئون-وو-وی و گامون-وی. تحت هر ارتش و گارد یک یونگ (واحد) قرار داشت. یونگ از ۱۰۰۰ سرباز عادی و ۶۰۰ مانگ-گان-جونگ-این (سرباز ذخیره) تشکیل شده بود و در مجموع ۴۵ یونگ وجود داشت. علاوه بر این، هر ارتش و رده‌های بالاتر یک ژنرال (上將軍) و یک سرلشکر (大將軍) داشتند و بسته به تعداد سپاه‌هایی که فرماندهی می‌کردند، هر سپاه یک ژنرال و دو ژنرال میانی (中郞將) داشت و در رده پایین‌تر آنها افسران نظامی مانند یک ژنرال (郎將)، یک بیولجانگ (別將)، یک سان‌وون (散員)، یک وی (尉) و یک دائجونگ (隊正) قرار داشتند. هشت سرلشکر و هشت سرلشکر از ارتش دوم و رده ششم، جونگ‌بانگ (重房) را تشکیل می‌دادند که هیئت ملاقات ژنرال‌های عالی‌رتبه بود. افسران رده پایین‌تر نیز یک هیئت ملاقات داشتند که گیوویبانگ (校尉房) نامیده می‌شد. تمام ارتش‌های کشور به ارتش دوم و رده ششم اختصاص داده شده بودند.
علاوه بر این، گوانگ‌گون (光軍) و بیول‌موبان (別武班) به عنوان سپاه ذخیره وجود داشتند. گوانگ‌گون یک سپاه ذخیره متشکل از ۳۰۰۰۰۰ مرد بود که در زمان سلطنت پادشاه جئونگ‌جونگ برای آماده شدن برای سلسله لیائو انتخاب شد و سازمانی که مسئول آن بود گوانگ‌گونسا (光軍司) نامیده می‌شد. بیول‌موبان یک سپاه ذخیره متمرکز بر سواره نظام بود که در زمان سلطنت پادشاه سوک‌جونگ برای آماده شدن برای جورچن (女眞) به پیشنهاد یون گوان (尹瓘) ایجاد شد. همه کسانی که در کشور صاحب اسب بودند در اینجا ثبت نام کرده و سینگی (神騎) نامیده می‌شدند و همه مردان بالای ۲۰ سال که در آزمون خدمات مدنی شرکت نکرده بودند در سینبو (神步) ثبت نام شدند و هانگ‌ماگان (降魔軍) با راهبان سازماندهی شد. به عبارت دیگر، بیولموبان به سینگی و سینبو سازماندهی شده بود و هانگماگون یک شاخه فرعی بود. بیولموبان درست مانند ارتش منظم، در طول ساعات چهار بعد از ظهر آموزش می‌دید. ارتش اعزامی به یک لشکرکشی در پنج ارتش (گاهی اوقات سه ارتش) سازماندهی می‌شد: چپ، راست، مرکز، جلو و عقب. هنگامی که پنج ارتش اعزام می‌شدند، فرمانده اردوگاه نظامی (یا فرمانده اردوگاه نظامی، در روزهای اولیه کشور) آنها را فرماندهی می‌کرد و آنها از میان ارشدترین مقامات منصوب می‌شدند.

## اقتصاد
گوریو بر تجارت اهمیت زیادی قائل بود و بر هرج و مرج اواخر دوره شیلا غلبه کرد و با سازماندهی مجدد سیستم زمین، از جمله سیستم جونسین -گوا، پایه و اساس سیستم حکومتی خود را بنا نهاد. علاوه بر این، سیستم آشفته جمع‌آوری مالیات را سازماندهی مجدد کرد و دفاتر دولتی لازم برای مدیریت مالی را تأسیس کرد. علاوه بر این، پروژه یانگ -آن را برای تصرف زمین و جمعیت اجرا کرد و یک دفتر ثبت خانوادگی ایجاد کرد که سیستم اسناد امور مدنی شیلا را به ارث برده بود. بر این اساس، مالیات، خراج و بیگاری وضع کرد. علاوه بر این، دولت در سازماندهی مجدد صنعت پیشگام شد، زمین‌های زیر کشت را گسترش داد و سیستمی از تجارت و صنایع دستی را برای تأمین یک پایه اقتصادی پایدار ایجاد کرد.
در کشاورزی، بهره‌وری کشاورزی به دلیل توسعه فناوری افزایش یافت و با توسعه تجارت در اطراف شهر، فعالیت‌های تجاری به تدریج در مناطق محلی افزایش یافت. صنایع دستی نیز به تدریج از صنایع دستی متمرکز بر دولت به صنایع دستی خصوصی متمرکز بر معابد و کشاورزان توسعه یافت.
به‌طور خاص، بازرگانانی از چین، ژاپن، عربستان، ایران و سایر مکان‌ها به بیوکراندو، بندری بیرونی در گگیونگ، می‌آمدند و به‌طور فعال تجارت می‌کردند، جینسینگ، ابزار کشاورزی و چینی صادر و صنایع دستی شیشه‌ای، کتاب و ابریشم وارد می‌کردند.

### تجارت دائسونگ
گوریو روابط سیاسی نزدیکی با سلسله سونگ داشت و مردم شمال را تحت کنترل خود نگه می‌داشت. دو کشور همچنین از طریق تجارت مکرر، آثار فرهنگی را مبادله می‌کردند.
کالاهایی که گوریو از سلسله سونگ وارد می‌کرد عمدتاً ابریشم، چینی، گیاهان دارویی، آلات موسیقی، ادویه‌جات و لوازم التحریر (کاغذ، قلم‌مو، جوهر) بودند که مورد علاقه اشراف بودند. از این میان، چینی و کتاب به‌طور خاص تأثیر زیادی بر توسعه چاپ سلادون و چاپ چوبی گوریو داشتند، اما واردات سایر کالاها، اسراف اشراف را بیشتر تشویق می‌کرد.
صادرات گوریو شامل مواد خامی مانند طلا، نقره، مس، جینسینگ، دانه کاج و خز و همچنین ابریشم، پارچه کنفی، کاغذ از درخت توت، ظروف برنزی طلا و نقره، بادبزن، شمشیرهای طلا و نقره و کالاهای فرآوری شده مانند کاغذ، قلم مو و جوهر بود.

### بازرگانی داوون
در ژوئیه ۲۰۰۵، یک کشتی گوریو که در استان شاندونگ چین از زیر خاک بیرون کشیده شد، سلادون منبت‌کاری شده گوریو، ظروف سفالی، بشقاب و سایر ظروف سفالی را تولید شده را نشان می‌داد. کشتی‌های گوریو، نه تنها کشتی‌های تجاری سلسله یوان، بلکه به سفرهای اقیانوسی نیز می‌رفتند.

## فهرست پادشاهان گوریو
| شماره | پادشاهان رژیم گوریو | دوره زندگانی (میلادی) | نسبت با پادشاهان قبلی | دوره حکومت (میلادی)     |
| ----- | ------------------- | --------------------- | --- | ----------------------- |
| ۱     | ته‌جو                | ۸۷۷–۹۴۳               | مؤسس سلسله گوریو | ۹۱۸–۹۴۳                 |
| ۲     | هیه‌جونگ             | ۹۱۲–۹۴۵               | پسر ته‌جو | ۹۴۳–۹۴۵                 |
| ۳     | جونگجونگ یکم        | ۹۲۳–۹۴۹               | پسر ته‌جو | ۹۴۵–۹۴۹                 |
| ۴     | گوانگجونگ           | ۹۲۵–۹۷۵               | پسر ته‌جو | ۹۴۹–۹۷۵                 |
| ۵     | گیونگجونگ           | ۹۵۵–۹۸۱               | پسر گوانگجونگ | ۹۷۵–۹۸۱                 |
| ۶     | سونگجونگ            | ۹۶۰–۹۹۷               | نوه ته‌جو | ۹۸۱–۹۹۷                 |
| ۷     | موکجونگ             | ۹۸۰–۱۰۰۹              | پسر گیونگجونگ | ۹۹۷–۱۰۰۹                |
| ۸     | هیونجونگ            | ۹۹۲–۱۰۳۱              | نوه ته‌جو | ۱۰۰۹–۱۰۳۱               |
| ۹     | دوکجونگ             | ۱۰۱۶–۱۰۳۴             | پسر هیونجونگ | ۱۰۳۱–۱۰۳۴               |
| ۱۰    | جونگجونگ دوم        | ۱۰۱۸–۱۰۴۶             | پسر هیونجونگ | ۱۰۳۴–۱۰۴۶               |
| ۱۱    | مونجونگ             | ۱۰۱۹–۱۰۸۳             | پسر هیونجونگ | ۱۰۴۶–۱۰۸۳               |
| ۱۲    | سانجونگ             | ۱۰۴۷–۱۰۸۳             | پسر مونجونگ | ۱۰۸۳                    |
| ۱۳    | سونجونگ             | ۱۰۴۹–۱۰۹۴             | پسر مونجونگ | ۱۰۸۳–۱۰۹۴               |
| ۱۴    | هونجونگ             | ۱۰۸۴–۱۰۹۷             | پسر سونجونگ | ۱۰۹۴–۱۰۹۵               |
| ۱۵    | سوکجونگ             | ۱۰۵۴–۱۱۰۵             | پسر مونجونگ | ۱۰۹۵–۱۱۰۵               |
| ۱۶    | یه‌جونگ              | ۱۰۷۹–۱۱۲۲             | پسر سوکجونگ | ۱۱۰۵–۱۱۲۲               |
| ۱۷    | اینجونگ             | ۱۱۰۹–۱۱۴۶             | پسر یه‌جونگ | ۱۱۲۲–۱۱۴۶               |
| ۱۸    | اویجونگ             | ۱۱۲۷–۱۱۷۳             | پسر اینجونگ | ۱۱۴۶–۱۱۷۰               |
| ۱۹    | میونگجونگ           | ۱۱۳۱–۱۲۰۲             | پسر اینجونگ | ۱۱۷۰–۱۱۹۷               |
| ۲۰    | شینجونگ             | ۱۱۴۴–۱۲۰۴             | پسر اینجونگ | ۱۱۹۷–۱۲۰۴               |
| ۲۱    | هیجونگ              | ۱۱۸۱–۱۲۳۷             | پسر شینجونگ | ۱۲۰۴–۱۲۱۱               |
| ۲۲    | گانگجونگ            | ۱۱۵۲–۱۲۱۳             | پسر میونگجونگ | ۱۲۱۱–۱۲۱۳               |
| ۲۳    | گوجونگ              | ۱۱۹۲–۱۲۵۹             | پسر گانگجونگ | ۱۲۱۳–۱۲۵۹               |
| ۲۴    | وونجونگ             | ۱۲۱۴–۱۲۷۴             | پسر گوجونگ | ۱۲۵۹–۱۲۷۴               |
| ۲۵    | چونگنیول            | ۱۲۳۶–۱۳۰۸             | پسر وونجونگ تقریباً از زمان حکومت این پادشاه و بعد از آن قدرت خاندان سلطنتی ضعیف شد و به دست افرادی همچون دوک یسونگ گی یچول که از مغولان سلسله یوآن بودند افتاد. | ۱۲۷۴–۱۳۰۸               |
| ۲۶    | چونگسون             | ۱۲۷۵–۱۳۲۵             | پسر چونگنیول | ۱۳۰۸–۱۳۱۳               |
| ۲۷    | چونگسوک             | ۱۲۹۴–۱۳۳۹             | پسر چونگ سون پس از رسیدن به پادشاهی درسال ۱۳۱۴ تا سال ۱۳۳۰ حکومت کرد ولی پس از این که پسرش چونگهیه را در سال ۱۳۲۱ به دنیا آورد موقعیت ولیعهد سابق (الجایتو نوه امپراتور چونگ نیول) متزلزل شد به همین خاطر الجایتو با امپراتور یوآن یینگ زونگ برای عزل چونگسوک همدست و چونگسوک را در سال ۱۳۳۰ از حکومت برکنار و به تبت تبعید کردند.                    | ابتدا از ۱۳۱۳ تا ۱۳۳۰   |
| ۲۸    | چونگهیه             | ۱۳۱۵–۱۳۴۴             | پسر چونگسوک این پادشاه که در سال ۱۳۳۰ پس از برکناری پدرش برای به دست گرفتن حکومت توسط یینگ زونگ امپراتور یوآن به گوریو فرستاده شده بود سرانجام در سال ۱۳۳۲ توسط امپراتور بعدی یوآن تای دینگ از حکومت عزل و به یوآن فرستاده شد و پدرش مجدداً به پادشاهی رسید.                                                                                           | ابتدا از ۱۳۳۰ تا ۱۳۳۲   |
| ۲۷    | چونگسوک             | ۱۲۹۴–۱۳۳۹             | پسر چونگسون این پادشاه که پس از عزل پسرش برای بار دوم در سال ۱۳۳۲ به پادشاهی رسیده بود سرانجام در سال ۱۳۳۹ بر اثر بیماری درگذشت. | بار دوم از ۱۳۳۲ تا ۱۳۳۹ |
| ۲۸    | چونگهیه             | ۱۳۱۵–۱۳۴۴             | پسر چونگسوک این پادشاه که پس از مرگ پدرش در سال ۱۳۳۹ و برای بار دوم به پادشاهی رسیده بود تمام اوقات خود را به عیاشی و خوشگذرانی می‌گذراند. سرانجام عیاشی‌های این پادشاه سبب نفرت مردم و تعدادی از مقامات از وی شد تا این که سرانجام وی در سال ۱۳۴۴ از حکومت عزل و به شهرستان یوئانگ در یوآن تبعید شد و در آن جا به خاطر خوردن نارنگی مسمومی از دنیا رفت | بار دوم از ۱۳۳۹ تا ۱۳۴۴ |
| ۲۹    | چونگموک             | ۱۳۳۷–۱۳۴۸             | پسر چونگهیه | ۱۳۴۴–۱۳۴۸               |
| ۳۰    | چونگجونگ            | ۱۳۳۸–۱۳۵۱             | پسر چونگهیه در ده سالگی دوک یسونگ گی یچول او را به امپراتوری رساند و در سینزده سالگی دوک یسونگ گی یچول او را از حکومت عزل و با زهر مسموم کرد. در قسمتی از سریال سرنوشت لحظه مسموم شدن و مرگ این پادشاه توسط دوک یسونگ گی یچول به نمایش درآمده است. | ۱۳۴۸–۱۳۵۱               |
| ۳۱    | گونگمین             | ۱۳۳۰–۱۳۷۴             | پسر چونگسوک که از کودکی در یوآن بزرگ شده بود. | ۱۳۵۱–۱۳۷۴               |
| ۳۲    | یو                  | ۱۳۶۵–۱۳۸۹             | پسر گونگمین | ۱۳۷۴–۱۳۸۸               |
| ۳۳    | چانگ                | ۱۳۸۱–۱۳۸۹             | پسر یو | ۱۳۸۸–۱۳۸۹               |
| ۳۴    | گونگیانگ            | ۱۳۴۵–۱۳۹۴             | از نسل شینجونگ | ۱۳۸۹–۱۳۹۲               |